# Logroño
Logroño es una ciudad y municipio situado en el norte de España, capital de la comunidad autónoma de La Rioja. Es su localidad de mayor población, concentrando casi la mitad del total, así como su centro económico, cultural y de servicios. Cuenta con unos 151 164 habitantes (INE 2024), mientras que su el área metropolitana incluye a más de 200.000 habitantes. 
Siendo atravesada en su parte norte por el río Ebro, Logroño ha sido históricamente un lugar de paso y cruce de caminos, tales como el Camino de Santiago, y de fronteras, disputada entre los antiguos reinos de Castilla, Navarra y Aragón de la península ibérica durante la Edad Media. 
En el último siglo, la ciudad ha experimentado un crecimiento demográfico lento, pero significativo respecto a las poblaciones cercanas, provocado principalmente por los movimientos migratorios desde otras comarcas de la provincia. La ciudad es un centro de comercio del vino de Rioja, por el que la zona es notable, y de fabricación de productos madereros, metálicos y textiles. Fue en 1997 la primera ciudad comercial de España, así como la primera Capital Gastronómica Española en 2012 y también Ciudad Europea del Deporte en 2014. La revista The Times, eligió a Logroño como la mejor ciudad de España para ir de tapa y Daily Mirror describió la ciudad como "Barcelona pero sin turismo masivo".

## Toponimia
El origen de este topónimo es, como en muchas otras localidades, desconocido. El nombre Lucronio es nombrado por primera vez en un documento de 965 por el cual García Sánchez I de Pamplona dona el lugar así denominado al monasterio de San Millán. En el fuero de 1095 aparece bajo el nombre de Logronio, excepto una vez en la que es denominado illo Gronio. Las tesis más aceptadas parecen indicar que el nombre es una latinización tardía por prefijación del artículo «lo/illo» al antiguo topónimo Gronio/Gronno, palabra de origen celta que significa «el vado» o «el paso». Se cree que este nombre era debido a la frecuente utilización del lugar para atravesar el río Ebro.
Otros historiadores han propuesto teorías alternativas, como una posible derivación de Lucus Brun/Lucus Beronius («lugar sagrado en el bosque berón»).

### Títulos
Juan II de Castilla le otorgó en Palencia el 7 de febrero de 1431 el título de «Ciudad» y lo ratificó el día 20 del mismo mes en Valladolid, por lo cual se deja de llamar «Villa», aunque no da explícitamente los motivos para dicho honor. El mismo monarca, el 20 de julio de 1444, añade los títulos de Muy Noble y Muy Leal, que aparecen todavía en el escudo de la localidad. En este caso, el motivo fue la lealtad de las gentes del lugar frente al homónimo rey Juan II de Aragón, pues pese a la «mucha guerra, e feridas e muertes, e robos, e quemas, e daños e opresiones», la ciudad se mantuvo al servicio del rey de Castilla.
El 5 de julio de 1523, el rey Carlos I de España otorgó las tres flores de lis para el blasón de la ciudad por su resistencia al cerco de los franceses en 1521.
Por Real Decreto, recibió también el título de «Excelencia» el 6 de diciembre de 1854 de manos de Isabel II, como premio por el comportamiento de sus vecinos durante las epidemias de cólera que asolaron la ciudad.

## Símbolos

### Escudo
"Escudo de plata, con un puente defendido de cuatro arcos y tres torres, las de los extremos ligeramente más bajas que la central; todo de su color, mazonado y aclarado de sable y sobre ondas de azur y plata. Bordura de azur, con tres flores de lis de oro, dos en los cantones del jefe y una en punta."

El puente del escudo muestra el antiguo puente de piedra fortificado sobre el río Ebro, de fecha de construcción imprecisa, pero que ya aparece citada en el fuero de la ciudad de 1095. Este puente tuvo una gran importancia tanto económica, como lugar frecuente de paso, como defensiva y de ahí su reflejo en el blasón. El antiguo puente fue derruido a finales del siglo XIX y sustituido por el actual en el mismo emplazamiento.
El escudo contiene las tres flores de lis que concedió Carlos I a la ciudad de Logroño por haber derrotado a las tropas franco-navarras en 1521. El escudo de Logroño se define en 1860 en l de Trofeo heroico de Francisco Piferrer como: «Logroño. (..) Tiene por armas tres torres sentadas sobre una puente puesta sobre el rio Ebro; bordura de azur y tres flores de lis de oro». Hay constancia documental «del antiguo pendón» que en el escudo ya incorporaba con la corona ducal y leyenda «Muy noble y muy leal ciudad de Logroño» la en 1860.

Oficialmente se decidió en 2024 el diseño del escudo original de 1523, sin la corona y la leyenda. No obstante, «podrá ser timbrado cuando proceda con la tradicional corona real abierta». 

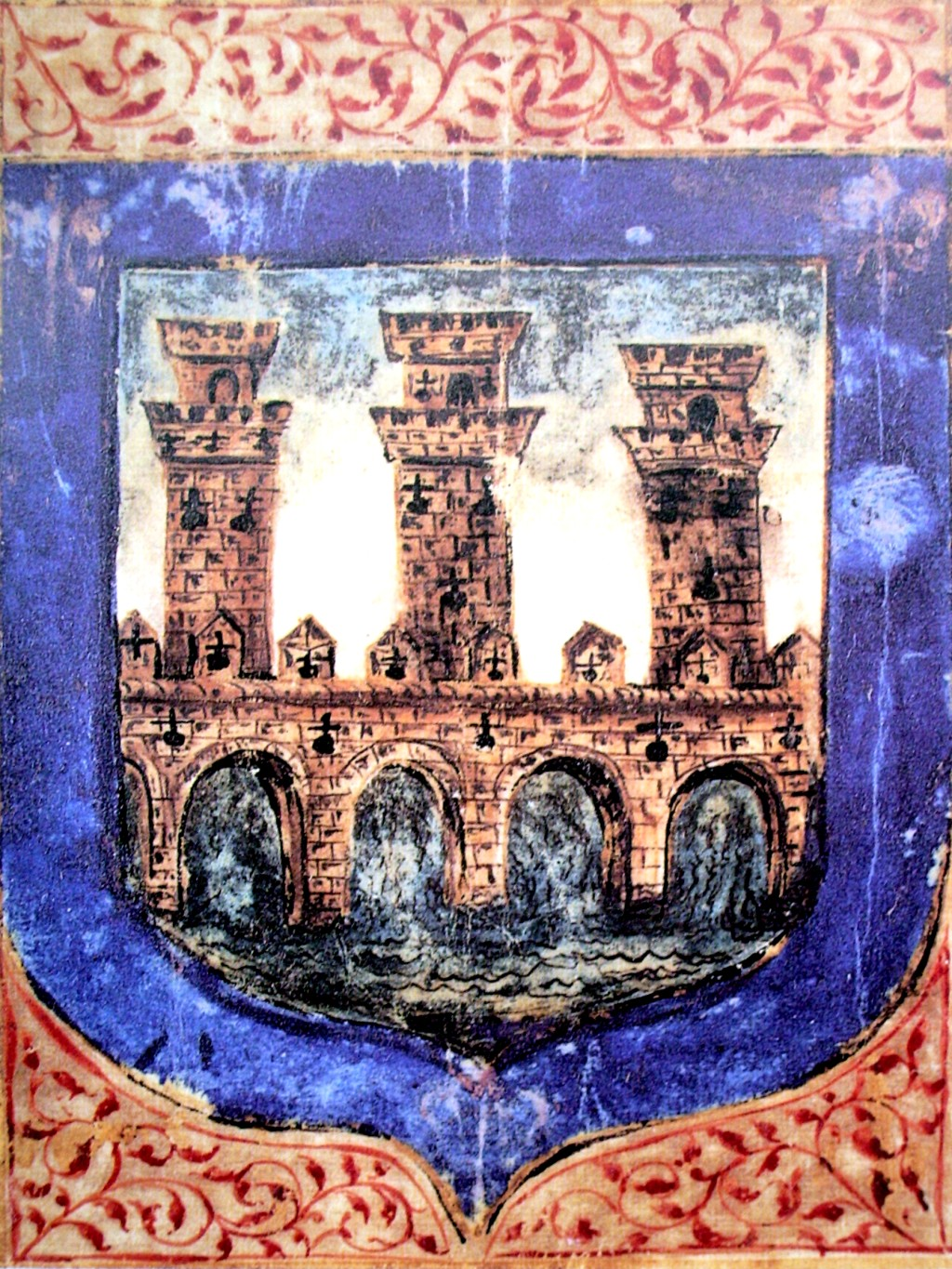
Escudo que aparecía en el privilegio concedido por Carlos V en 1523.
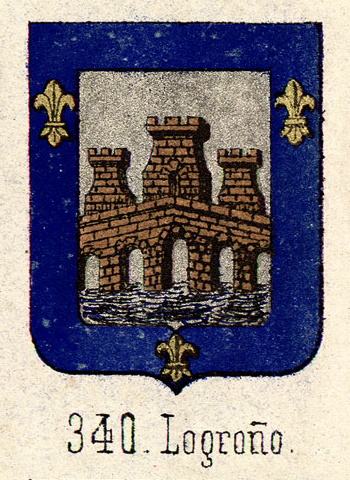
Escudo de Logroño extraído de Trofeo heroico (1860) de Francisco Piferrer.
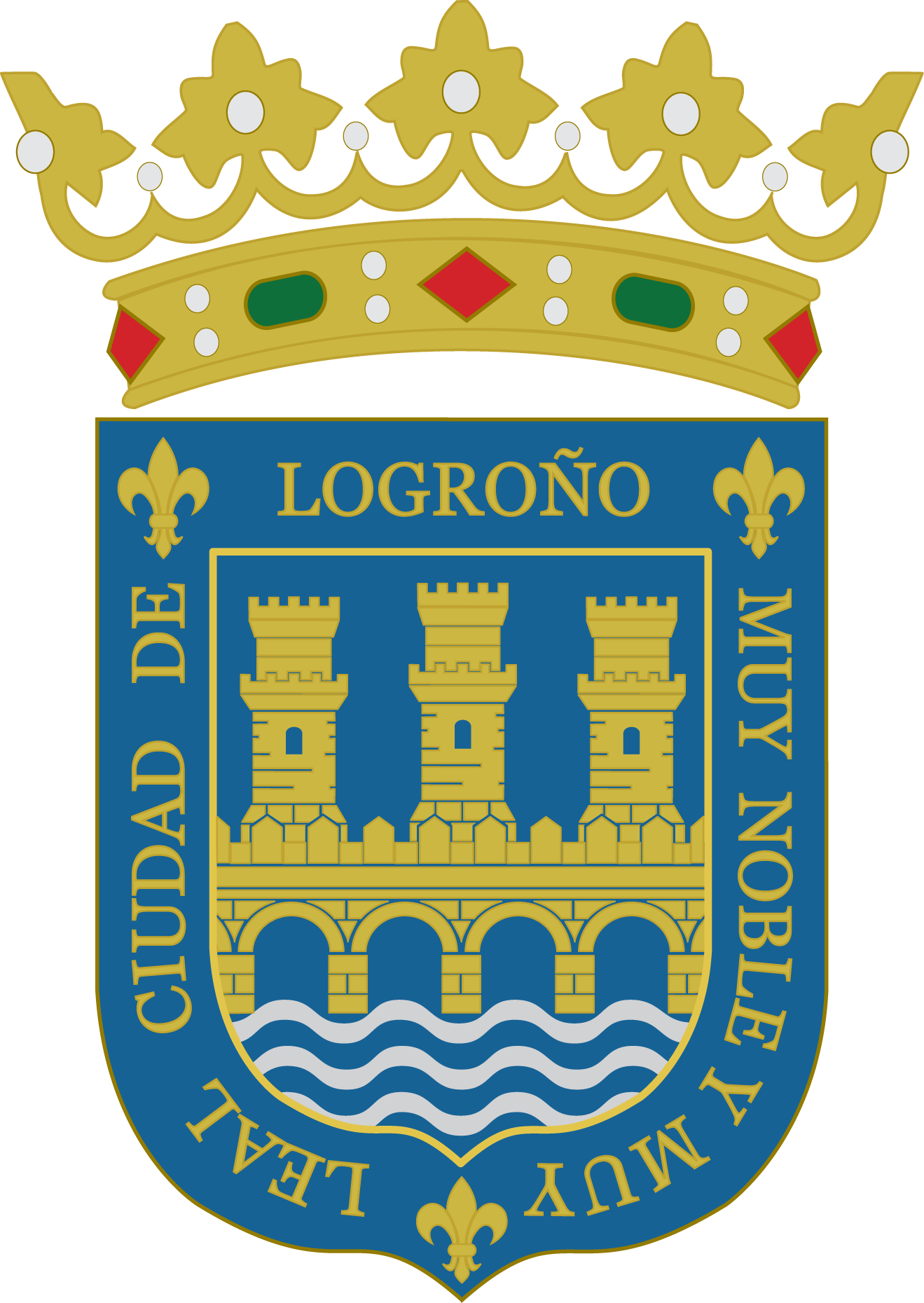
Escudo con corona y leyenda «Muy noble y muy leal ciudad de Logroño».

### Bandera
“Bandera rectangular de proporciones 2:3, de color blanco y con un aspa de color rojo oscuro, de un ancho equivalente a un sexto del ancho de la bandera, que llega hasta esquinas del paño.”

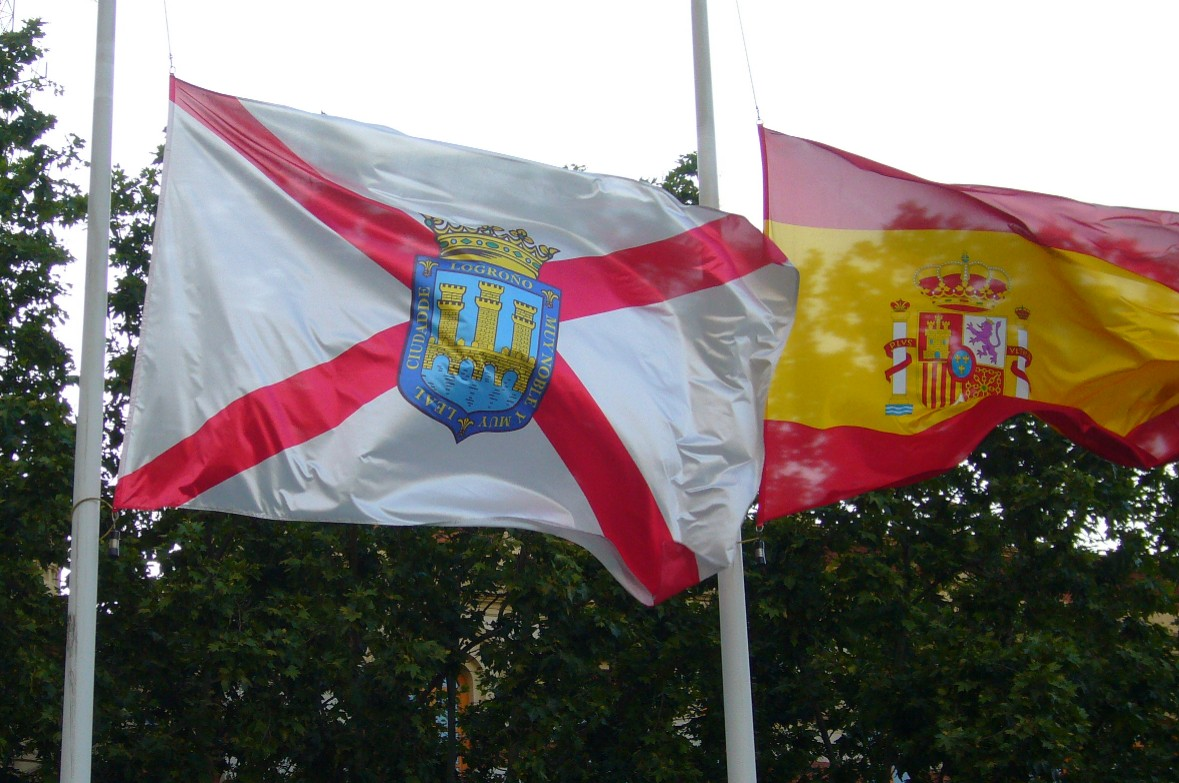
Las banderas de Logroño y España en la plaza del Ayuntamiento.

El símbolo representa la Cruz de San Andrés —en memoria del apóstol crucificado— que, según la tradición, era un símbolo de la Casa de Borgoña y se concedía como emblema nobiliario por parte de los monarcas españoles. Esta cruz fue otorgada por el rey Fernando III de Castilla en 1237 por la ayuda prestada por los logroñeses en la toma de Baeza el 30 de noviembre de 1227, día de San Andrés.
El diseño de la bandera con la cruz de San Andrés es común en el País Vasco (Vitoria) y La Rioja y está extendido también en otros países que tuvieron históricamente presencia española, como los Estados Unidos de América, en los estados de Florida y Alabama.
En el año 1728 se dispuso una ordenanza en la que se estableció que la cruz de la bandera había de ser de color rojo por ser este el color nacional. Sin embargo, aún hoy en día se encuentran muchas banderas tanto de Logroño como de La Rioja en las que el color rojo se sustituye por el granate, a pesar de los reales decretos y ordenanzas. Rojo-granate del vino tinto, justifican algunos.

### Himno
En 2024 se oficializó la canción Logroño es mi pueblo, de 1993, como himno de la ciudad. Sus autores, José Manuel Calzada (letra) y Rafael Jacinto Ibarrula Roldán (música) cedieron la obra al ayuntamiento «de forma gratuita y definitiva», pero manteniendo «su propiedad intelectual, tal y como estipula la Ley de Propiedad Intelectual en su artículo 10».

## Geografía
El municipio de Logroño está situado en el norte de la Rioja Media. Limita con los municipios de Fuenmayor, Navarrete, Lardero, Villamediana de Iregua, Murillo de Río Leza y Agoncillo en La Rioja, Laguardia, Lanciego y Oyón en Álava y Viana en Navarra.
| Noroeste: Laguardia (Álava) y Lanciego (Álava) | Norte: Oyón (Álava)                   | Nordeste: Viana (Navarra)    |
| Oeste: Fuenmayor                               |                                       | Este: Agoncillo              |
| Suroeste: Navarrete                            | Sur: Lardero y Villamediana de Iregua | Sureste: Murillo de Río Leza |

La mayor parte de la superficie municipal y del núcleo urbano se asienta en la margen derecha del río Ebro. Su altitud, tomando como referencia el céntrico paseo del Espolón, es de 386 metros sobre el nivel del mar. Aunque es una zona geográficamente bastante plana por su situación en pleno valle, existen algunas elevaciones cercanas como el cerro de Cantabria (492 m), el del Corvo (489 m), el monte de la Pila (564 m) y el punto más alto de la localidad, Candorras, de 584 metros de altitud. Es precisamente esta situación la que permite comunicaciones adecuadas por carretera y por ferrocarril hacia el este (Zaragoza) y el oeste (Burgos). Sin embargo, la sierra de Cantabria y el sistema Ibérico, situados hacia el norte y sur, respectivamente, limitan una comunicación con vías rápidas en estas direcciones.

### Clima

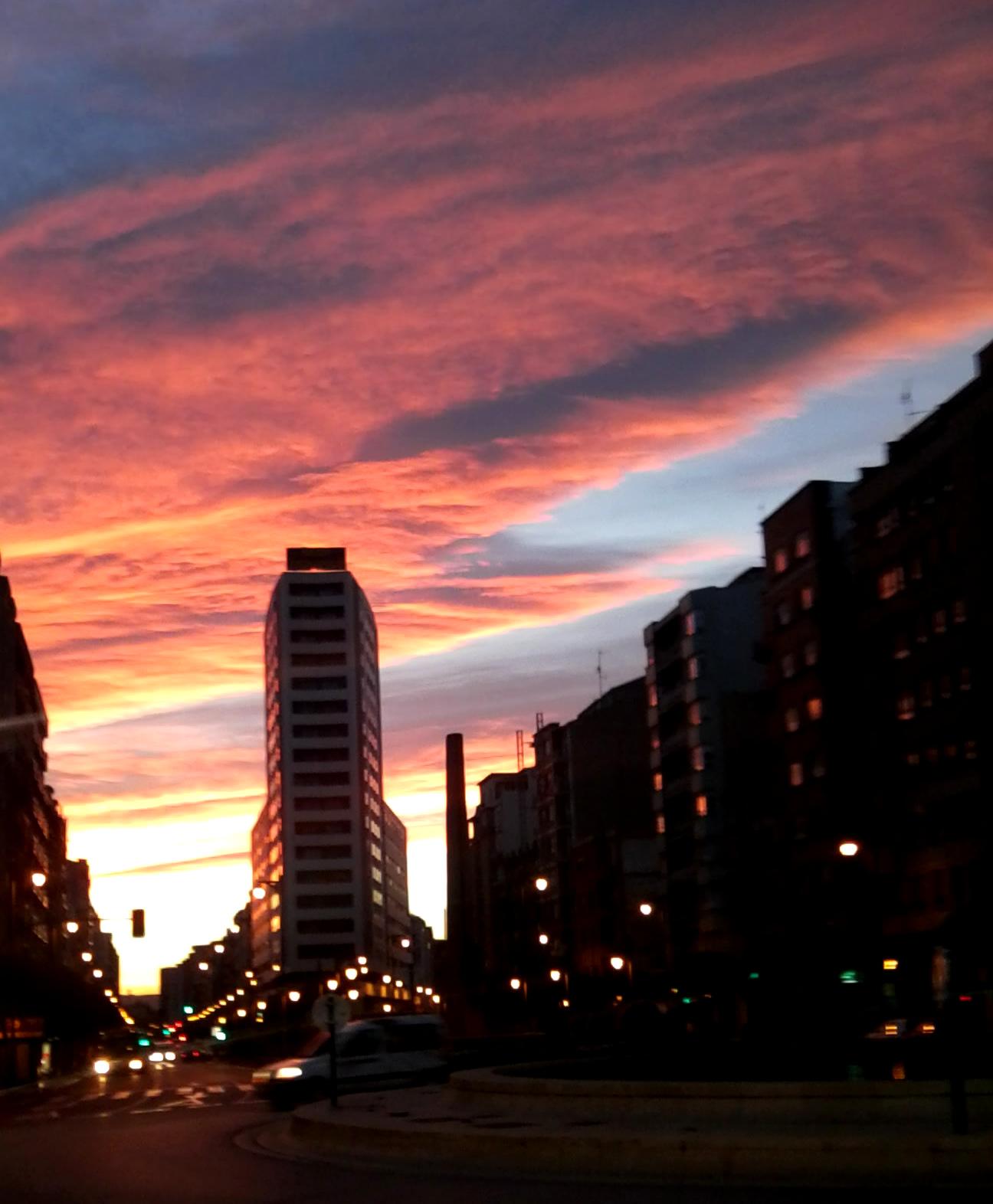
Con un clima mediterráneo continentalizado, la temperatura media es de unos 13 °C. Aspecto del amanecer en el mes de octubre con la torre capitol al fondo

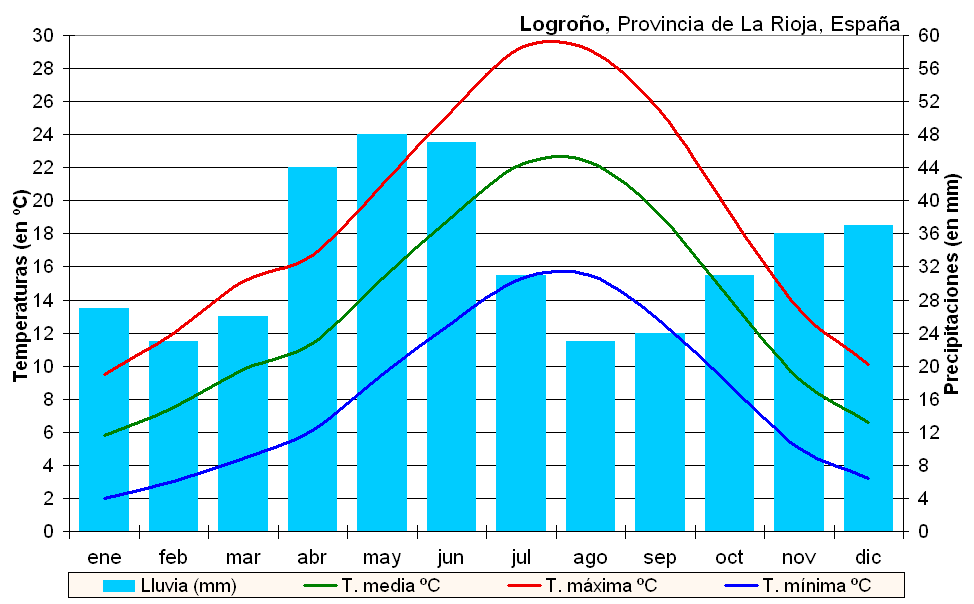
Gráfico termopluviométrico de Logroño-Agoncillo, según el INM (período 1971-2000)

De acuerdo a la clasificación climática de Köppen, Logroño tiene un clima de tipo Csa/BS (mediterráneo interior). El clima de la ciudad está suavizado por su localización en el valle del Ebro. La temperatura media anual es de alrededor de los 14 °C. La temperatura puede alcanzar en invierno los cinco grados bajo cero, mientras que en verano se superan los 35 °C. Las precipitaciones medias anuales son de 433 mm. Los vientos que afectan a la ciudad son los siguientes: desde el norte: el cierzo, del sur: el ábrego, del este: el solano, y del oeste: el castellano. Los vientos intermedios son: del noreste: el navarrico, del noroeste: el regañón, del suroeste: el burgalés, y del sureste: el soriano.
| Parámetros climáticos promedio de observatorio del aeropuerto de Logroño-Agoncillo (municipio de Agoncillo) (353 m s. n. m.) (Periodo de referencia: 1991-2020, extremos: 1948-presente) | Parámetros climáticos promedio de observatorio del aeropuerto de Logroño-Agoncillo (municipio de Agoncillo) (353 m s. n. m.) (Periodo de referencia: 1991-2020, extremos: 1948-presente) | Parámetros climáticos promedio de observatorio del aeropuerto de Logroño-Agoncillo (municipio de Agoncillo) (353 m s. n. m.) (Periodo de referencia: 1991-2020, extremos: 1948-presente) | Parámetros climáticos promedio de observatorio del aeropuerto de Logroño-Agoncillo (municipio de Agoncillo) (353 m s. n. m.) (Periodo de referencia: 1991-2020, extremos: 1948-presente) | Parámetros climáticos promedio de observatorio del aeropuerto de Logroño-Agoncillo (municipio de Agoncillo) (353 m s. n. m.) (Periodo de referencia: 1991-2020, extremos: 1948-presente) | Parámetros climáticos promedio de observatorio del aeropuerto de Logroño-Agoncillo (municipio de Agoncillo) (353 m s. n. m.) (Periodo de referencia: 1991-2020, extremos: 1948-presente) | Parámetros climáticos promedio de observatorio del aeropuerto de Logroño-Agoncillo (municipio de Agoncillo) (353 m s. n. m.) (Periodo de referencia: 1991-2020, extremos: 1948-presente) | Parámetros climáticos promedio de observatorio del aeropuerto de Logroño-Agoncillo (municipio de Agoncillo) (353 m s. n. m.) (Periodo de referencia: 1991-2020, extremos: 1948-presente) | Parámetros climáticos promedio de observatorio del aeropuerto de Logroño-Agoncillo (municipio de Agoncillo) (353 m s. n. m.) (Periodo de referencia: 1991-2020, extremos: 1948-presente) | Parámetros climáticos promedio de observatorio del aeropuerto de Logroño-Agoncillo (municipio de Agoncillo) (353 m s. n. m.) (Periodo de referencia: 1991-2020, extremos: 1948-presente) | Parámetros climáticos promedio de observatorio del aeropuerto de Logroño-Agoncillo (municipio de Agoncillo) (353 m s. n. m.) (Periodo de referencia: 1991-2020, extremos: 1948-presente) | Parámetros climáticos promedio de observatorio del aeropuerto de Logroño-Agoncillo (municipio de Agoncillo) (353 m s. n. m.) (Periodo de referencia: 1991-2020, extremos: 1948-presente) | Parámetros climáticos promedio de observatorio del aeropuerto de Logroño-Agoncillo (municipio de Agoncillo) (353 m s. n. m.) (Periodo de referencia: 1991-2020, extremos: 1948-presente) | Parámetros climáticos promedio de observatorio del aeropuerto de Logroño-Agoncillo (municipio de Agoncillo) (353 m s. n. m.) (Periodo de referencia: 1991-2020, extremos: 1948-presente) |
| Mes | Ene. | Feb. | Mar. | Abr. | May. | Jun. | Jul. | Ago. | Sep. | Oct. | Nov. | Dic. | Anual |
| --- | --- | --- | --- | --- | --- | --- | --- | --- | --- | --- | --- | --- | --- |
| Temp. máx. abs. (°C) | 22.3 | 23.1 | 28.8 | 31.2 | 37.6 | 42.2 | 42.8 | 43.3 | 39.0 | 31.4 | 27.4 | 21.4 | 43.3 |
| Temp. máx. media (°C) | 10.4 | 12.3 | 16.3 | 18.6 | 22.8 | 27.5 | 30.4 | 30.5 | 25.9 | 20.5 | 14.0 | 10.5 | 20.0 |
| Temp. media (°C) | 6.3 | 7.3 | 10.4 | 12.5 | 16.3 | 20.5 | 23.0 | 23.1 | 19.3 | 14.8 | 9.6 | 6.6 | 14.2 |
| Temp. mín. media (°C) | 2.2 | 2.2 | 4.5 | 6.4 | 9.8 | 13.5 | 15.7 | 15.7 | 12.8 | 9.1 | 5.2 | 2.7 | 8.3 |
| Temp. mín. abs. (°C) | -11.6 | -9.6 | -8.8 | -3.6 | 0.6 | 2.7 | 7.2 | 6.2 | 3.0 | -1.2 | -8.2 | -11.6 | -11.6 |
| Precipitación total (mm) | 36 | 27 | 36 | 43 | 45 | 44 | 32 | 20 | 31 | 37 | 47 | 36 | 433 |
| Días de precipitaciones (≥ 1 mm) | 6.8 | 5.7 | 5.9 | 6.9 | 7.4 | 5.5 | 3.7 | 3.3 | 4.4 | 6.4 | 7.4 | 6.4 | 69.6 |
| Días de nevadas (≥ 0.01 mm) | 1.1 | 1.8 | 0.7 | 0.1 | 0.0 | 0.0 | 0.0 | 0.0 | 0.0 | 0.0 | 0.2 | 0.7 | 4.7 |
| Horas de sol | 108 | 139 | 198 | 210 | 239 | 282 | 322 | 298 | 231 | 170 | 111 | 99 | 2411 |
| Humedad relativa (%) | 78 | 72 | 65 | 63 | 60 | 56 | 53 | 55 | 62 | 72 | 77 | 80 | 66 |
| Fuente: Agencia Estatal de Meteorología | | | | | | | | | | | | | |

## Historia

### Prehistoria y Edad Antigua

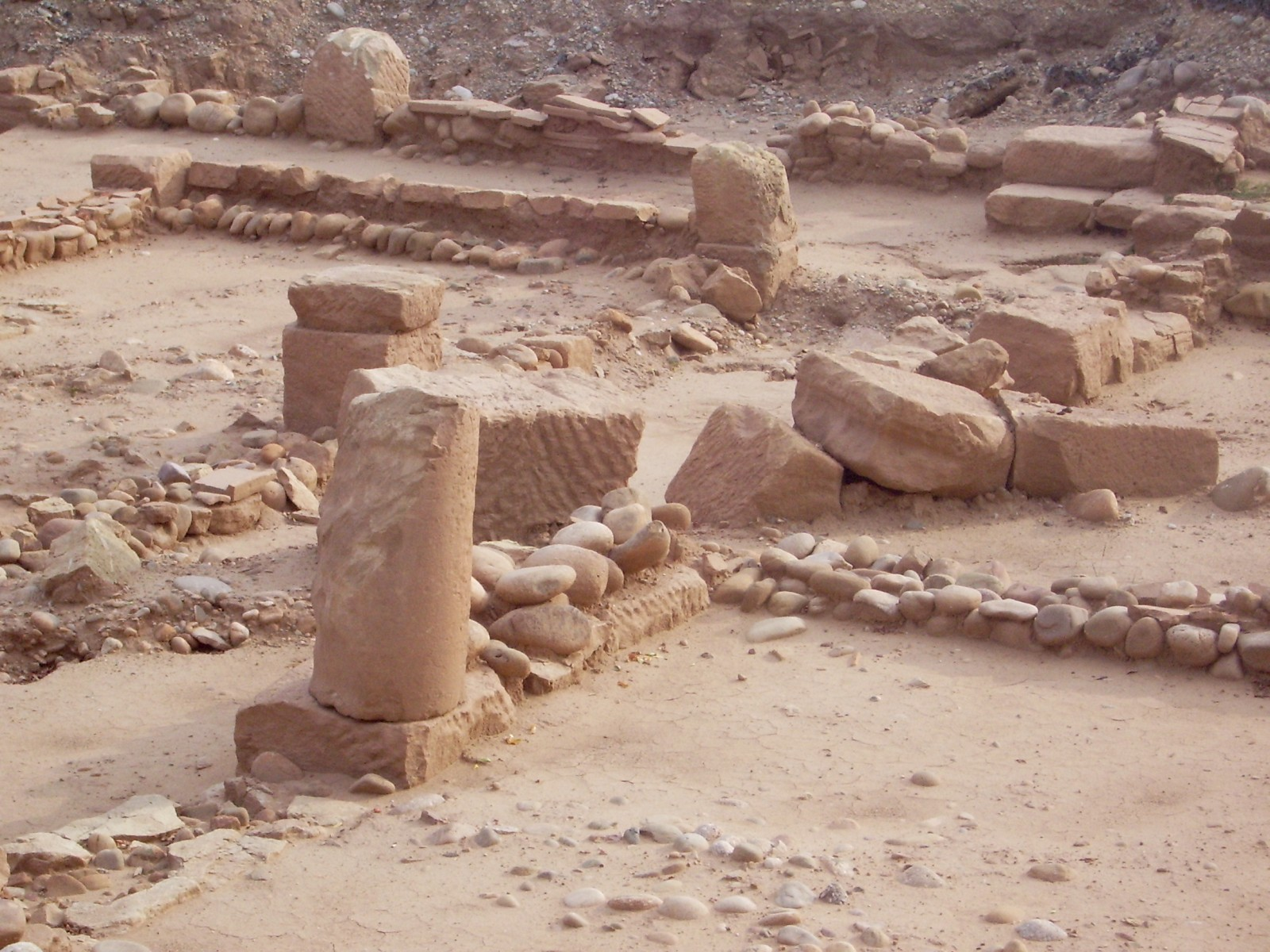
Restos romanos de Varea (Vareia)

Cuentan antiguas tradiciones que Túbal, hijo de Jafet y nieto de Noé, atravesando el Mediterráneo, fue impulsado hacia el interior de la península ibérica hasta alcanzar la altura de Varea. Dejando a un lado tradiciones y mitos, los orígenes de la actual ciudad de Logroño han de asociarse a los de la romana Vareia. Varea es actualmente una localidad integrada en su práctica totalidad dentro de la moderna ciudad. También el origen de Logroño debe asociarse a la celtíbera ciudad de Cantabria.
Plinio el Viejo mencionó a Vareia y el Ebro como río navegable. Vareia servía de apoyo logístico a las tropas de Augusto a comienzos de la Era Cristiana, y fue en la época de Vespasiano (hacia el año 50 d. C.) cuando recibió el rango de municipio. En esta época (y durante toda la Edad Media hasta el siglo XI), un embarcadero situado junto al monte Cantabria en el río Ebro, alimentaba el comercio de la ciudad con el resto de la Hispania romana. Había un puente romano sobre el río Ebro: el puente Mantible, cerca de Assa (hoy un barrio de Lanciego, en la lindante Álava). Hoy en día se pueden encontrar cerca de Logroño, junto al barrio de El Cortijo, los restos de la calzada romana que venía desde Cesaraugusta y Calagurris, adentrándose en la Tarraconensis.
Enfrente de la moderna Logroño, sobre el monte Cantabria, se encuentran aún hoy en día las ruinas de la que fue ciudad celtíbera de Cantabria, devastada por las tropas del rey godo Leovigildo (año 575). Etimológicamente Cantabria significa «junto al río Ebro».

### Edad Media

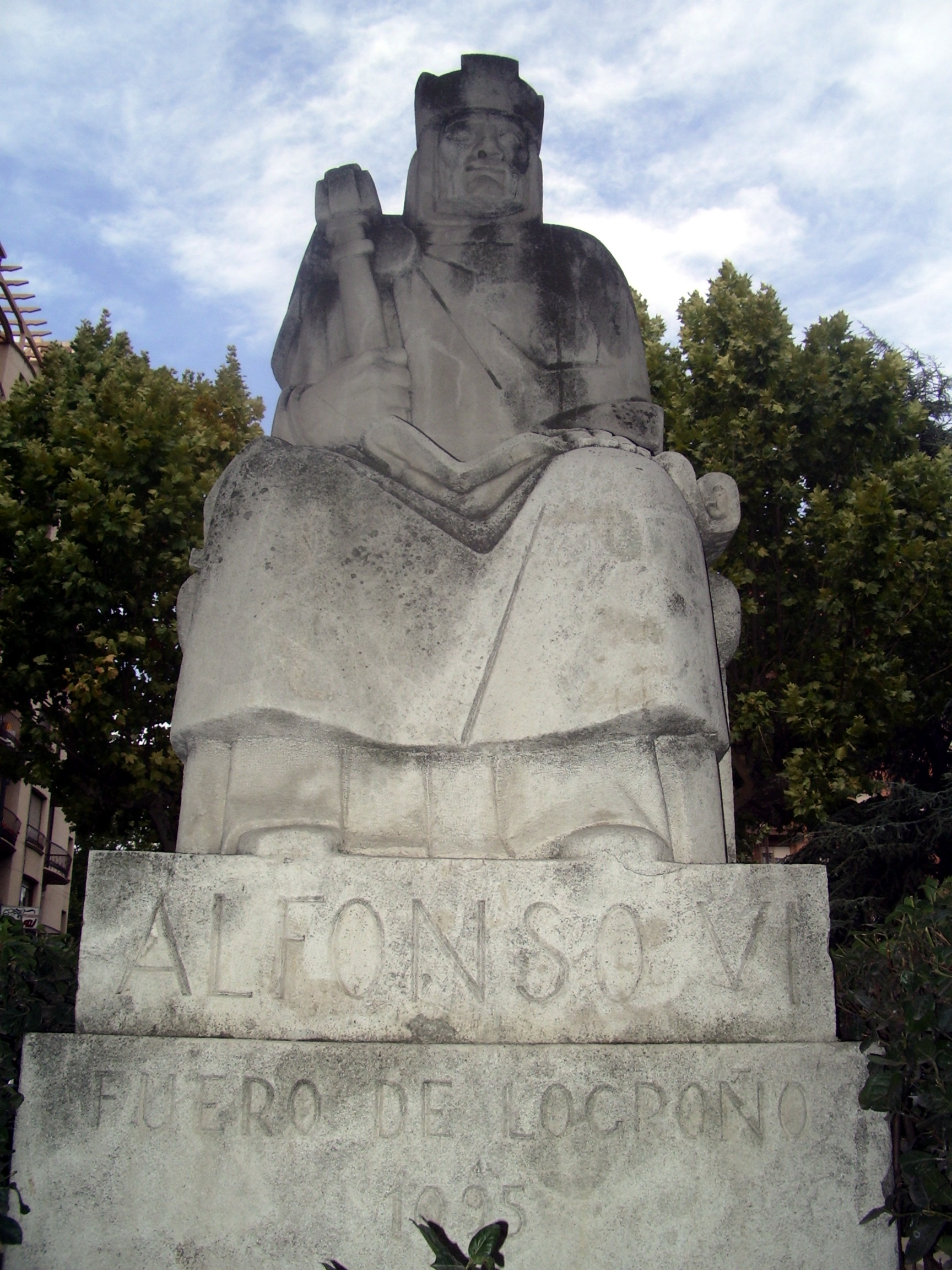
Monumento al Fuero de 1095, otorgado por Alfonso VI

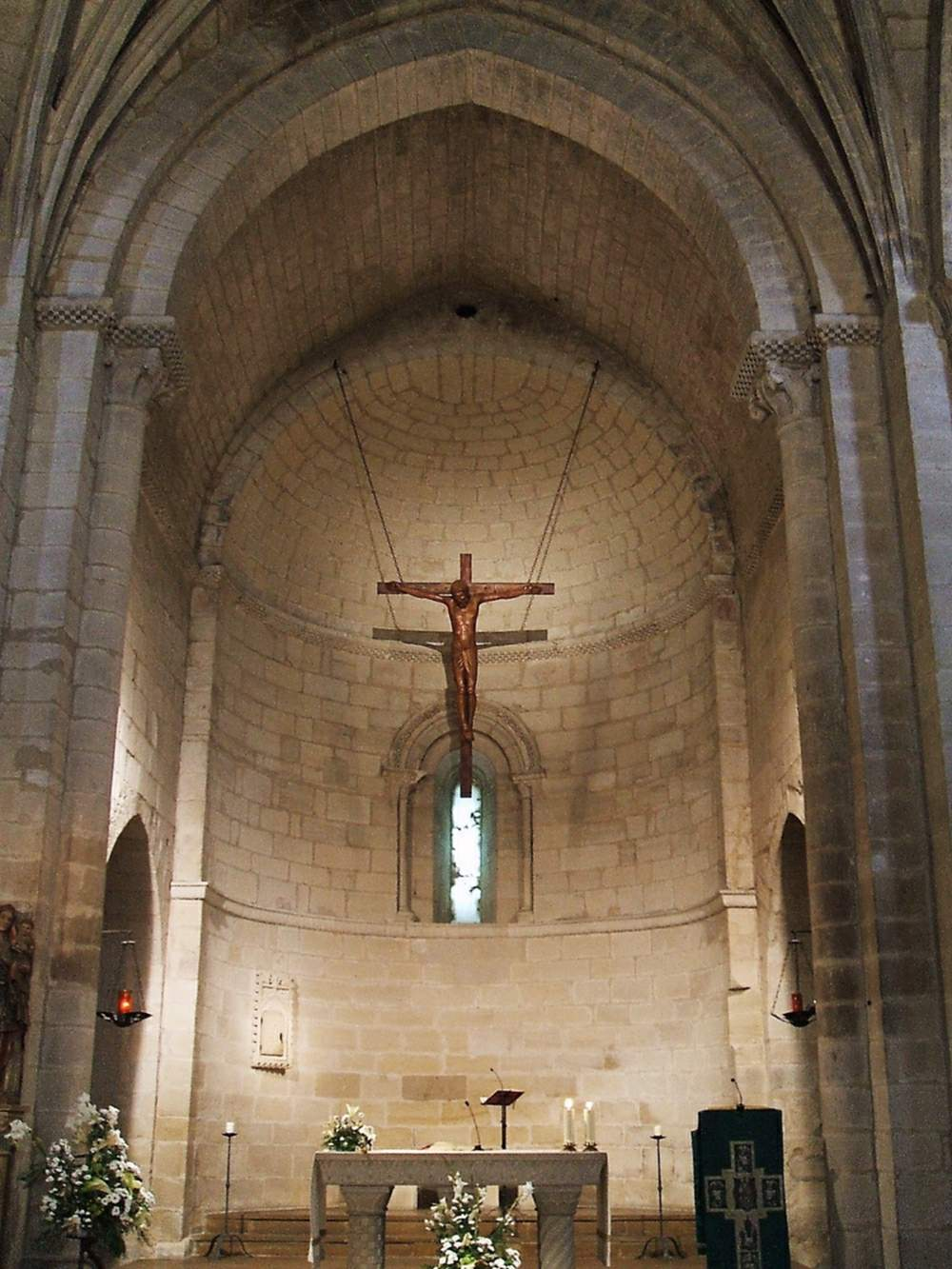
Iglesia de San Bartolomé, la más antigua de Logroño del

Trascendental importancia para la configuración de la ciudad durante la Edad Media, tiene el hecho de que el Camino de Santiago cruzaba (y cruza) por ella, así como su situación fronteriza entre los reinos de Castilla, Navarra y Aragón. Para acrecentar la población de tan estratégico enclave, Alfonso VI de León concede el Fuero de Logroño en el año 1095, que pasaría de ser una aldea perteneciente a San Millán de la Cogolla, a una villa de realengo con una artesanía y comercio crecientes. Este fuero fue esencial ya que a partir de él se redactaron la mayoría de fueros de la zona. En este texto se hace referencia también al ataque por parte de Rodrigo Díaz de Vivar «el Cid Campeador», a la ciudad, fruto de su rencilla particular con el conde García Ordóñez.
Los primeros documentos que hablan de la actual concatedral de la Redonda, se remontan al año 1196, naciendo como un templo medieval de cuyo origen románico, con planta circular, tan sólo se conserva el nombre. El templo de estilo gótico Reyes Católicos y barroco que ahora es, se construyó a lo largo de los siglos XV al XVIII, encontrando en él obras del mismísimo Miguel Ángel Buonarroti.
En 1431, el rey Juan II de Castilla le concede el título de ciudad y en 1444 los títulos de Muy Noble y Muy Leal, teniendo derecho a enviar procuradores a las Cortes de Castilla. En 1454 contaba con 717 vecinos según datos de la época.

### Edad Moderna
La ciudad tuvo durante la Edad Moderna una destacada industria impresora que inauguró el alemán Arnaldum Guillermum de Brocado, el cual castellaniza su nombre a Arnao Guillén de Brocar. Llegó a Logroño en el año 1500 procedente de Pamplona para instalar su imprenta en la actual plaza de Martínez Zaporta, antiguamente llamada calle de la Imprenta. Más tarde, también durante el siglo XVI, acometerían este trabajo otras personas como su yerno Miguel de Eguía y su nieto Juan de Brocart, al que se añadirían muchos otros como Juan de la Carda y Juan de Medina.

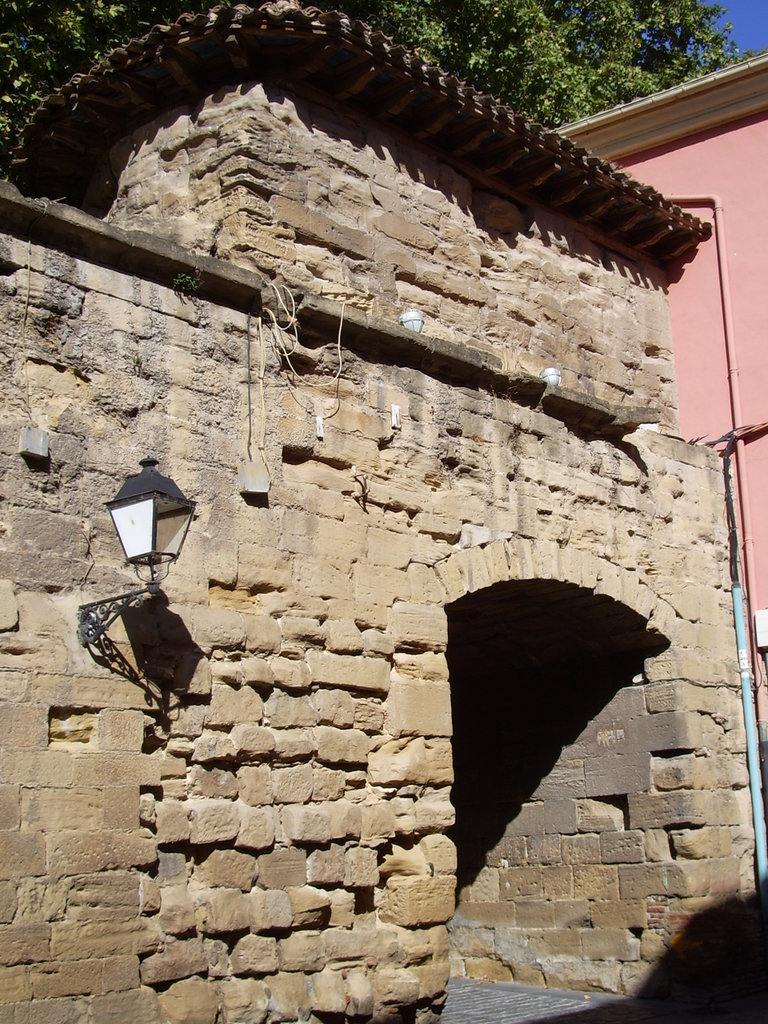
Arco del Revellín, donde aún hoy se conmemora el sitio de 1521

En 1521 en pleno levantamiento comunero, la ciudadanía de Logroño hizo frente a las tropas del rey francés Francisco I junto a Enrique II de Navarra. Es el célebre cerco de Logroño de 1521. Las tropas de André de Foix, señor de Asparrot, formadas por bearneses, labortanos, franceses y bajonavarros y engrosadas después por altonavarros, tras recuperar Navarra para su rey se disponen a atacar Logroño. Según el mito ascenderían a treinta mil soldados, aunque investigaciones recientes reducen el número a unos ocho mil. Por su parte, en Logroño llegaron a reunirse más de tres mil soldados castellanos a las órdenes de varios capitanes como Pedro de Beaumont, Pedro Vélez de Guevara y Diego de Vera.
Existen numerosos mitos trasmitidos de generación en generación como que el sitio comenzó el 25 de mayo, o que se convocó una junta general o concejo abierto de la ciudad en la iglesia de Santiago y mandó a Asparrot la siguiente misiva: «Logroño no abrirá sus puertas al enemigo, interim uno de sus habitantes tenga vida para combatir. Nos defenderemos hasta la muerte». También forman parte de esta leyenda rosa otros mitos como el que dice que los logroñeses anegaron el campamento francés mediante una riada; el que habla de una «encamisada» de la escasa guarnición de la ciudad junto con valerosos habitantes que atacó por la noche el campamento enemigo, infundiendo confusión y temor en las tropas atacantes; y el que justifica el célebre reparto de panes, peces y vino en la festividad de San Bernabé. Investigaciones recientes en fuentes primarias han rechazado todas estas distorsiones y errores ofreciendo una visión ajustada a los testimonios documentales disponibles. Así, sabemos que el cerco comenzó más tarde, entre el 4 y el 6 de junio, durando apenas una semana. De estos días, tan solo cuatro fueron de bombardeos sobre las defensas de la ciudad. De hecho, el bloqueo ni siquiera fue completo como reconocía el propio general francés en su correspondencia con Francisco I. Por las puertas que permanecían abiertas accedían a la ciudad refuerzos y víveres. El rol de los ciudadanos se limitó al abastecimiento de las tropas y al suministro de materiales. No hay pruebas de la existencia de ningún concejo abierto, ni de la supuesta inundación, de la encamisada, entre otros mitos.
Asparrot decidió levantar el asedio el 11 de junio por varios factores. En primer lugar sus propias tropas no le ofrecían demasiada confianza debido a la baja moral, la indisciplina y la falta de víveres. En segundo, era inminente la llegada de un ejército de socorro castellano al mando de los gobernadores de Castilla. La vanguardia del mismo al mando Antonio Manrique de Lara, Duque de Nájera, accedió a la ciudad ese mismo día. Por último, tampoco había logrado reavivar los rescoldos de la revuelta comunera. En todo caso, su huida no fue una desbandada. Se replegó ordenadamente hasta llegar a la cuenca de Pamplona, donde fue definitivamente derrotado en la batalla de Noáin, el 30 de junio.
En conmemoración de esta acción, la ciudad de Logroño juró el voto de San Bernabé que se celebra cada 11 de junio, festividad de San Bernabé. El rey Carlos I de España, para que perdurase la memoria del triunfo, mandó añadir tres flores de lis al escudo de la ciudad. Este acto se firmó en Valladolid el 5 de julio de 1523. El actual arco de la muralla del Revellín, que adorna la antigua entrada a la ciudad sitiada por navarros y franceses, comenzó a construirse en 1522, o sea, un año después del asedio.
En 1523 Carlos V visitaría de nuevo Nájera y Logroño y de esa época quedan como testimonio de las aportaciones que hizo el monarca, la puerta de la muralla del Revellín en Logroño y la puerta de Carlos I en Nájera, ambas con el escudo de armas del emperador, así como el imponente claustro de los Caballeros de Santa María la Real y otras obras del siglo XVI en las iglesias de Palacio, La Redonda, Santiago etc.
Otra visita regia importante fue la de Felipe II en 1592, que vino acompañado del infante Felipe y de su hija Isabel Clara Eugenia. Cada acercamiento regio a La Rioja mejoró las concesiones de mercados y ferias o creó otros nuevos, como el mercado franco concedido a Logroño por los Reyes Católicos en 1494 y mejorado en 1559.
Alrededor de esos años se funda el primer colegio de los Jesuitas en Logroño, que jugaría un papel importante en los siglos posteriores como foco difusor del humanismo y de cultura popular en la ciudad.
En 1570 se crea un tribunal de la Inquisición en la ciudad. Los días 7 y 8 de noviembre de 1610 se celebró un auto de fe, quemándose según la creencia popular hasta seis brujas procedentes de Zugarramurdi frente a la Concatedral de la Redonda (en la actual plaza del Mercado), hecho ocurrido realmente en la llamada poza de los Quemados, junto al río Ebro.[cita requerida]

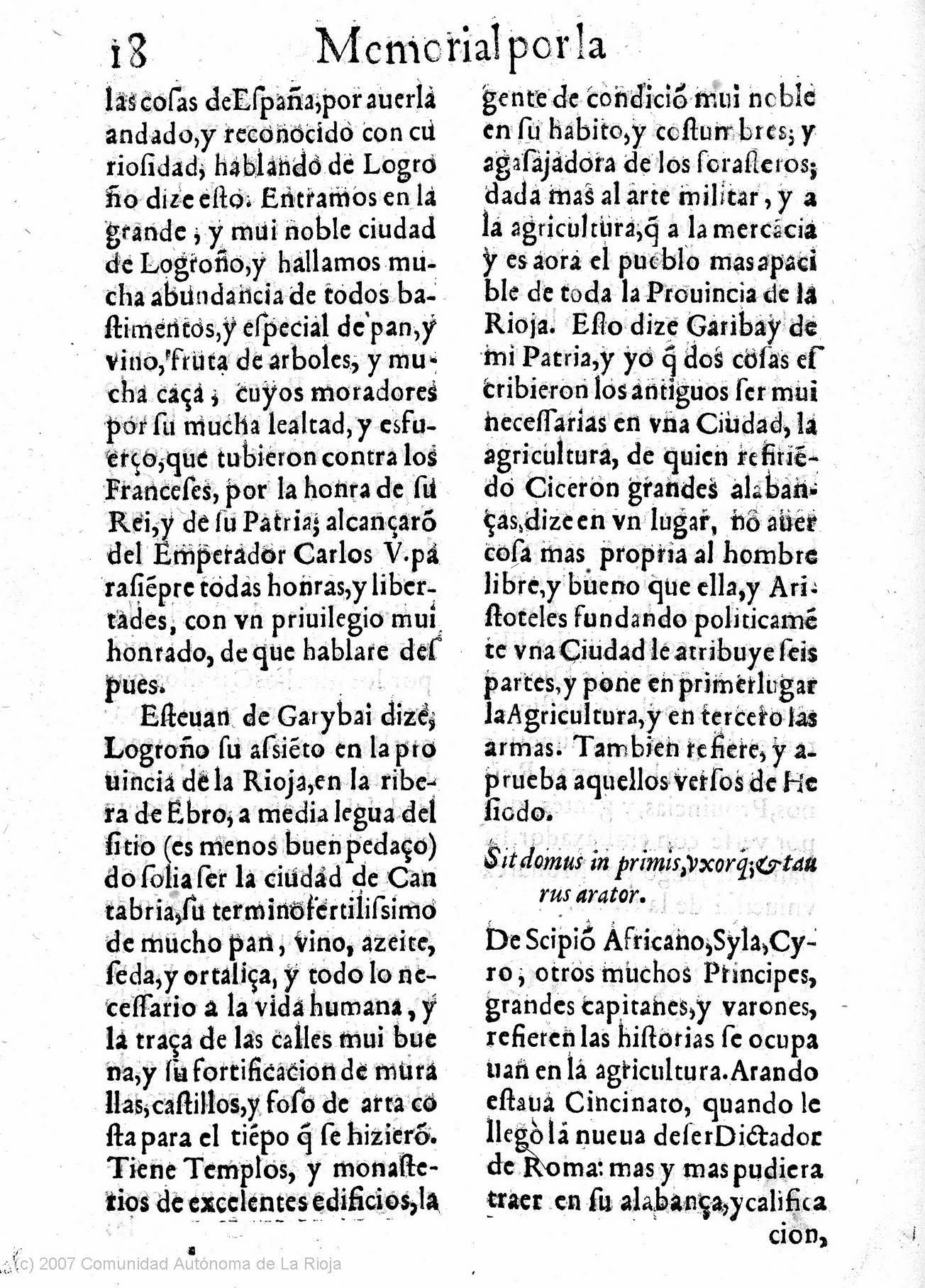
Página 18 del libro Memorial histórico por la Ciudad de Logroño, publicado en 1633 y obra de Fernando Albia de Castro, donde explica la localización de la ciudad. Dice así: «Logroño tiene su asiento en la provincia de La Rioja, en la ribera del Ebro, a media legua del sitio...»

En el año 1633 el logroñés Fernando Albia de Castro escribe sobre la ciudad el libro histórico titulado Memorial y discurso político por la muy noble y muy leal ciudad de Logroño, que trata sobre la historia de la ciudad. Se trata de un referente sobre historia local que llegó incluso a reimprimirse dos siglos después. Al hablar de la localización de la misma, dice que «Logroño tiene su asiento en la provincia de La Rioja, en la ribera del Ebro, a media legua del sitio...»
En el año 1672 se publica el libro titulado Parte del Atlas Mayor o Geographia Blaviana Que contiene las Cartas y Descripciones de Españas donde se dedica un apartado entero a La Rioja, que lleva su nombre como título y en el cual se realiza una breve descripción sobre ella. Posteriormente pasa a explicar cuáles son, según el propio libro indica, las ciudades más importantes de la región. Tras describirse las localidades riojanas de Calahorra y Santo Domingo de la Calzada se hace lo mismo con la ciudad de Logroño que tal y como señala el texto contaba entonces con 1500 vecinos, tenía un puente fortificado con 12 arcos y tres fortalezas, estaba amurallada y poseía un castillo, tenía cinco parroquias, seis conventos de frailes y dos de monjas, estudios de letras humanas y filosofía, celebraba un mercado dos veces por semana y una feria cada 21 de septiembre, así como se le había otorgado la capacidad de voto en cortes.
En 1790 Logroño fue uno de los municipios fundadores de la Real Sociedad Económica de La Rioja, la cual era una de las sociedades de amigos del país fundadas en el siglo XVIII conforme a los ideales de la ilustración.

### Edad Contemporánea

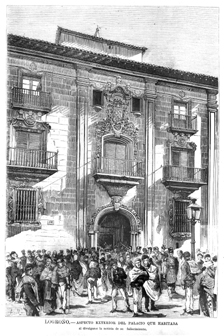
Palacio de Espartero en Logroño, según grabado de 1879

En 1822, durante el Trienio Liberal, se convierte en capital de provincia. Sin embargo, este hecho quedaría anulado en 1823 como consecuencia de la reacción absolutista de Fernando VII y la entrada en España de los Cien Mil Hijos de San Luis, quedando suprimidas las reformas liberales. En 1833, tras la muerte del monarca, vuelve a ser, ya definitivamente, capital. No sería hasta los años treinta del siglo XX cuando superó los treinta mil habitantes.
En 1822 se edita en Logroño el periódico llamado El Patriota Riojano, el cual constituye el primer diario riojano contemporáneo. A este se le fueron sumando otros como el diario La Rioja fundado también en la ciudad en 1889 y todavía existente en hoy en día y el titulado La Rioja Baja que ve la luz en Calahorra en el año 1900.

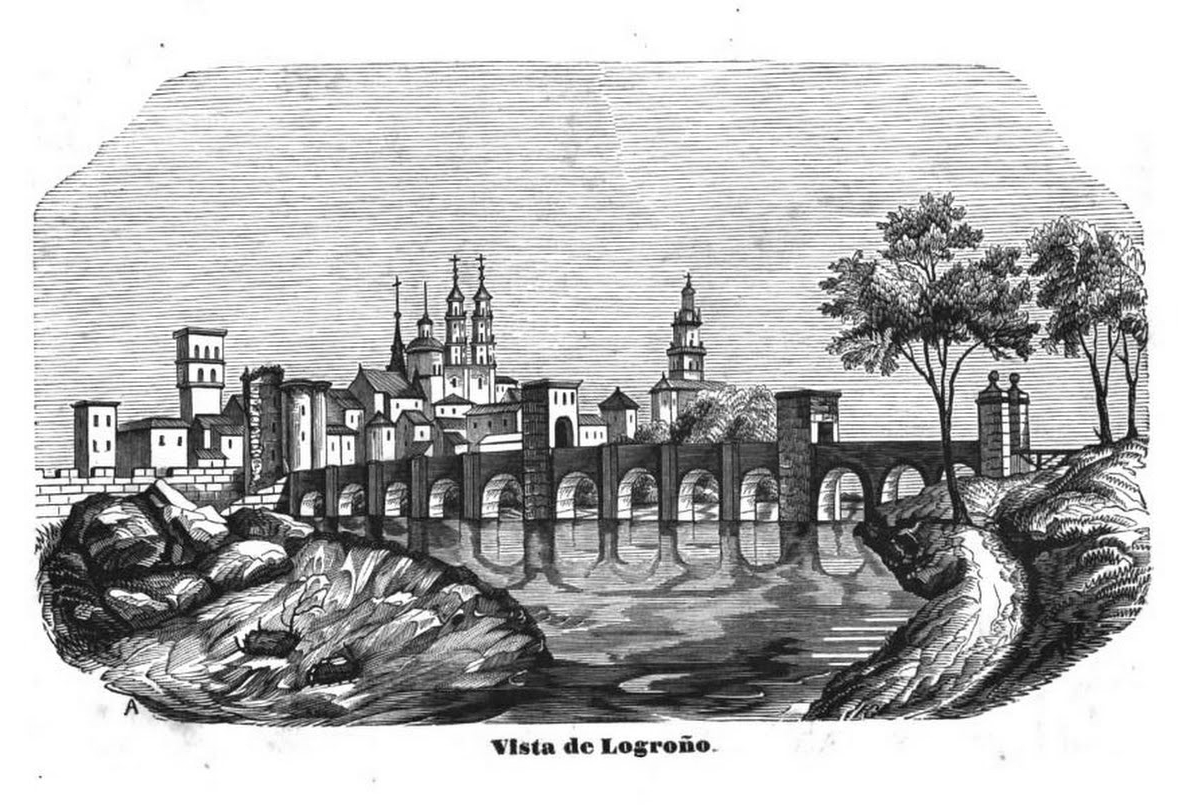
Grabado con una vista de Logroño en 1845 incluyendo el antiguo puente de piedra sobre el río Ebro

Baldomero Espartero, dos veces presidente del Consejo de Ministros y regente durante parte de la minoría de edad de Isabel II, el hombre que pudo ser rey, fijó durante parte de su vida su residencia en Logroño, donde falleció en 1879. Se conservan actualmente de la época, su estatua ecuestre en el centro del paseo del Príncipe de Vergara, más conocido como paseo del Espolón, y su palacio residencia (actual Museo de La Rioja). En la concatedral de Santa María de la Redonda se halla el mausoleo con los restos mortales de Espartero y de su esposa, la logroñesa María Jacinta Martínez de Sicilia, conocida como duquesa de la Victoria, con calle en la ciudad; y que lo fue por su matrimonio con el general, verdadero propietario del título.

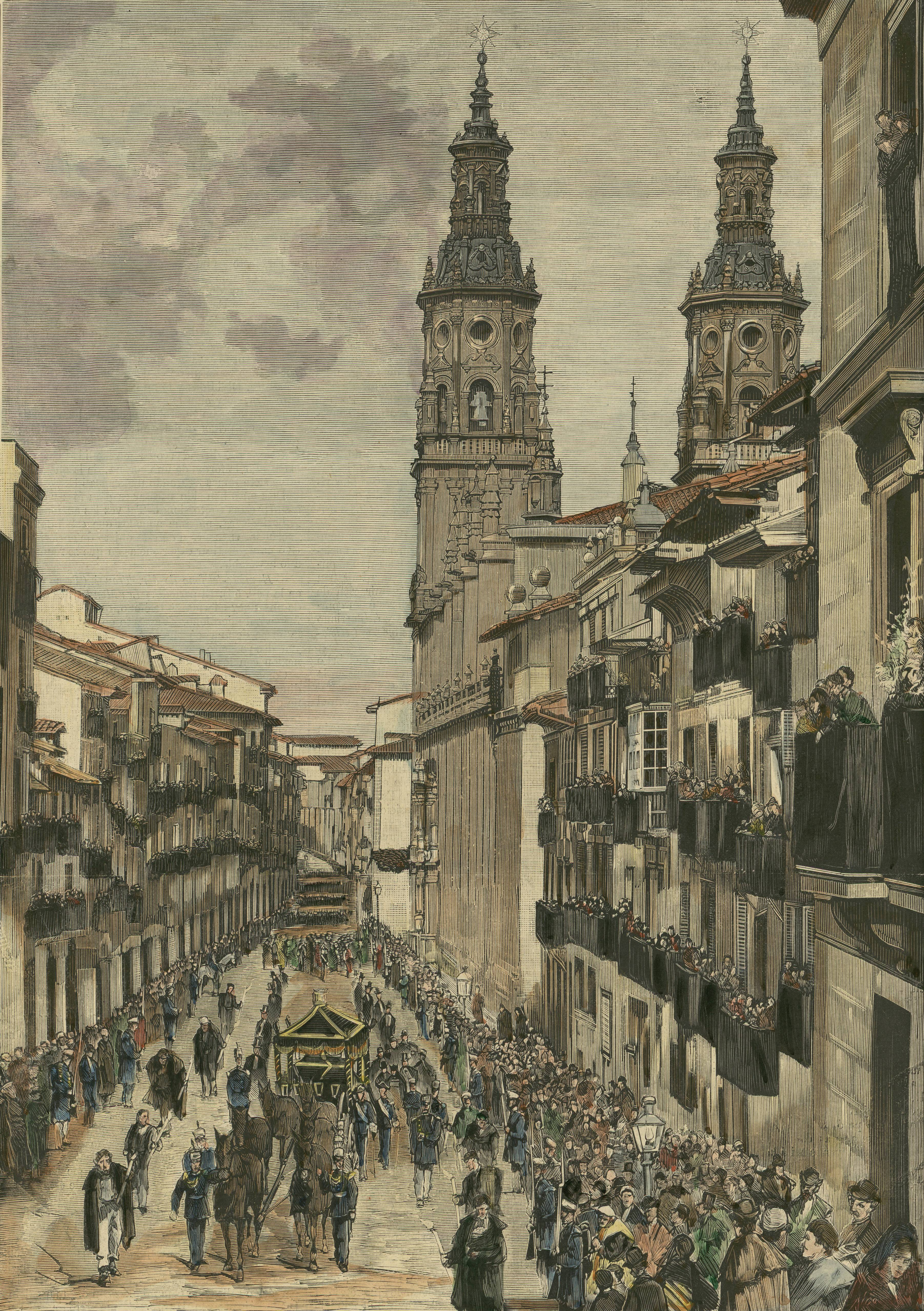
Logroño, paso del entierro del General Espartero por la calle del Mercado, obra del madrileño Domingo Muñoz

El monumento al general Baldomero Espartero, se inaugura en el año 1895. Este mismo año en abril, se comienzan las obras del histórico edificio del actual Instituto Práxedes Mateo Sagasta. El instituto es fruto de las presiones de Sagasta y Amós Salvador en el gobierno central de Madrid. Su arquitecto fue Luis Barrón, el cual cobró 15 456,10 pesetas por el proyecto. También de Luis Barrón es el edificio del matadero público, inaugurado en 1911, y reconvertido en Casa de las Ciencias actualmente.

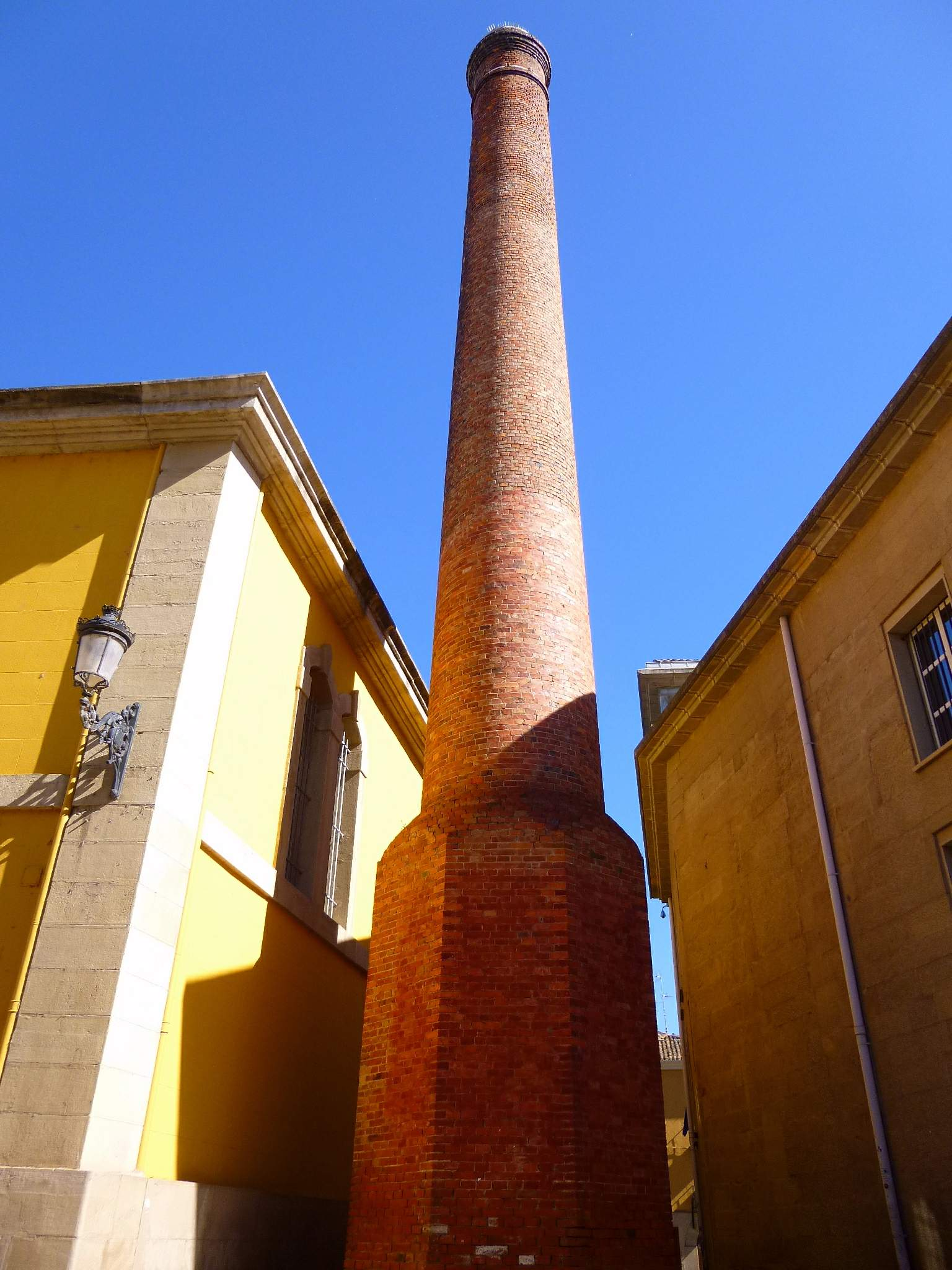
Antigua chimenea de la Tabacalera de Logroño, ejemplo de la industria de la ciudad durante el

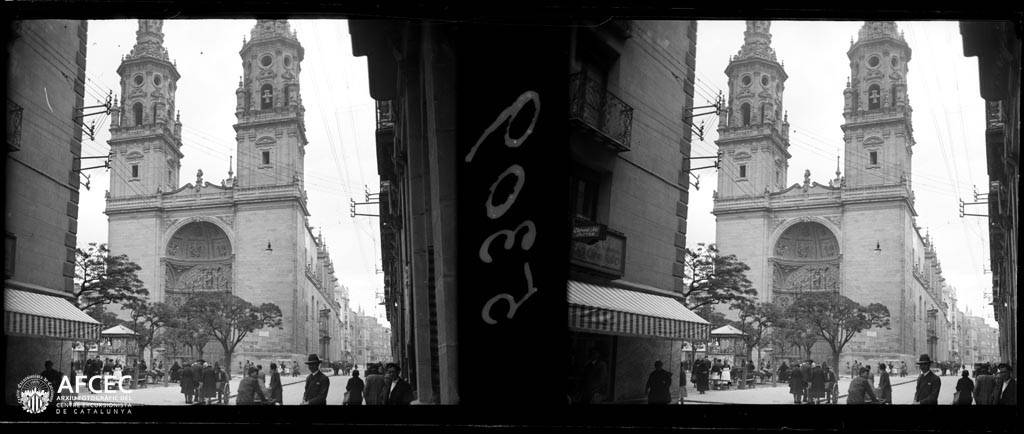
Plaza de la catedral de Logroño. Carlos Fargas i Bonell (c. 1933)

La Segunda República Española se proclama en Logroño hacia las doce de la noche del 14 de abril de 1931. Los líderes principales de los grupos riojanos que trajeron la República los «gatos» fueron, Jesús Ruiz del Río, Isaac Abeytua Pérez-Iñigo y Amós Sabrás Gurrea. Durante los desórdenes sociales del final de la Segunda República la Tabacalera «fue la única fábrica de la capital riojana que secundó el llamamiento de huelga general en octubre de 1934». Al final de la República en el 14 de marzo de 1936 ardieron los colegios de Escuelas Pías, Enseñanza y Adoratrices, los conventos de Madre de Dios, Agustinas y Carmelitas, la parroquia de Santiago El Real, además de los talleres del Diario de La Rioja (véase Sucesos de Logroño de marzo de 1936). Los sucesos anticlericales ocurridos en Logroño, aunque muchos de ellos tuvieran una raigambre más de tipo social y económica, constituyen así un claro ejemplo de lo que iba a ocurrir meses después en toda la provincia y en el resto de España. El diario reaparecía el 20 de agosto de 1936, cuando la sublevación contra el gobierno republicano, ya había triunfado en la provincia. Entre ellos destaca contra la parte del personal femenino de La Tabacalera, entre ellas Luisa Marín Lacalle, la presidenta de la Unión Tabacalera, afín a la UGT; y su compañera Carmen Villar, «cuyos cadáveres aparecieron en el paraje de la Grajera el 22 de agosto». Logroño desde el primer día de la sublevación militar pasó a ser, en el lenguaje de la época, «plaza ocupada». Esto supuso la puesta en práctica de todos los planes diseñados por el general Mola.
En Logroño y La Rioja en general, no hubo grandes conflictos durante la guerra civil española, lo que sí hubo fue miedo ya que hubo actos tales como asesinatos, no solo en Logroño también en otras localidades, también hubo presos. Muchos de los asesinados fueron enterrados en la Barranca en Lardero. Aunque en el cementerio civil la Barranca recoja a unos 400 muertos, el escritor logroñés Jesús Vicente Aguirre, estima en su libro Aquí nunca pasó nada a unos 2000 asesinados en toda La Rioja por la represión franquista en 1936. La magnificación de los motines anticlericales sirvió como un excelente elemento de propaganda franquista. Tras la guerra, varios personajes riojanos exiliaron como Amós Salvador o María de la O Lejárraga. También en 1944 ardería, la nave de la iglesia de lo que fue el anterior convento de la Merced, integrada en la fábrica de Tabacos.
En 1978 se cierra la fábrica de Tabacos, siendo en 1984 cuando se acometen las obras definitivas que convierten el anterior convento de la Merced en la sede del Parlamento de La Rioja, y el resto de edificio en la biblioteca pública municipal. En 1982 la antigua provincia de Logroño, que desde 1980 se llamaba provincia de La Rioja, se convirtió en la comunidad autónoma de La Rioja, con lo que Logroño adquirió rango de capital de comunidad autónoma. En julio de 1980, la banda terrorista ETA mató en un atentado al teniente Francisco López Bescos cuando se dirigía en un convoy de la Guardia Civil en dirección a Villamediana. En noviembre, ETA hizo estallar un coche bomba en la calle Ollerías. En 1997 fue galardonada como «1.ª Ciudad Comercial de España» debido a la excelencia de su comercio. En 2001, ETA hizo estallar otro coche bomba en la Gran Vía de Logroño, dejando a dos heridos leves y destrozos en pisos y vehículos.
Desde el 28 de febrero hasta el 9 de septiembre de 2007 se celebró en Logroño la tercera edición de La Rioja Tierra Abierta. El 3 de febrero de 2012, la candidatura Logroño-La Rioja fue designada Capital Española de la Gastronomía imponiéndose a Sevilla y Gijón en la final. En 21 de junio de 2020, tras el final del estado de alarma declarado en España debido a la pandemia de COVID-19, se registró en Logroño unos 1 702 contagiados por la enfermedad de coronavirus.

## Demografía
Logroño cuenta con una población de 151 164 habitantes (INE 2024).
En 2023 es el 43.er municipio por población de España, con un tamaño similar a ciudades como Marbella o Badajoz. El municipio cuenta con una densidad de población de 1897,91 hab./km².
El 52,7 % de la población son mujeres, mientras que el porcentaje de hombres son del 47,3 %. El 87,8 % de su población es española, mientras que el 12,2 % tenían otra nacionalidad distinta, siendo las más comunes las rumanas, colombianas, pakistaníes, marroquíes y bolivianas. El 27,9 % de los extranjeros son rumanos, suponiendo que una cuarta de los extranjeros que hay en la ciudad son de esta nacionalidad. De la población nacional, el 65,8 % han nacido en La Rioja, siendo el 49,2 % de los residentes nacidos en la ciudad, mientras que un 16,6 % han nacido en otros municipios de la comunidad. Un 20,8 % de la población ha nacido en otro punto de España.
| Gráfica de evolución demográfica de Logroño entre 1842 y 2021                                                       |
| |
| Población de derecho según los censos de población del INE Población de hecho según los censos de población del INE |

### Población por núcleos
Desglose de población según el padrón continuo por unidad poblacional del INE.
| Núcleos    | Habitantes (2018) | Varones | Mujeres |
| ---------- | ----------------- | ------- | ------- |
| Logroño    | 149023            | 70777   | 78246   |
| El Cortijo | 242               | 119     | 123     |
| Varea      | 1820              | 939     | 881     |

### Evolución
A finales del siglo XX y comienzos del siglo XXI, un gran número de inmigrantes de diversas nacionalidades llegaron a la ciudad, siendo actualmente un porcentaje del total que oscila entre el 11,5 % y el 17 %, según las fuentes.
En su mayoría, los inmigrantes que residen en Logroño proceden de Rumanía, Pakistán, Bolivia, Marruecos, Colombia y Ecuador.

### Área metropolitana de Logroño
El área metropolitana de Logroño es demográficamente similar a la ciudad de Burgos, y cercana a otras capitales de la zona como Vitoria y Pamplona, aunque sin tener en cuenta sus respectivas áreas metropolitanas, únicamente las capitales. Este es uno de los hechos significativos destacados por el documento Estrategia Territorial de La Rioja, que se convertirá en la referencia fundamental de la política de ordenación del territorio de la región.
El crecimiento poblacional ha sido espectacular (67 % desde 1980 al 2005, frente al 33 % de Pamplona, el 19 % de Vitoria y el 13 % de Burgos), hasta el punto de que el técnico de la consultora Prointec considera que «por primera vez en mucho tiempo Logroño puede jugar un papel importante en el entramado de ciudades medianas del nordeste de España».
No hay un documento oficial que especifique las localidades integrantes en el área metropolitana, pero basándonos en lo que se considera oficialmente como comarca de Logroño existen 32 municipios más otros municipios extracomunitarios y limítrofes con Logroño pertenecientes a las comunidades autónomas Vasca y Navarra:
Agoncillo (Recajo, San Martín de Berberana), Albelda de Iregua, Alberite, Alcanadre, Arrúbal, Ausejo, Cenicero, Clavijo (La Unión de los Tres Ejércitos), Corera, Daroca de Rioja, El Redal, Entrena, Fuenmayor (barrio de la Estación), Galilea, Hornos de Moncalvillo, Lagunilla del Jubera (Ventas Blancas, Villanueva de San Prudencio, Zenzano), Lardero, Logroño (El Cortijo, La Estrella, Varea, Yagüe), Medrano, Murillo de Río Leza, Nalda (Islallana), Navarrete, Ocón (Aldealobos, Las Ruedas de Ocón, Los Molinos de Ocón, Oteruelo, Pipaona, Santa Lucía), Ribafrecha, Robres del Castillo (Behesillas, Buzarra, Oliván, Valtrujal, San Vicente de Robres), Santa Engracia del Jubera (Bucesta, El Collado, Jubera, Reinares, San Bartolomé, San Martín, Santa Cecilia, Santa Marina), Sojuela, Sorzano, Sotés, Torremontalbo (Somalo), Ventosa, Villamediana de Iregua (Puente Madre), más otros municipios de otras comunidades autónomas limítrofes con Logroño, como Viana y Lazagurría (Navarra), Oyón, Laguardia, Labastida, Yécora, Villabuena de Álava, Samaniego y Elciego (País Vasco).
En total, según los datos oficiales hay aproximadamente 200 000 habitantes.

## Administración y política

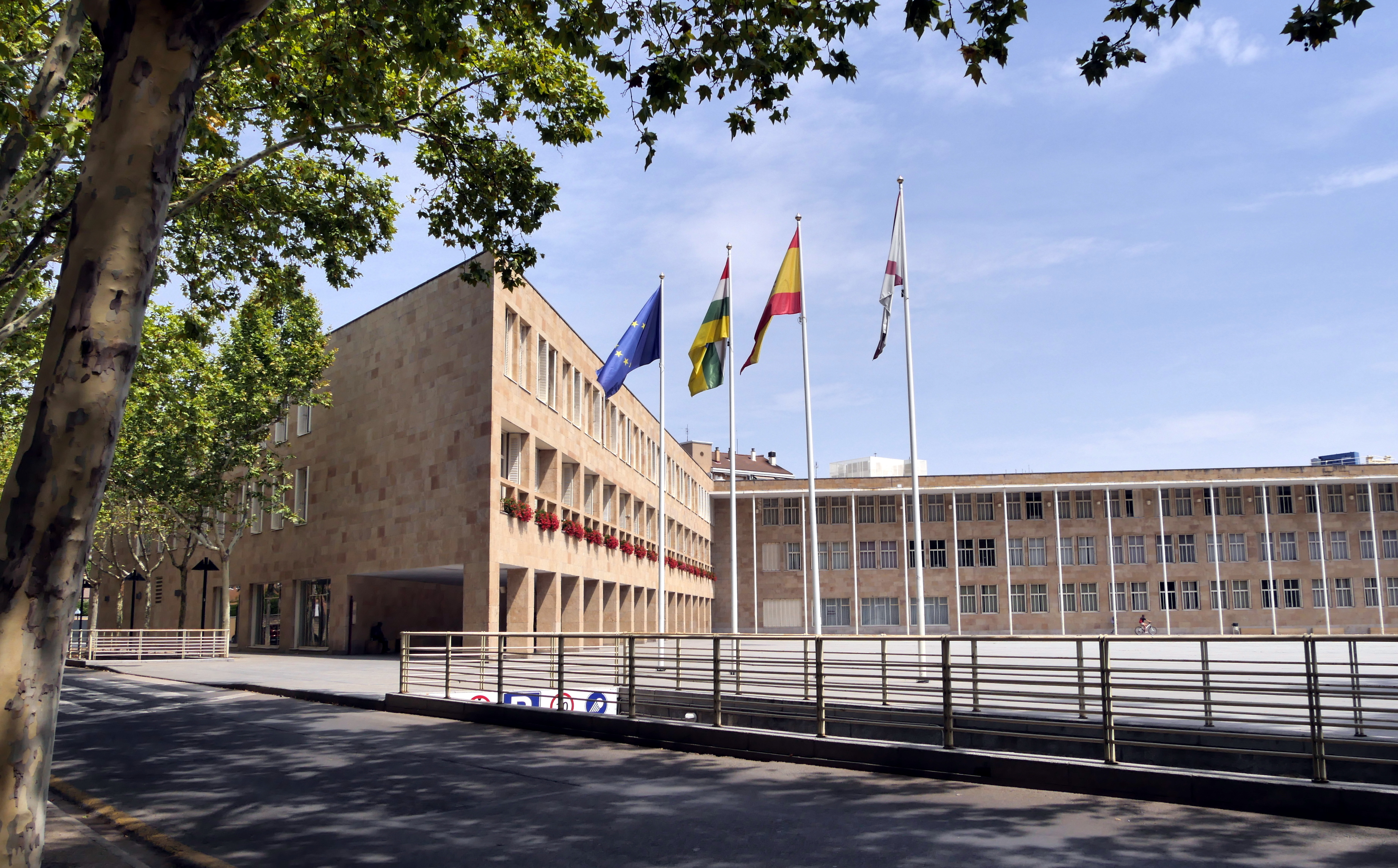
Ayuntamiento de Logroño

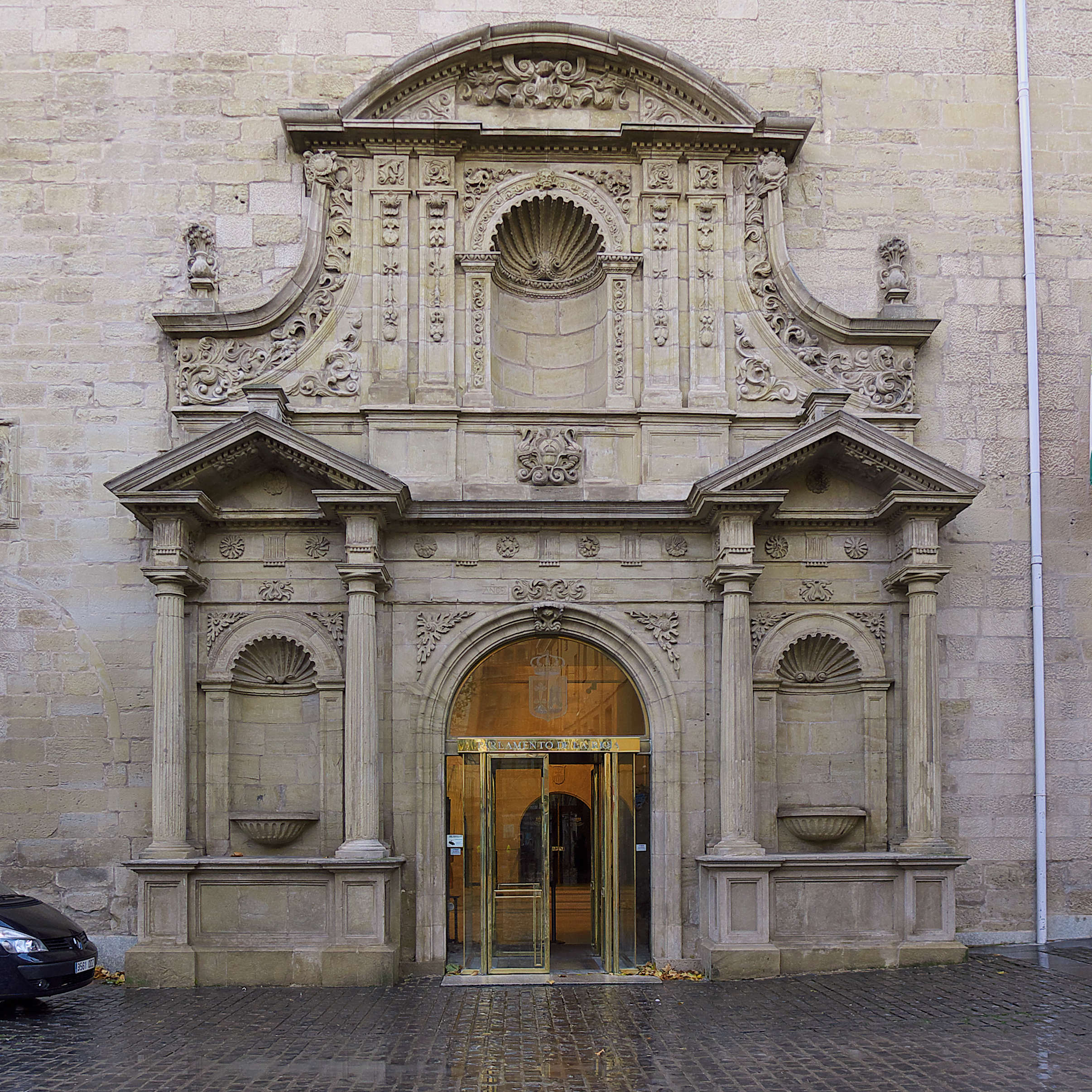
Parlamento autonómico de La Rioja

### Gobierno municipal
| Periodo   | Nombre                            | Partido | Partido                                  |
| --------- | --------------------------------- | ------- | ---------------------------------------- |
| 1979-1983 | Miguel Ángel Marín Castellanos    |         | Unión de Centro Democrático (UCD)        |
| 1983-1995 | Manuel Sainz Ochoa                |         | Partido Socialista Obrero Español (PSOE) |
| 1995-1999 | José Luis Bermejo Fernández       |         | Partido Popular (PP)                     |
| 1999-2007 | Julio Revuelta Altuna             |         | Partido Popular (PP)                     |
| 2007-2011 | Tomás Santos Munilla              |         | Partido Socialista Obrero Español (PSOE) |
| 2011-2019 | Concepción Gamarra Ruiz-Clavijo   |         | Partido Popular (PP)                     |
| 2019-2023 | Pablo Hermoso de Mendoza González |         | Partido Socialista Obrero Español (PSOE) |
| 2023-act. | Conrado Escobar Las Heras         |         | Partido Popular (PP)                     |

En la mayor parte de las legislaturas el partido que ha ostentado la alcaldía ha tenido mayoría absoluta, debido al marcado bipartidismo (PP-PSOE) de la política logroñesa. Principalmente hasta el año 2015, año en el que se rompió definitivamente el bipartidismo imperante en la política española.
No obstante, en la VIII Legislatura, el ganador de las elecciones fue el entonces alcalde Julio Revuelta, pero no obtuvo la mayoría absoluta. Este intentó pactar con el Partido Riojano (PR+), pero el Partido Popular prefirió no pactar y perder la alcaldía. Esto generó una crisis que acabó con la dimisión de Revuelta como concejal, con su baja de militancia y la creación del partido Ciudadanos de Logroño. Finalmente los regionalistas pactaron con el PSOE, consiguiendo Tomás Santos la alcaldía.
En la XII Legislatura, el PSOE ganó las elecciones, pero tampoco obtuvo la mayoría absoluta. Esto llevó a Pablo Hermoso de Mendoza a tener que pactar una coalición de gobierno con Unidas Podemos e Izquierda Unida, y con el Partido Riojano (PR+).
El candidato popular Conrado Escobar se convirtió, tras las elecciones municipales de 2023, en alcalde por mayoría absoluta.
| Partido político                            | 2023   | 2023  | 2023       | 2019   | 2019  | 2019       | 2015   | 2015  | 2015       | 2011   | 2011  | 2011       | 2007   | 2007  | 2007       |
| Partido político                            | Votos  | %     | Concejales | Votos  | %     | Concejales | Votos  | %     | Concejales | Votos  | %     | Concejales | Votos  | %     | Concejales |
| Partido Popular (PP)                        | 33 831 | 43,72 | 14         | 22 135 | 29,46 | 9          | 26 887 | 35,79 | 11         | 35 587 | 48,52 | 17         | 34 513 | 46,43 | 13         |
| Partido Socialista Obrero Español (PSOE)    | 24 067 | 31,10 | 9          | 28 066 | 37,36 | 11         | 18 423 | 24,52 | 7          | 21 686 | 29,57 | 10         | 29 983 | 40,34 | 12         |
| Vox                                         | 6005   | 7,76  | 2          | 3076   | 4,90  | 0          | —      | —     | —          | —      | —     | —          | —      | —     | —          |
| Podemos-Cambia Logroño-Izquierda Unida (IU) | 3954   | 5,11  | 1          | 5341   | 7,11  | 2          | 11 619 | 15,47 | 4          | 3117   | 4,25  | 0          | 3347   | 4,50  | 0          |
| Partido Riojano (PR+)                       | 3937   | 5,08  | 1          | 4173   | 5,55  | 1          | 4086   | 5,44  | 1          | 2929   | 3,99  | 0          | 4978   | 6,70  | 2          |
| Ciudadanos (CS)                             | 931    | 1,20  | 0          | 10 067 | 13,40 | 4          | 10 566 | 14,07 | 4          | —      | —     | —          | —      | —     | —          |

### Organización territorial

#### Distritos

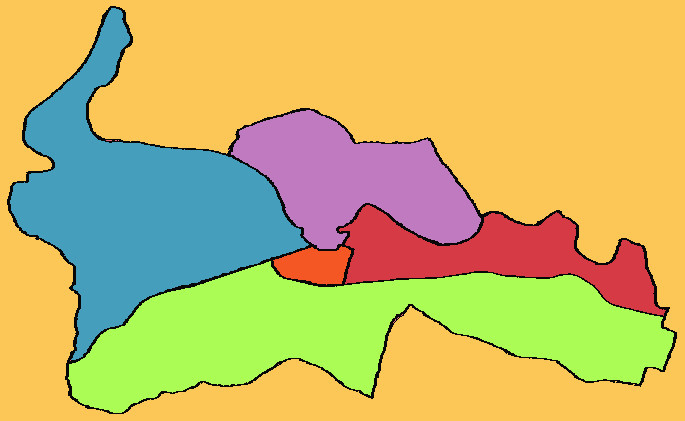
Distritos de la ciudad de Logroño, Norte, Sur, Este Oeste y Centro

La ciudad se divide en cinco distritos que llegan a alcanzar localidades como El Cortijo y Varea, parte de la ciudad.
- Norte
- Sur
- Este
- Oeste
- Centro

#### Casco antiguo

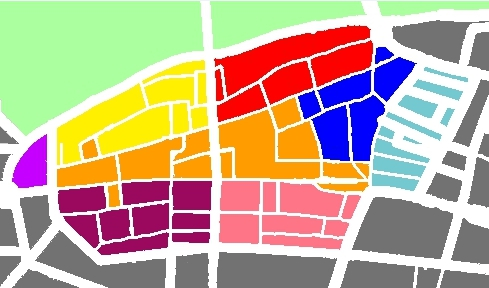
Casco antiguo de Logroño dividido por calles y zonas. Naranja = Calle Portales y Calle San Nicolás. Azul oscuro = zona de San Bartolomé y Villanueva. Azul claro = Judería. Rojo = Zona de calle Ruavieja. Amarillo = zona de calle Excuevas - Norte - Barriocepo. Violeta = Cubo del Revellín. Granate = zona de calle Laurel. Rosa = zona de calle San Juan

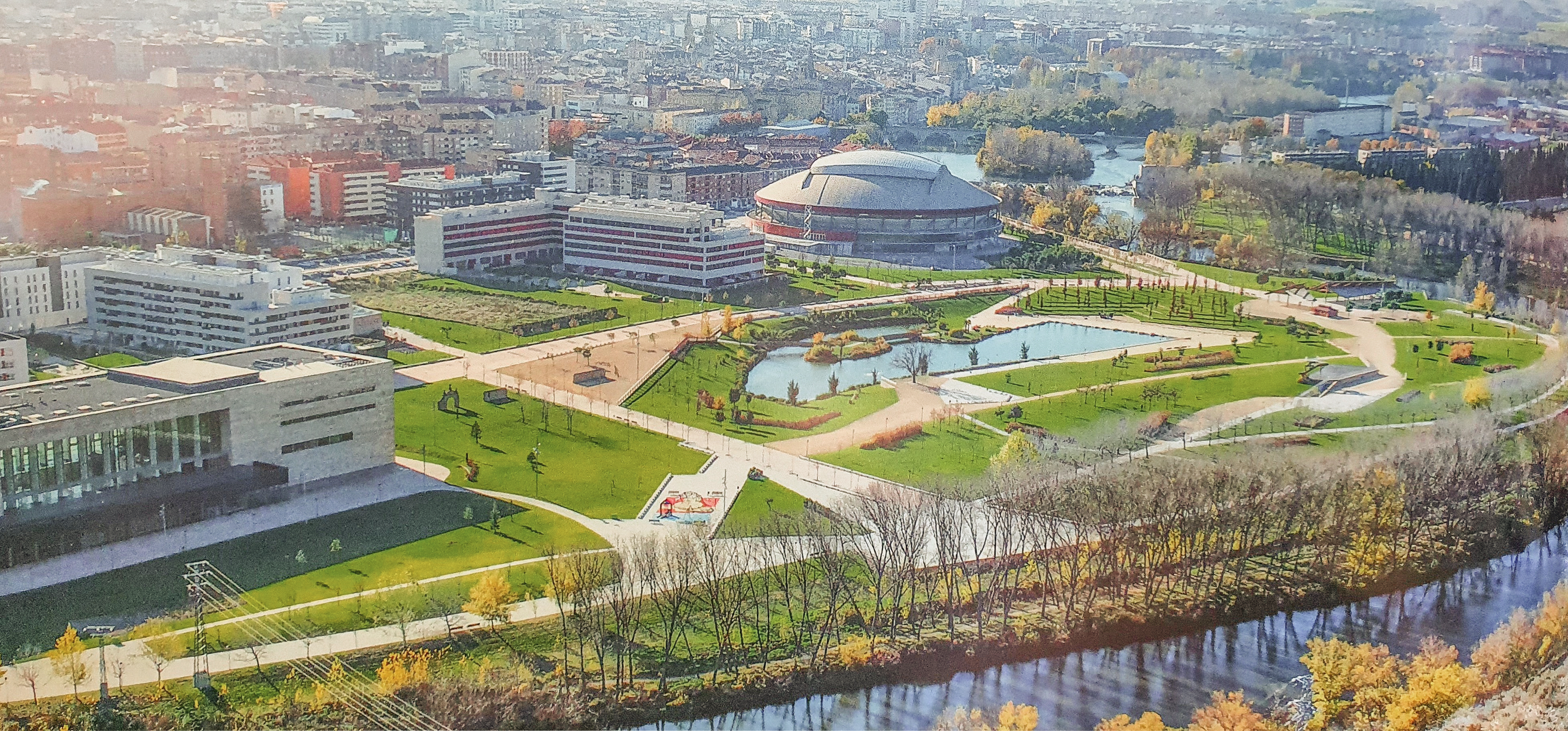
Parque de la Ribera. La calle San Millán limita principalmente los barrios de Madre de Dios y el de San José

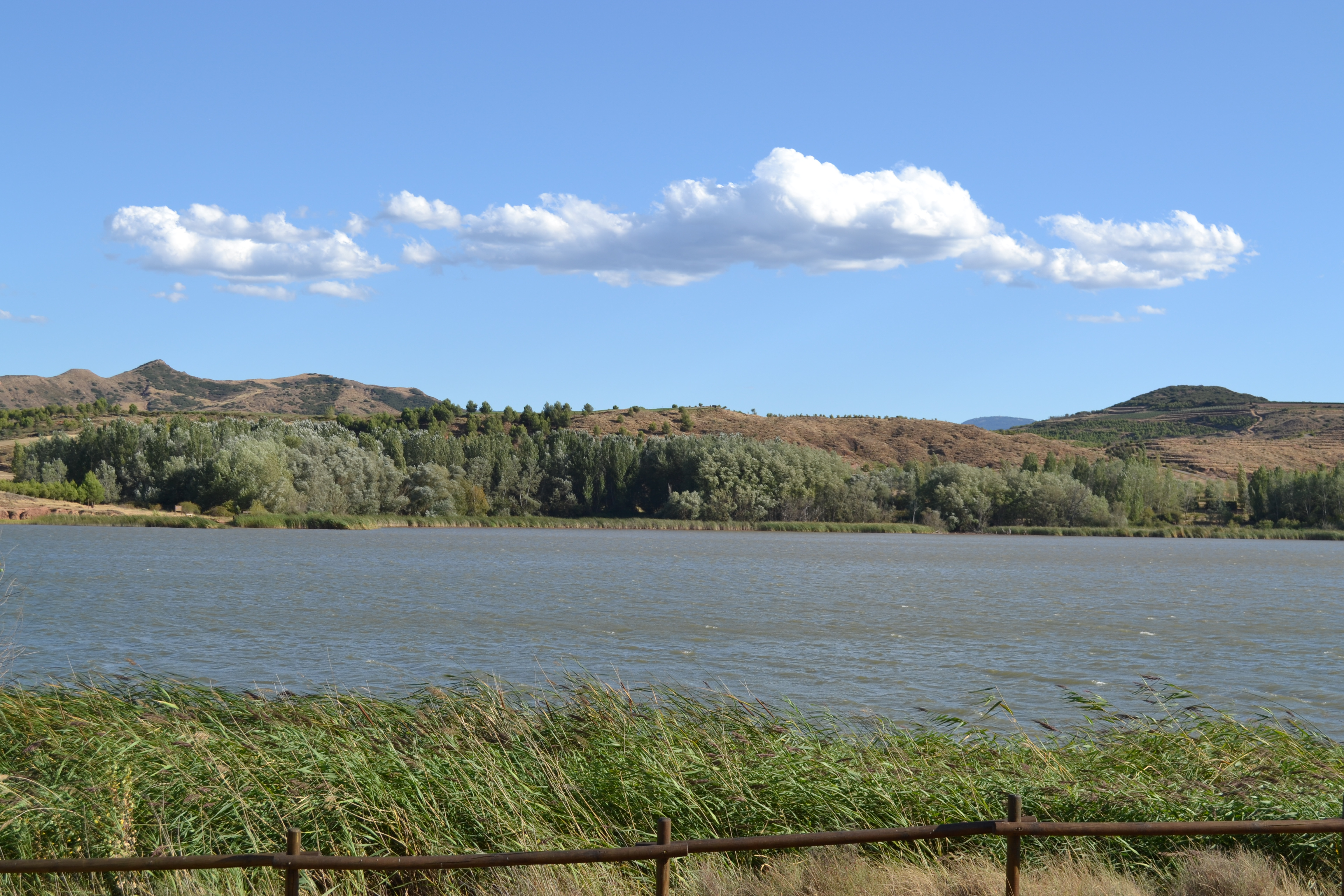
Parque de la Grajera

El casco antiguo es la zona más antigua de la ciudad, aquí se pueden encontrar los orígenes de la misma. Las primeras casas se empezaron a construir en la zona norte del casco que alberga hoy en día las calles Ruavieja y Barriocepo. Es además en el casco antiguo donde encontramos los monumentos, calles, casas, locales, bares y plazas más famosas de la ciudad, pero esta zona ha sufrido cambios en su estructura, las murallas se quitaron y esto conllevó que la ciudad creciese. A la vez el casco se dividió en dos por la calle Sagasta que se construyó para la conexión del puente de Hierro con el centro de la ciudad.
Las casas más antiguas las encontramos en las calles Ruavieja, Barriocepo, San Nicolás y en la zona de la iglesia de San Bartolomé. El abandono de la zona provocó que muchas casas quedasen dañadas al igual que monumentos, pero a partir del siglo XX se han reformado y reconstruido casas, monumentos, calles y restos arqueológicos. Muestra de ello es la recuperación que se hizo en las calles Ruavieja y Barriocepo. La recuperación de los pocos restos de las murallas ha sido espectacular, y aún mejor ha sido la del cubo del Revellín, recuperando el interior de este y complementándolo con el descubrimiento del foso y del puente de acceso a la ciudad.
La calle Marqués de San Nicolás o calle Mayor también ha sido recuperada con éxito, aunque aún están con la renovación y reconstrucción de casas( destacando los nuevos alojamientos turísticos a 5 minutos del centro) y monumentos. Además se ha convertido en una zona de moda con locales nocturnos. Zonas como las cercanas a la iglesia de San Bartolomé y la Villanueva están en actual renovación y reconstrucción.

#### Barrios
Oficialmente solo se reconocen como barrios algunos núcleos de población antaño diseminados de la ciudad, aunque en la actualidad están incluidos en el casco urbano: El Cortijo, Varea y La Estrella. Existen otras zonas popularmente denominadas como barrios que, sin ser oficiales, el Ayuntamiento usa .n algunos documentos, aunque su delimitación no es clara
| - San Antonio-Norte - El Campillo - Casco Antiguo - Madre de Dios - San José - Los Lirios - Varea - La Estrella | - Cascajos - Lobete - Sur-Montesoria - La Cava-Fardachón - Las Gaunas - Siete Infantes - El Arco - Yagüe-Valdegastea oeste | - El Cortijo - Valdegastea - Parque de Los Enamorados-San Lázaro - El Cubo - Zona Oeste (Avezo) - Centro - El Carmen - Carretera del Cortijo |

#### Zonas
El Ayuntamiento de Logroño, también aparte de los barrios, se divide en zonas con sus respectivos nombres:
| - Zona 1 Norte - Zona 2 Centro - Zona 3 Madre de Dios-San José—Universidad - Zona 4 Centro este - Zona 5 Centro oeste - Zona 6 Oeste - Zona 7 Cascajos-Piqueras | - Zona 8 San Adrián - Zona 9 Yagüe - Valdegastea oeste - Zona 10 Sur - Zona 11 Varea - Zona 12 La Estrella - Zona 13 El Cortijo - Zona 14 Oeste-El Cubo | - Zona 15 Valdegastea este - Zona 16 El Arco - Zona 17 La Cava-Fardachón, (Tejeras) - Zona 18 Los Lirios - Zona 19 Toyo Ito-Depósito de Vehículos - Zona 20 polígono industrial Cantabria - Zona 21 polígono industrial La Portalada |

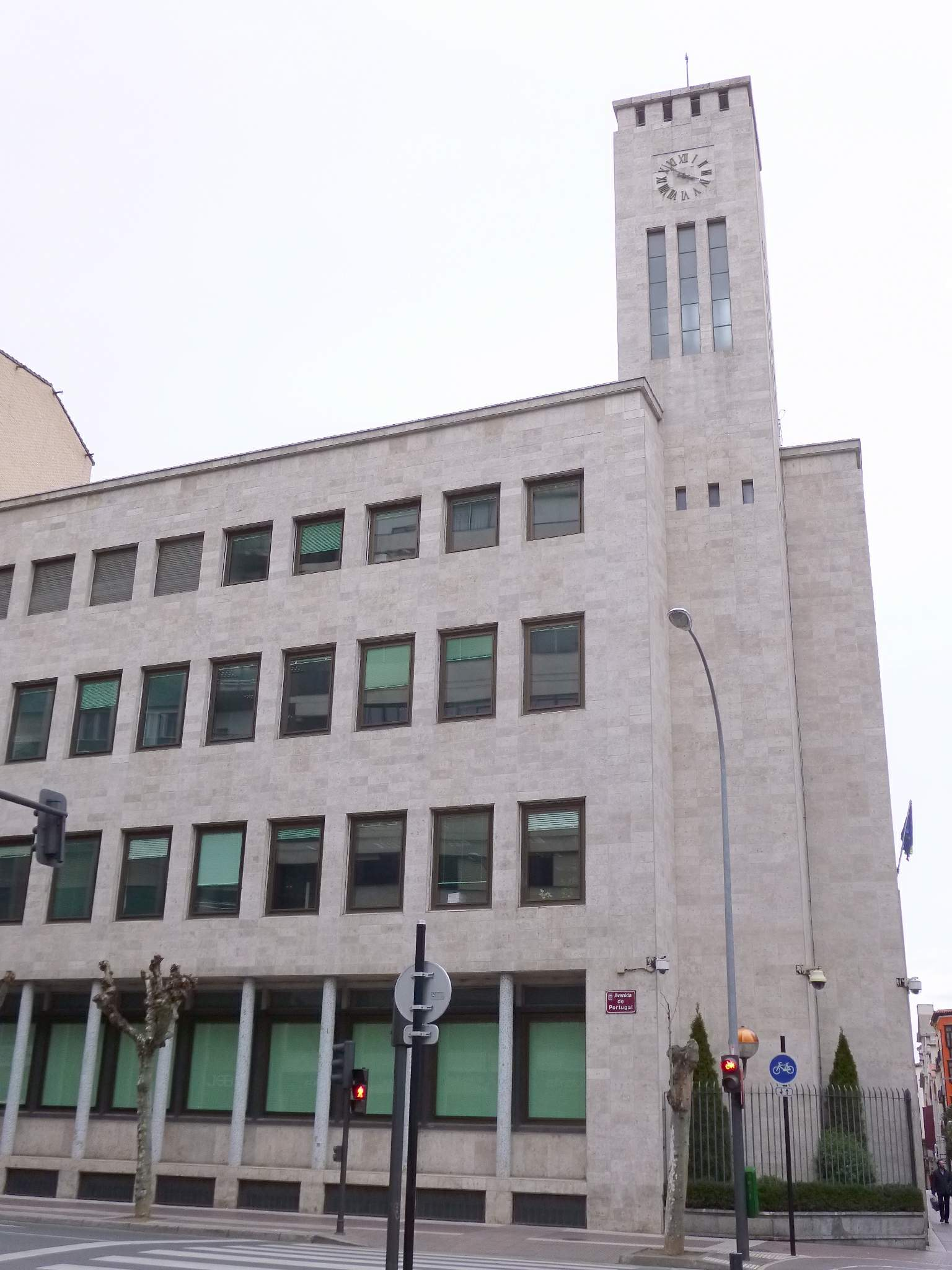
Agencia Tributaria de Logroño

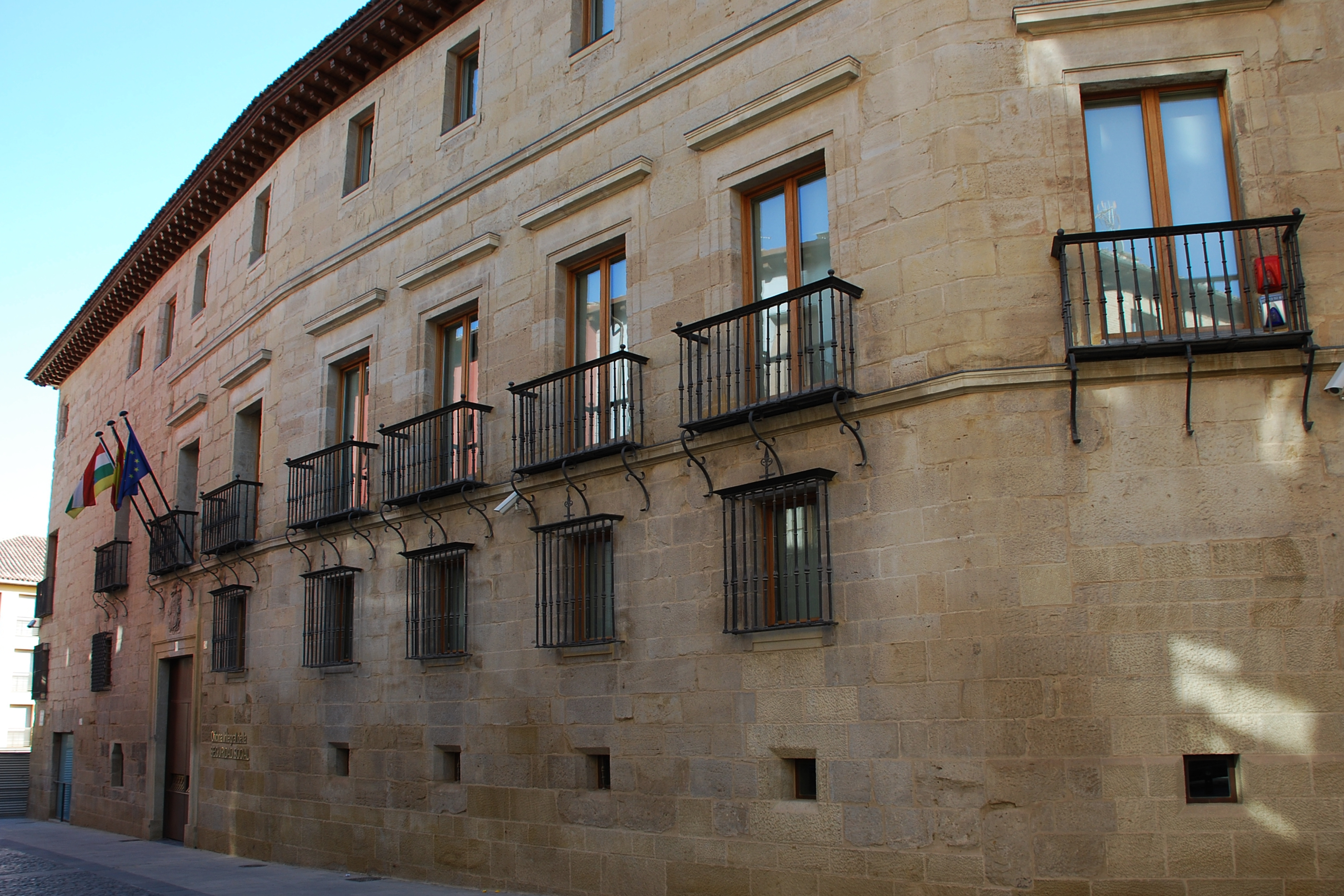
El Palacio de Monesterio, situado en la plaza de San Bartolomé, es la actual sede de la Seguridad Social

## Servicios

### Sanidad
En Logroño se encuentra el Hospital San Pedro que da cobijo a toda La Rioja. Hace unos años el hospital central era el hospital San Millán, pero en 2009 este fue derruido para dar paso al complejo sanitario CARPA (Centro de Alta Resolución de Procesos Asistenciales San Millán). Aparte del hospital también en Logroño hay numerosos centros de salud y farmacias. Debido a la proximidad geográfica y la dificultad para acceder a sus respectivas capitales, las poblaciones de La Rioja Alavesa al sur de la sierra del Toloño y de Navarra al sur de Viana son usuarios habituales de los servicios de Logroño, en particular los servicios sanitarios, lo cual ha dado lugar incluso a conflictos entre comunidades autónomas comentados en los periódicos de mayor tirada de España.

### Educación

#### Universidad de La Rioja

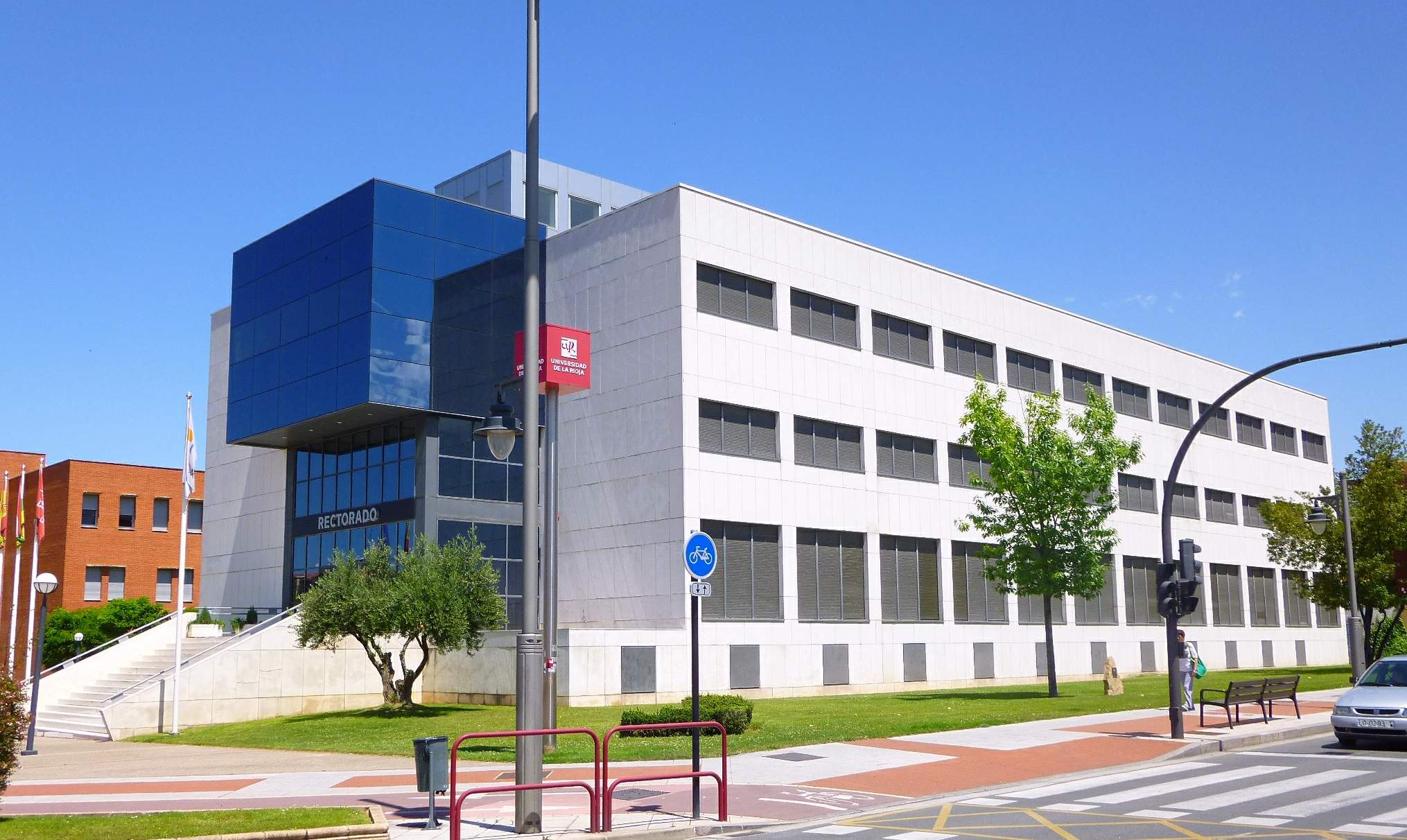
Edificio del Rectorado de la Universidad de La Rioja

La Universidad de La Rioja es un campus público, gestionado por la comunidad autónoma, y fundado en 1992 que recientemente ha obtenido el sello Campus de Excelencia Internacional. Actualmente imparte 19 grados adaptados al Espacio Europeo de Educación Superior.
La Universidad de La Rioja completa su oferta formativa con doctorados, másteres Universitarios, cursos de verano, el programa de formación de postgrados y cursos de lengua y cultura española para extranjeros. En conjunto, cuenta con unos 7600 estudiantes matriculados, 1500 de ellos en modalidades no presenciales.
Está organizada en torno a cinco facultades y una escuela universitaria adscrita. Además, cuenta con el Instituto de Ciencias de la Vid y del Vino (ICVV) y cinco centros propios de investigación. Entre otras iniciativas, la UR es impulsora de Dialnet, la base de datos de artículos científicos de libre acceso en español más importante en internet.

#### Universidad Internacional de La Rioja

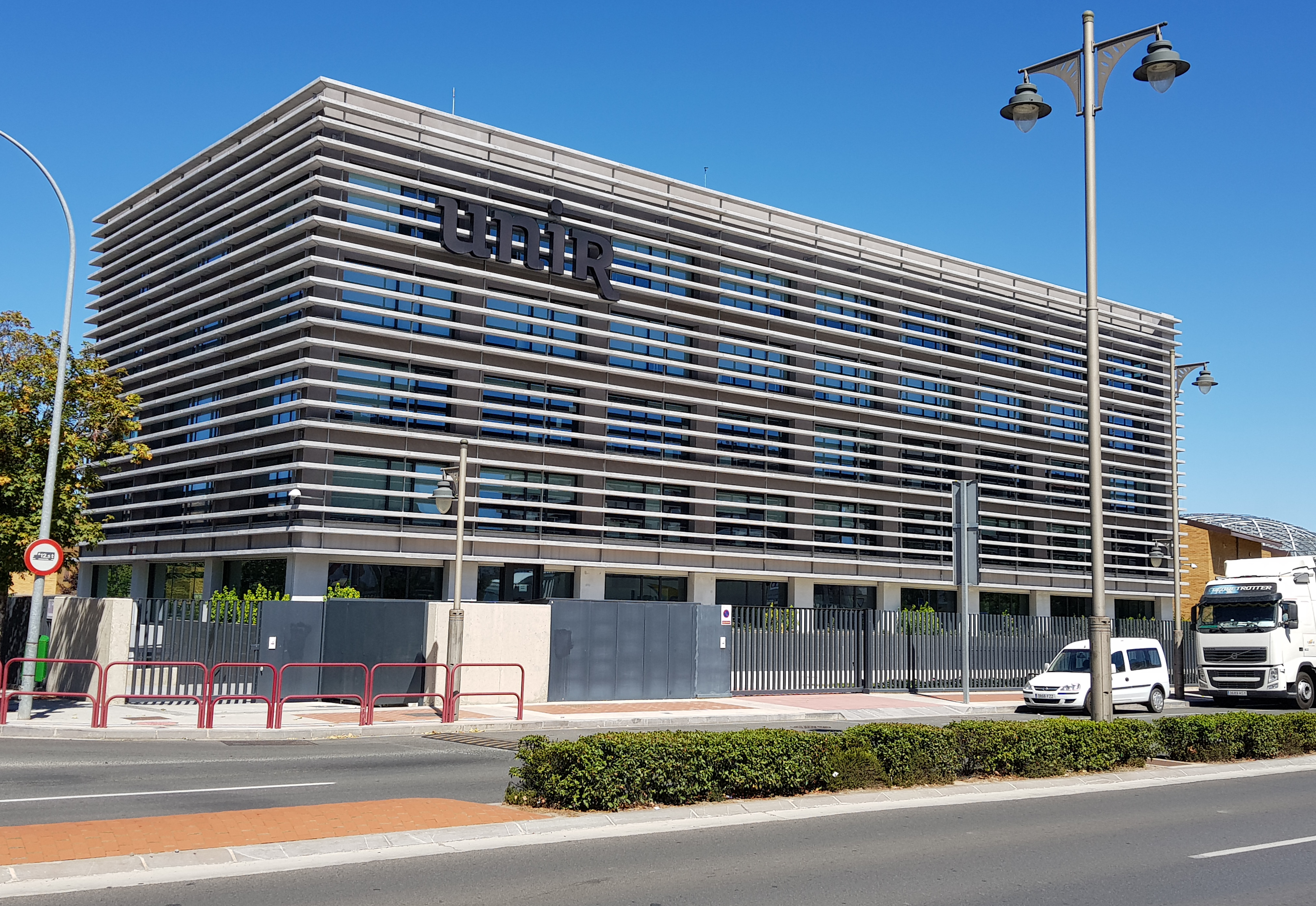
Sede de La Universidad Internacional de La Rioja

La Universidad Internacional de La Rioja (UNIR) es una universidad de iniciativa privada con sede en Logroño fundada el 12 de septiembre de 2008. Su estructura, organización y funcionamiento han sido diseñados conforme a los parámetros y exigencias del Espacio Europeo de Educación Superior (EEES) en la modalidad de educación a distancia. La UNIR imparte sus cursos principalmente a través de internet.

### Comunicaciones

#### Carretera
Autopistas y autovías
| Numeración  | Nombre                               | Destinos                                                                                  |
| ----------- | ------------------------------------ | ----------------------------------------------------------------------------------------- |
| A-12        | Autovía del Camino (en construcción) | Pamplona - Logroño - * - Burgos                                                           |
| A-68        | Autovía del Ebro (en estudio)        | Valdealgorfa - * - Alcañiz - * - Zaragoza - * -Tudela - * - Logroño - * - Miranda de Ebro |
| AP-68 E-804 | Autopista Vasco-aragonesa            | Bilbao - Logroño - Zaragoza                                                               |
| LO-20       | Circunvalación sur de Logroño        | Navarrete - Recajo                                                                        |

Otras carreteras
| Numeración                | Destinos                                                                          |
| ------------------------- | --------------------------------------------------------------------------------- |
| N-111                     | Medinaceli - Soria - Logroño - Pamplona                                           |
| N-120                     | Logroño - Burgos - León - Orense - Vigo                                           |
| N-232                     | Vinaroz - Alcañiz - Zaragoza - Tudela - Logroño - Pancorbo - Puerto del Escudo    |
| LR-131 / NA-134           | Mendavia - Lodosa - Cárcar - Andosilla - San Adrián                               |
| LR-132 / A-124            | Laguardia - Samaniego - Ábalos - San Vicente de la Sonsierra - Labastida - Briñas |
| LR-250                    | Villamediana de Iregua - Ribafrecha - Soto en Cameros - Laguna de Cameros         |
| LR-252 / A-2126 / NA-7210 | Oyón - Yécora - Lapoblación - Bernedo                                             |
| LR-441                    | El Cortijo                                                                        |

#### Aeropuerto
El aeropuerto de Logroño-Agoncillo ofrece seis vuelos semanales a Madrid.

#### Ferrocarril

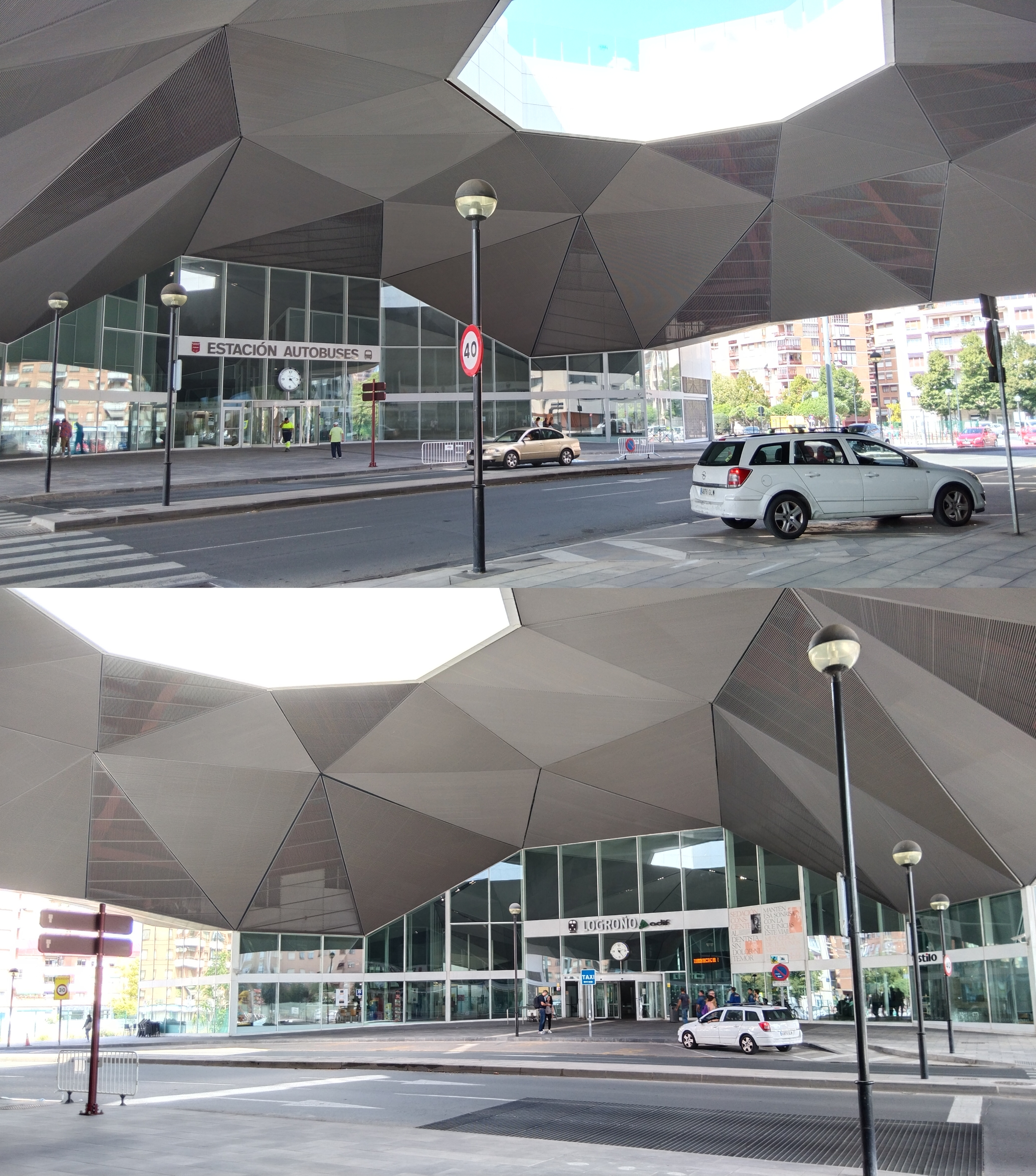
Estación de autobuses (arriba) y ferrocarril (abajo)

La estación de ferrocarril de Logroño se encontraba desde 1958 hasta 2008 en la plaza de Europa, siendo derribada el 9 de agosto de 2010 para dar paso a una nueva estación intermodal soterrada. Se habilitó una estación provisional mientras duró una fase de las obras.
La nueva estación, situada en el número 83 de la avenida de Colón, se inauguró el 11 de diciembre de 2011, y ha sido obra del arquitecto Iñaki Ábalos. Estos trabajos culminarán con el soterramiento de la vía férrea en la capital y la llegada del tren de alta velocidad. Se ofrecen servicios regionales a Zaragoza, y Valladolid, con paradas intermedias como Calahorra, Haro, Alfaro, Tudela, Castejón, Miranda de Ebro, Burgos, etc. También existen servicios de Grandes Líneas a Madrid, Barcelona, Bilbao, Salamanca, Asturias y Galicia entre otros.

#### Autobús
Autobuses interurbanos
A través de la Estación municipal de Autobuses, Logroño se encuentra conectada también con Pamplona, Soria, Madrid, Barcelona, Zaragoza, Comunidad Valenciana, Murcia, Galicia, Asturias, País Vasco y, por supuesto, con la mayor parte de las localidades de La Rioja.
Esta se encuentra desde 2023 situada frente a la estación de ferrocarril, formando una estación intermodal. Al igual que la de ferrocarril ha sido diseñada por el arquitecto español Iñaki Ábalos.
La antigua estación estuvo desde su inauguración en 1958 hasta la apertura de la intermodal en 2023, situada en la intersección de las avenidas de Pío XII y de España, con entrada desde la avenida del General Vara de Rey.
Autobuses urbanos
Logroño cuenta con 10 líneas de autobuses urbanos diarios, y 3 más búho o nocturnos, que conectan lugares como Lardero, Villamediana de Iregua y El Cortijo. El servicio está operado por AULOSA (Autobuses Logroño SA), filial urbana del Grupo Jiménez.
• Línea 1 Lardero <> Hospital San pedro (Puente madre)
• Línea 2 Yagüe <> Varea
• Línea 3 El Campillo <> villamediana
• Línea 4 Pradoviejo <> Palacio de Congresos
• Línea 5 Valdegastea <> Madre de Dios
• Línea 6 Centro <> El Cortijo
• Línea 7 El arco <> Polígono Cantabria
• Línea 9 Pradoviejo <> Las Norias
• Línea 10 El Arco <> Hospital San Pedro
• Línea 11 Centro <> Hospital San Pedeo
• Línea B1 La Cava <> Varea
• Línea B2 El Arco <> La Estrella (Hospital San Pedro)
• Línea B3 Lardero <> El Campillo
La tarifa es de 1,00 € en metálico, existen varios bonos personales con diferentes descuentos.
El servicio Búho (B1, B2 y B3) solo acepta metálico (1,00 €)
Autobuses metropolitanos

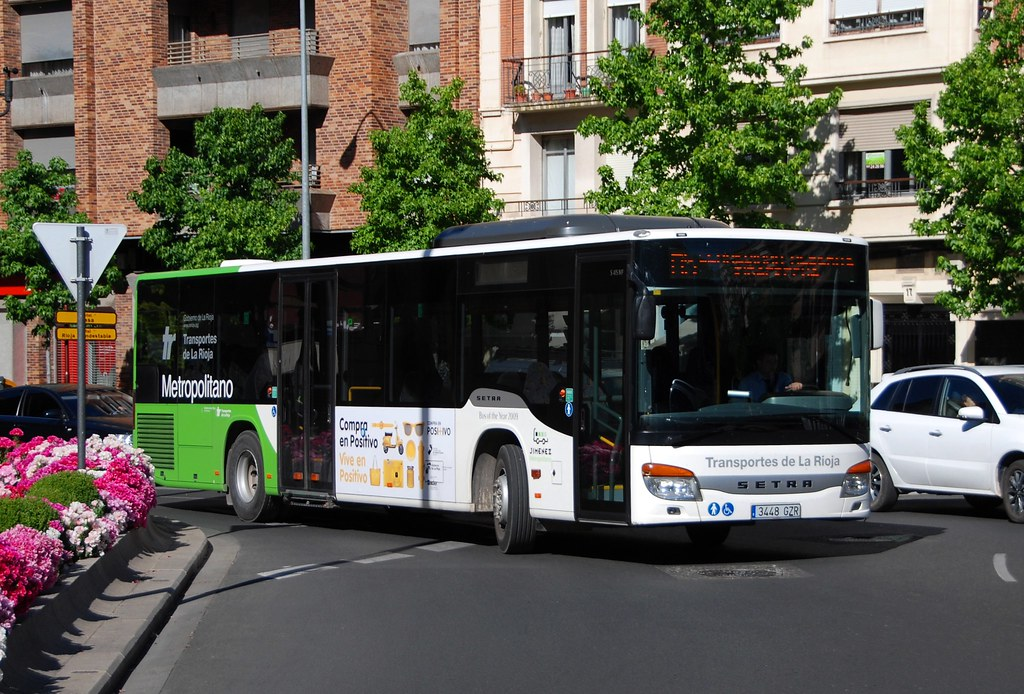
Autobús Metropolitano

Desde 2010, Logroño cuenta con un servicio de autobuses metropolitanos que conectan con las poblaciones cercanas a la capital, con servicios que tienen intervalos de paso entre 60 minutos o 2 horas dependiendo de la línea o día de servicio. También cuentan de servicios nocturnos en sus líneas.
Explotado por Cercanías La Rioja, grupo Jiménez Movilidad Holdings.
El billete sencillo en metálico es 1,60 €, existen diferente bonos con descuentos.
- M1 Cenicero <> Navarrete <> Fuenmayor <> Logroño
- M2 DIRECTO Cenicero <> Fuenmayor <> Logroño
- M3 Nalda <> Albelda <> Alberite <> Logroño
- M4A Clavijo <> La Unión <> Alberite <> Logroño
- M4B Islallana <> Peñas del Iregua <> Torresolano <> Nalda <> Albelda <> Alberite <> Logroño
- M5 Ribafrecha <> Alberite <> Logroño
- M6 Entrena <> Navarrete <> Logroño <> Murillo
- M6A CIRCULAR Logroño > Aeropuerto > Agoncillo > Murillo > Logroño
- M7 Arrubal <> Agoncillo <> Aeropuerto <> Recajo <> La Portalada <> Logroño
- M7A ESPECIAL Logroño <> El Sequero

#### Soterramiento

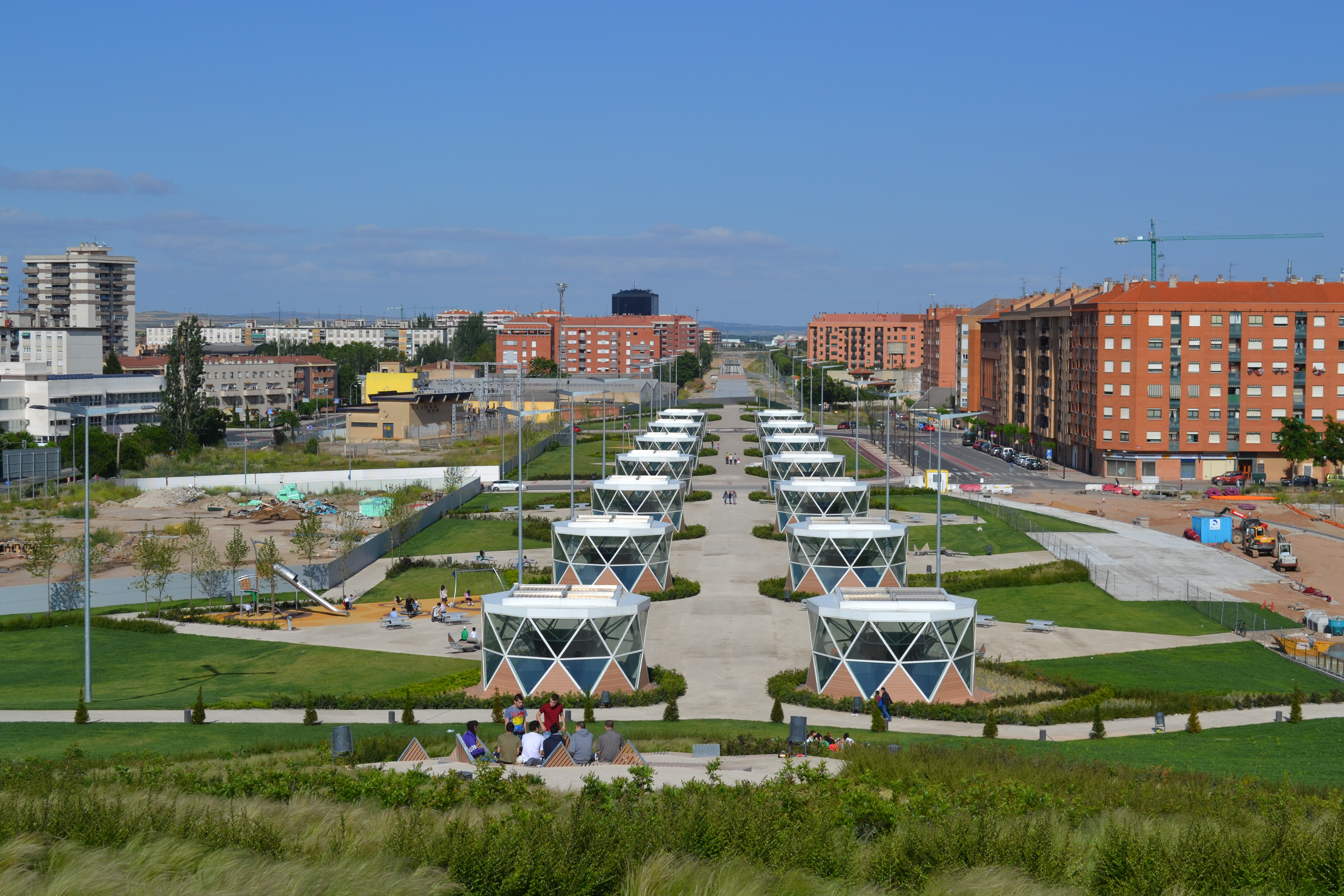
Los lucernarios de la estación en el parque de esta es una de las imágenes más típicas del soterramiento

Las obras de la fase 1 del soterramiento de la vía de tren tuvieron un presupuesto de 138,4 millones de euros y un plazo de ejecución de 32 meses, según la adjudicación en favor de la empresa Sacyr decidida por el Consejo de Administración de Adif el día 30 de octubre de 2009. Las obras para soterrar el sistema ferroviario al sur de la ciudad, fundamentado en el proyecto de los arquitectos Iñaki Ábalos y Renata Sentkiewicz, finalizaron en 2011 con la inauguración de la nueva estación, que entró en servicio el 18 de diciembre de 2011 y la primera calle que cruce la vía se puso en servicio el 11 de abril de 2012. El soterramiento conectó la ciudad con el barrio de Cascajos y toda la zona Sur con el centro urbano. Una vez finalizado, integrará la estación de tren y la de autobús, el techo de ambas serán unos jardines unidos por medio de una pasarela que a la vez unirá los dos edificios.
Uno de los puntos más importantes es el parque que se localiza justo encima de los andenes, con un estilo moderno el parque se compone de un camino central con unos lucernarios de cristal rodeados de arbustos y césped, además cuenta con un mobiliario urbano de estilo moderno y haciendo juego con la estación de tren. En octubre de 2012 se abrió al público unos 10 000 m de parque aunque queda de abrir más metros de parte incluyendo el que pasará por encima de la estación de tren y la futura estación de autobuses.
Este parque se localiza en un punto estratégico de la capital ya que encuentra a pocos metros del centro lo cual forma uno de los pocos parques que se localiza en el centro de una ciudad europea. El 8 de junio de 2013 se abrió el nuevo trazado del parque sobre la techumbre de la estación.

## Patrimonio

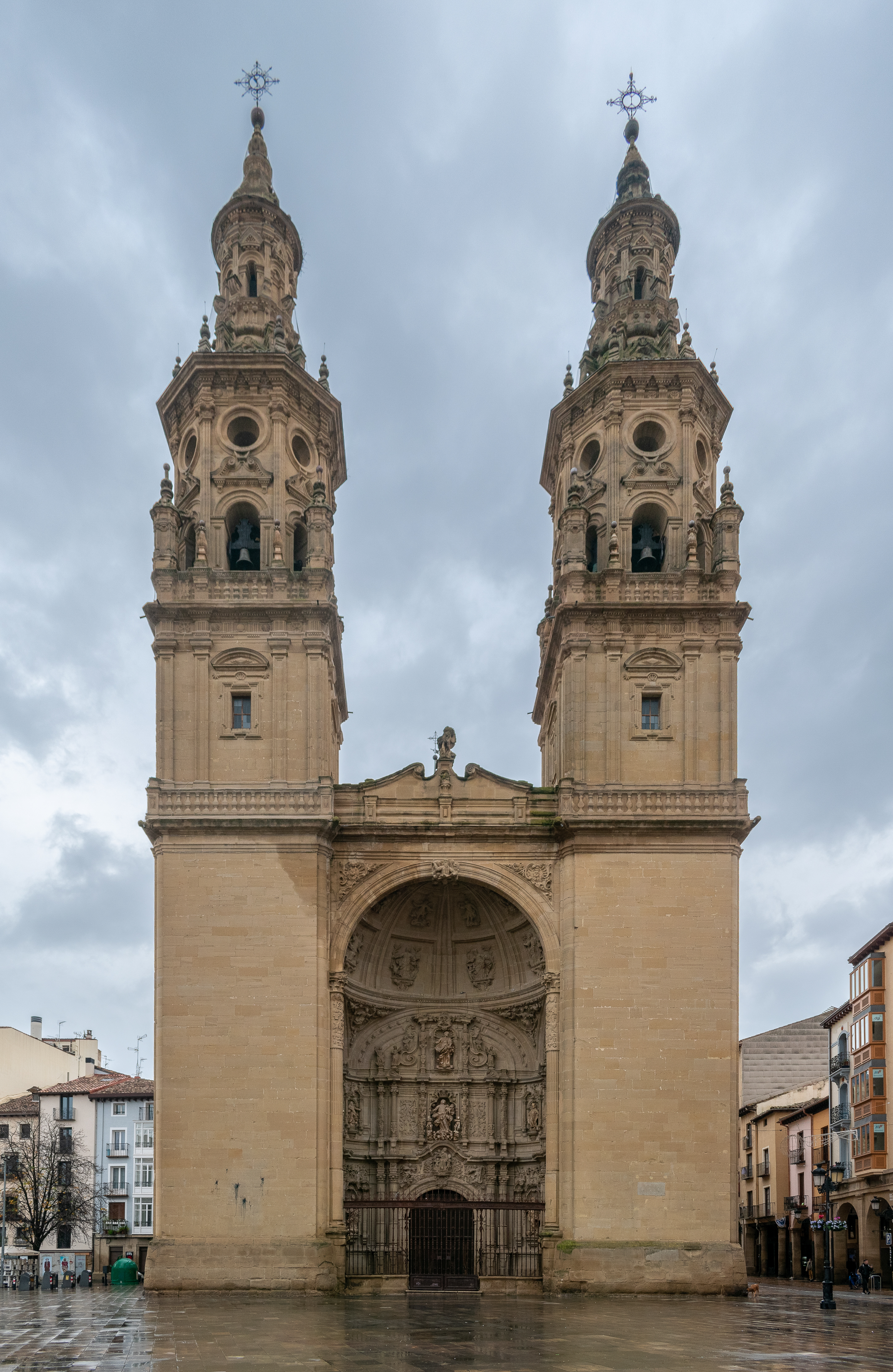
Fachada de la Concatedral de Santa María de la Redonda

### Religioso
- Concatedral de Santa María de la Redonda. Declarada Bien de Interés Cultural en la categoría de Monumento el 3 de junio de 1931. Construida sobre un primitivo templo del siglo XII, adquirió el rango de colegiata en 1453. Ha sufrido numerosas reformas y ampliaciones a lo largo de la historia, siendo la última la incorporación de sus conocidas torres gemelas, en el siglo XVIII. Cabe destacar en el interior la sillería del coro, el retablo mayor, que data del siglo XVII y el cuadro de la Crucifixión atribuido a Miguel Ángel Buonarroti.

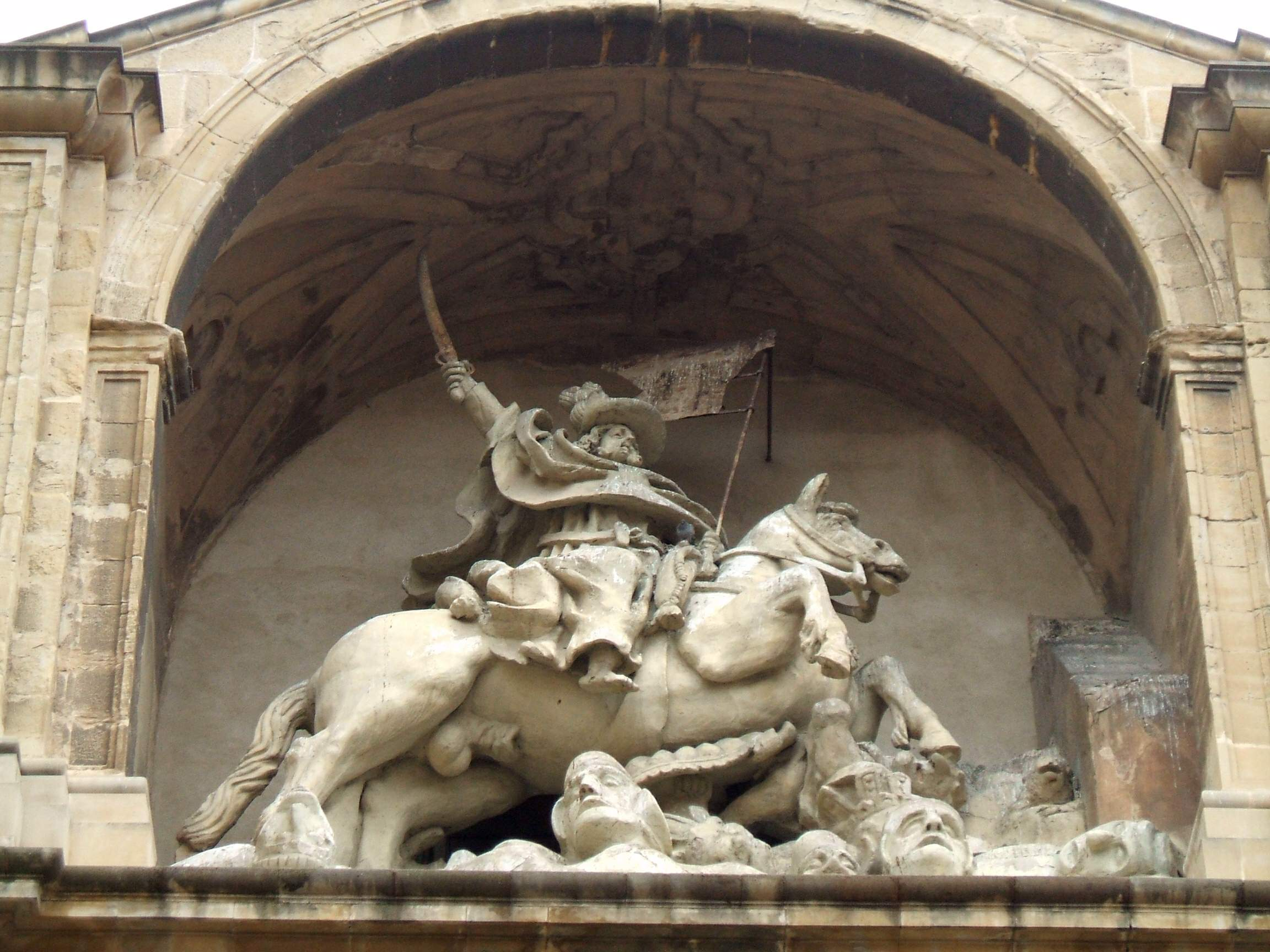
Escultura de Santiago el Real en la iglesia de Santiago

- Iglesia de San Bartolomé. Declarada Bien de Interés Cultural en la categoría de Monumento el 18 de septiembre de 1866. Edificada en el siglo XIII adosada a la muralla de la ciudad, su portada es la mejor muestra de escultura gótica de La Rioja. Consta de tres naves, crucero alineado y triple ábside románico.
- Iglesia de Santiago el Real. Tiene incoado expediente como Bien de Interés Cultural en la categoría de Monumento desde el 28 de mayo de 1981. Construida en el siglo XVI sobre un templo medieval, pertenece al estilo denominado Reyes Católicos. En el siglo XVII adquiere su actual aspecto, con la incorporación de una fachada barroca rematada con una enorme figura de Santiago Matamoros.
- Iglesia Imperial de Santa María de Palacio. Declarada Bien de Interés Cultural en la categoría de Monumento el 27 de septiembre de 1943. Debe su nombre a la donación que realizó Alfonso VII de su palacio en 1130 para que se erigiera la primera fundación de la orden del Santo Sepulcro en el Reino de Castilla. Destaca su aguja gótica piramidal del siglo XIII. Sufrió numerosas reformas en los siglos posteriores.
- Convento de la Merced. Declarado Bien de Interés Cultural en la categoría de Monumento el 16 de marzo de 1983. En la actualidad es la sede del Parlamento de La Rioja.
- Convento de Madre de Dios. Convento construido en 1531, destruido en 1936 y reconstruido en 1971. Trasladadas las monjas, ahora es un centro cívico.
- Convento de Valbuena. Restos arqueológicos del que fuera Monasterio de Valbuena, construido en el siglo XV.
- Ermita de San Gregorio. Fue reconstruida en 1994 con las piedras de la ermita original del siglo XVII.
- Ermita del Cristo del Humilladero. Construida a mediados del siglo XVII, se encuentra situada a las afueras de Logroño.

### Civil

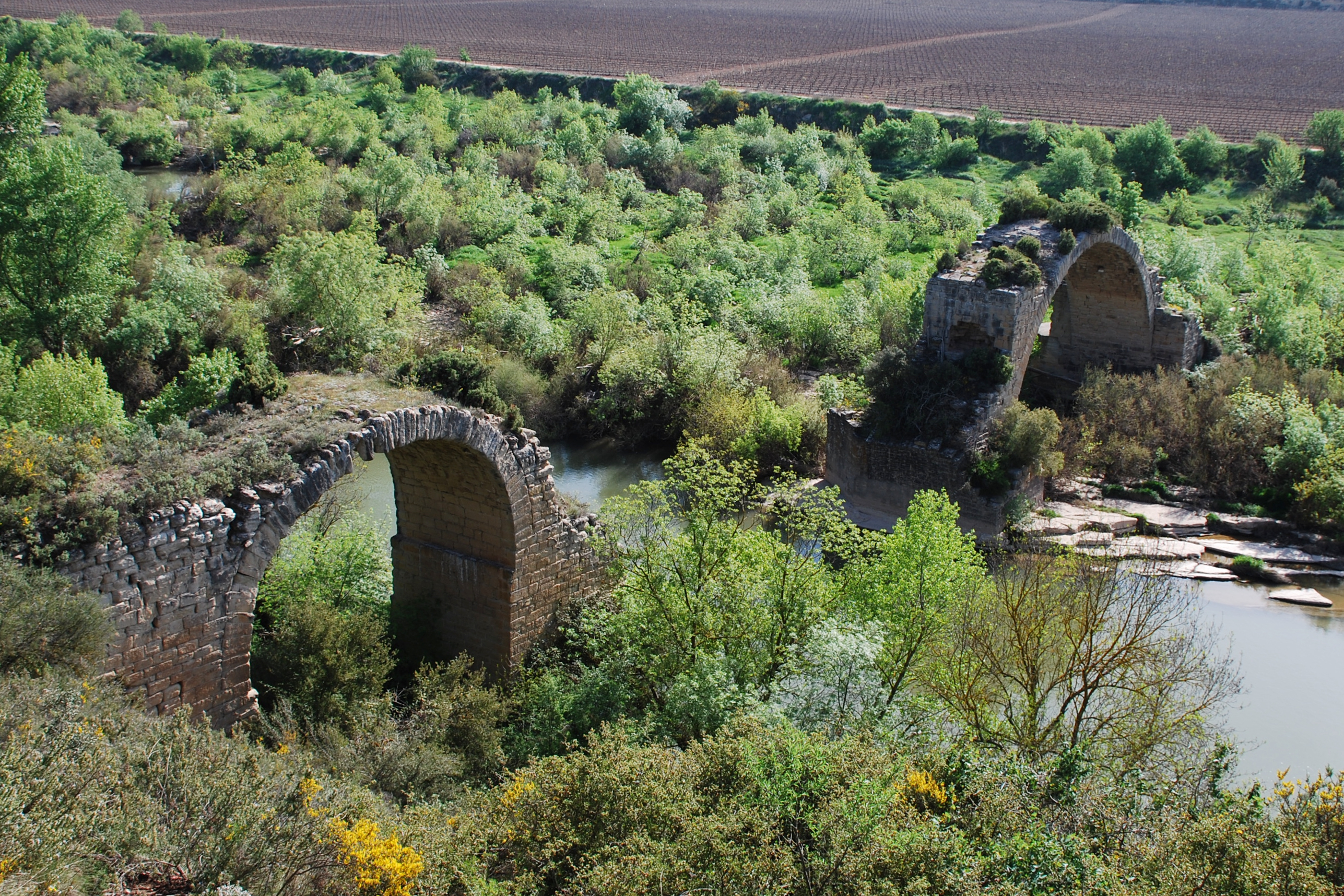
Puente de Mantible

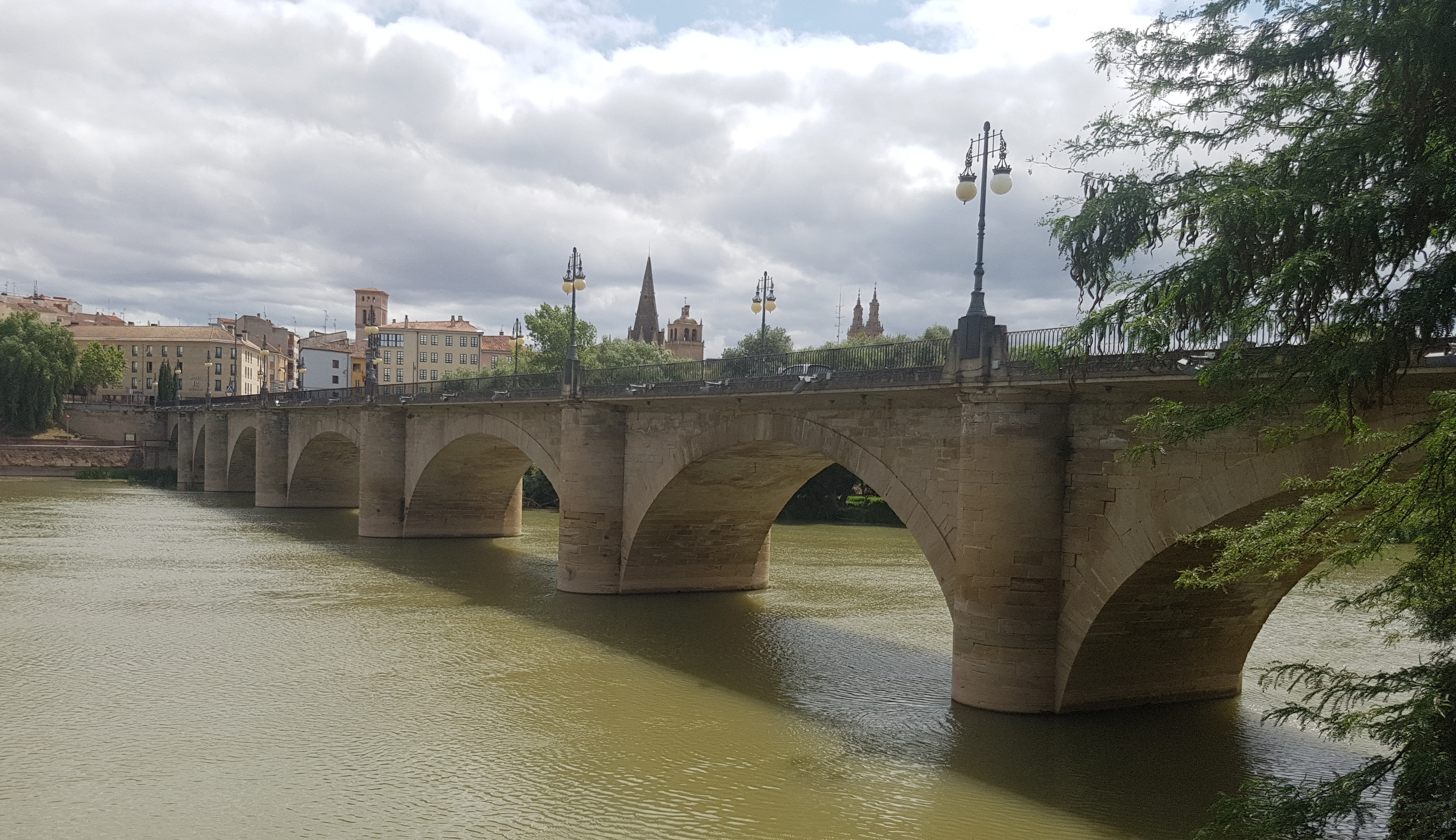
Puente de Piedra

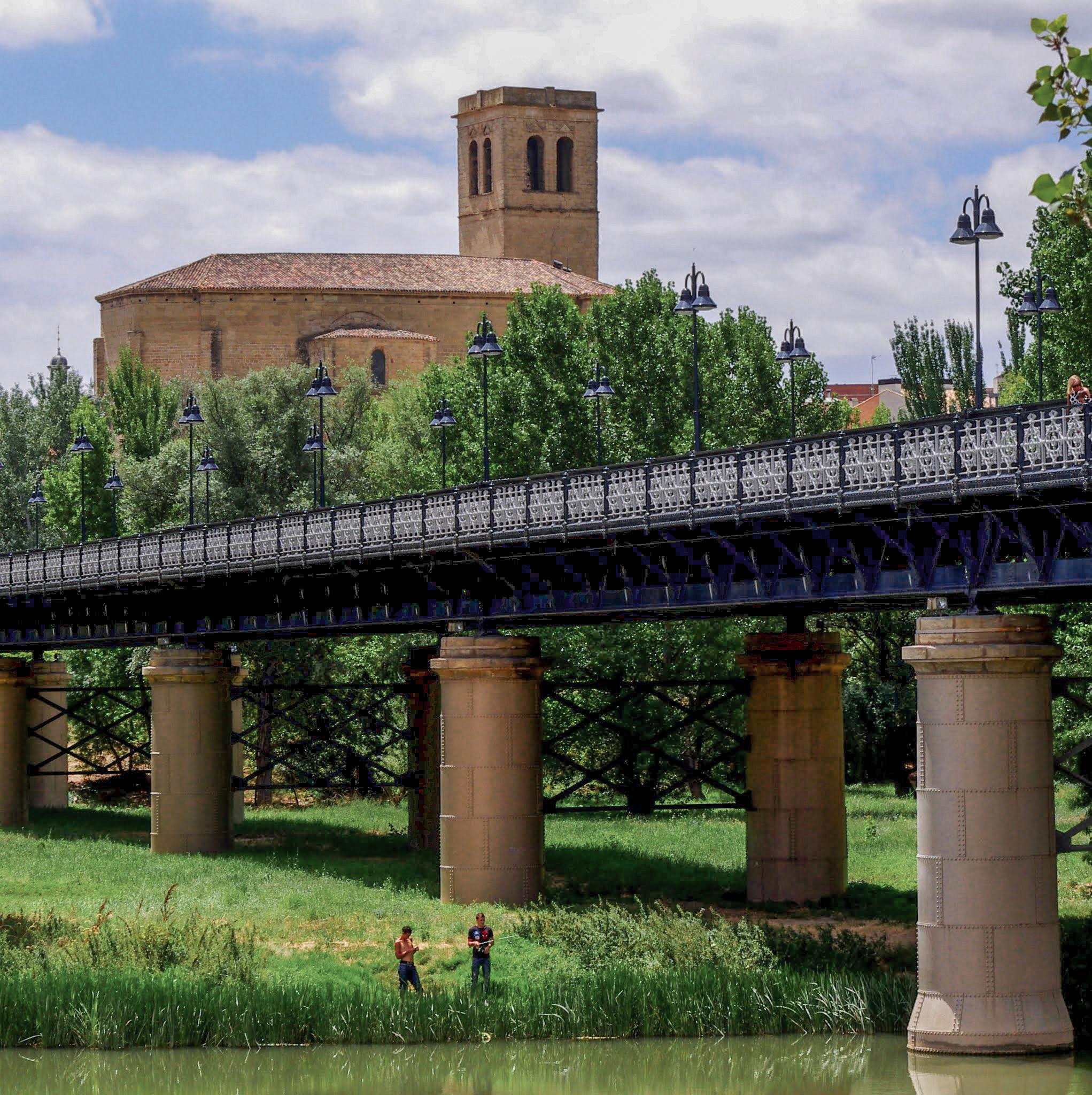
Puente de Hierro y la iglesia de Santiago el Real al fondo

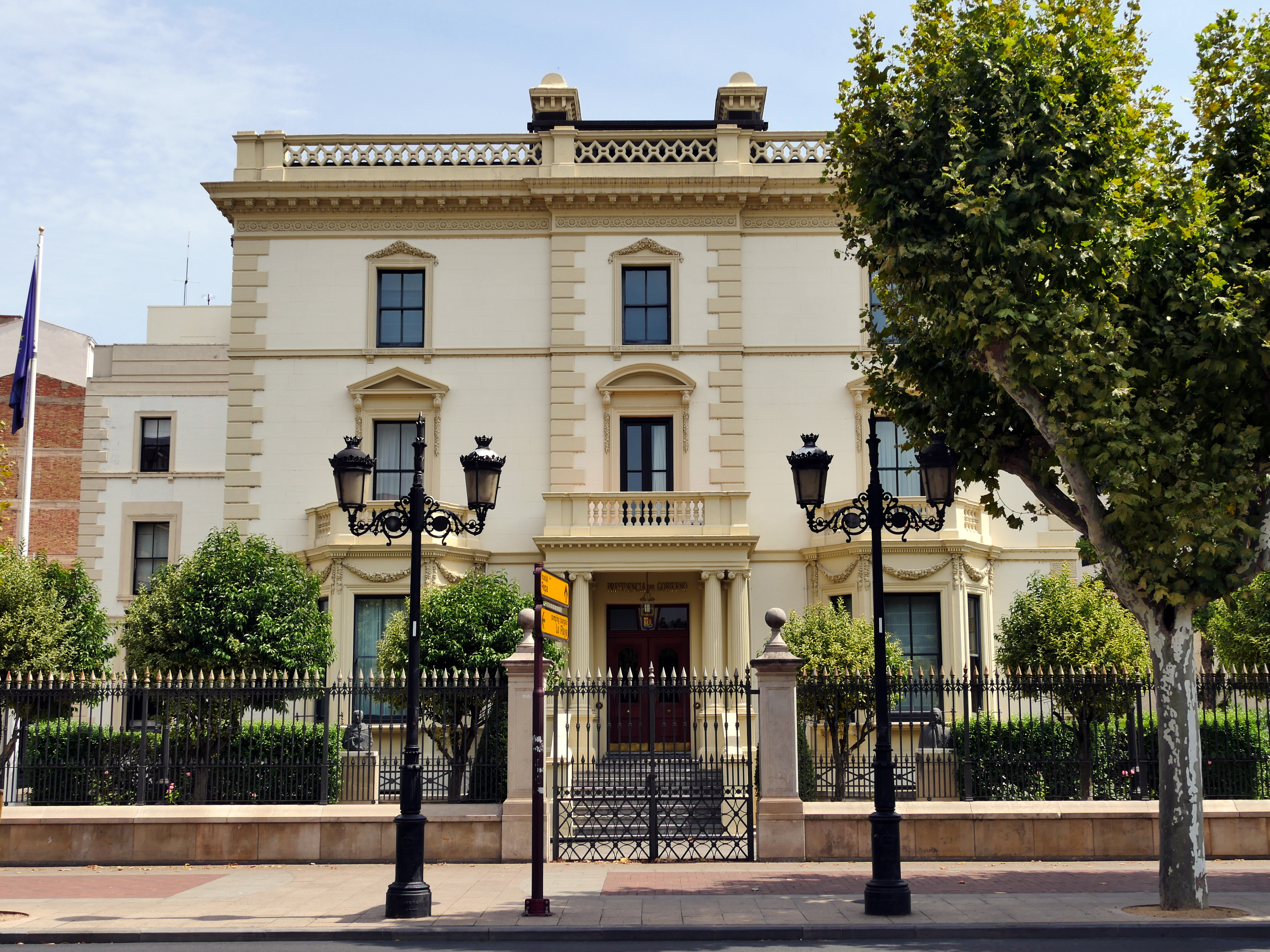
Uno de los palacetes del Espolón

- Puente Romano de Mantible. En el barrio El Cortijo. Construido en época romana. Fue declarado Bien de Interés Cultural en la categoría de Monumento el 25 de enero de 1983.
- Muralla del Revellín, es el resto de las fortificaciones que tuvo la ciudad de Logroño, de las que se conserva la puerta orientada al oeste, llamada puerta del Camino, del Revellín o de Carlos V.
- Puente de Piedra, también denominado Puente de San Juan de Ortega, en referencia al que se cree constructor del puente original, el cual poseía una capilla a las orillas del Ebro que fue arrasada por una crecida del río en 1775. El actual fue construido en 1884, consta de 7 arcos y su longitud es de 198 m.
- Puente de Hierro, inaugurado en 1882, tiene una longitud de 330 m. Rehabilitado en 2009, se han recuperado los colores originales de cuando se construyó y se le ha dotado de un alumbrado similar al que se le añadió algunos años después de su inauguración, entonces de gas, lógicamente hoy eléctrico.
- Puente de Sagasta más conocido por Cuarto Puente, inaugurado en 2003, tiene una longitud de 161 m y es obra del ingeniero Javier Manterola. Fue dedicado a Práxedes Mateo Sagasta en el centenario de su muerte.
- Edificio de Correos. Edificio de arquitectura neobarroca. Tras años cerrado por unas obras de rehabilitación que no respetaron las bellas cerámicas ni la escalera que poseía en su interior, actualmente, se ejecutan obras de construcción para un hotel.
- Instituto de Enseñanza Secundaria Práxedes Mateo Sagasta.
- Mercado de San Blas. Obra del arquitecto Fermín Álamo en 1930.
- Palacio de los Chapiteles. Fue sede del ayuntamiento desde 1865 a 1980.
- Palacetes del Espolón. Tienen incoado expediente como Bien de Interés Cultural en la categoría de Conjunto Histórico desde el 7 de enero de 1977. Conjunto de tres palacetes, de los cuales uno fue derruido.
- Teatro Bretón de los Herreros. Declarado Bien de Interés Cultural en la categoría de Monumento el 25 de agosto de 1983. Inaugurado el 19 de septiembre de 1880, ha sufrido varias rehabilitaciones.
- Palacio de Espartero. Declarado Bien de Interés Cultural en la categoría de Monumento el 1 de marzo de 1962. Palacio barroco del siglo XVIII que ocupó el general en su retiro en Logroño, al que se le añadió posteriormente un escudo eclesiástico en su fachada cuando se dispuso para residencia episcopal, algo que nunca llegó a suceder. En 1971 se convirtió en el Museo Provincial, actualmente Museo de La Rioja.
- Archivo Histórico Provincial de La Rioja. Declarado Bien de Interés Cultural en la categoría de Archivo el 27 de septiembre de 1994.

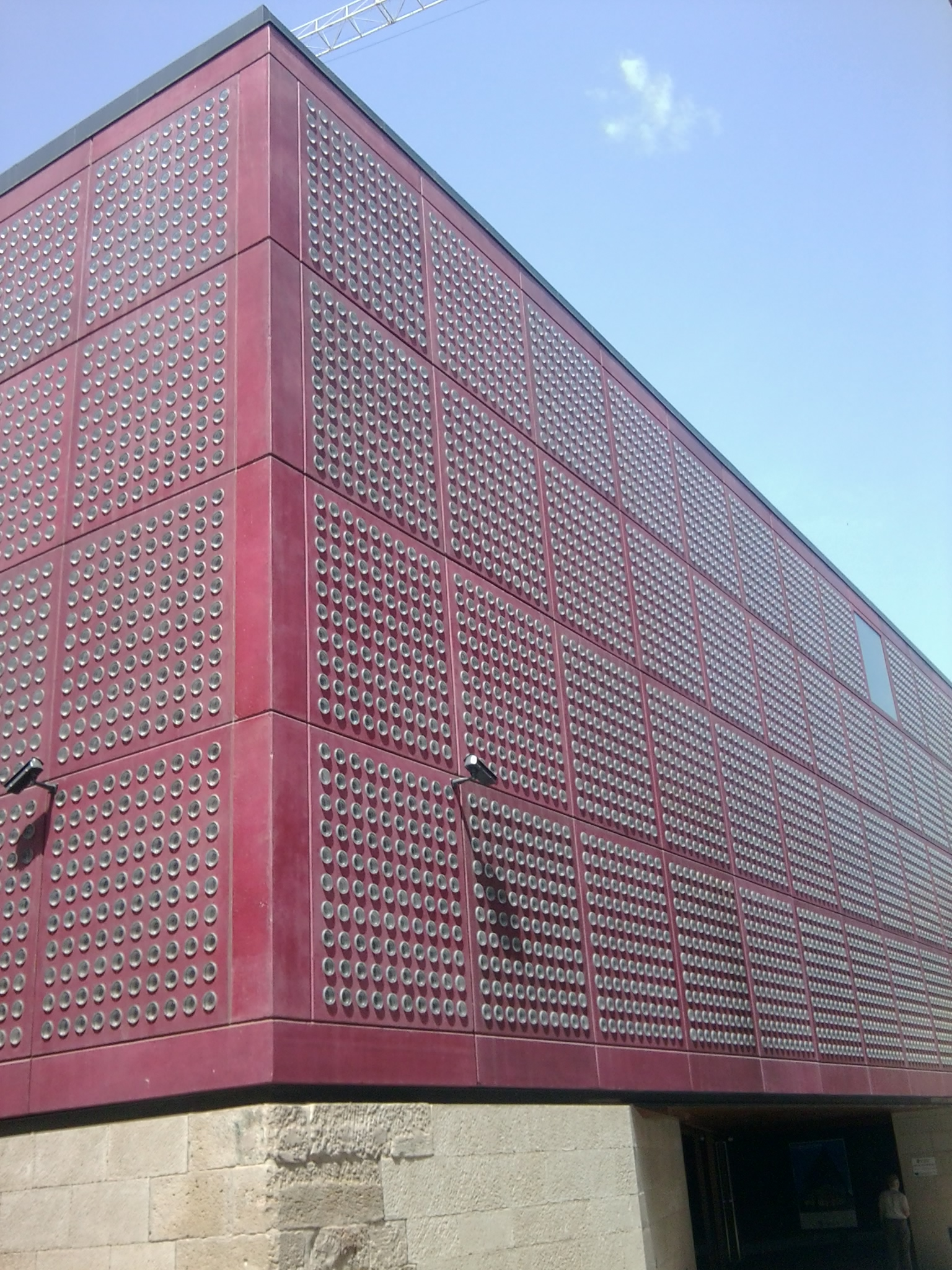
Diseño moderno del Centro del Rioja en el casco antiguo, también conocido como la Casa de la Virgen

- Palacio del Marqués de Monesterio. Tiene incoado expediente como Bien de Interés Cultural en la categoría de Monumento desde el 1 de julio de 1982. Rehabilitado, actual sede de la Seguridad Social.
- Palacio los Marqueses de Legarda. Palacio situado cerca del Revellín en la calle Barriocepo actualmente se localiza en su interior la escuela oficial de arquitectos de La Rioja. Debajo de este se localiza un calado del mismo siglo que el palacio, siglo XVIII.
- Casa-Palacio de los Fernández de Ástiz. Sede en Logroño de la UNED, también incluye un calado.
- Espacio Lagares. Edificio construido para la protección de los antiguos lagares en el norte del casco antiguo. También incluye una sala donde se pueden dar conferencias y exposiciones. Uno de los elementos más característico es un balcón de cristal en la fachada principal en la calle Ruavieja.
- La Casa de la Inquisición. Pequeña casa muy cercana a la iglesia de Santiago que será la sede de La Fundación Dialnet. Antigua casa de la inquisición posee en su interior, en el hueco de la escalera unas pinturas murales florales y con el escudo de la inquisición. También en su interior se encuentran unos pequeños lagares. En el pequeño jardín de la parte trasera se encuentran más restos de las murallas.
- La Casa de la Virgen. Antiguo palacio de la familia Yangüas que ha sido recientemente reconstruido añadiendo ampliaciones en la estructura, como un patio central, nuevas viviendas, y la recuperación de un antiguo balcón renacentista. En la actualidad es la sede del Centro Cultural del Rioja.

### Escultura urbana

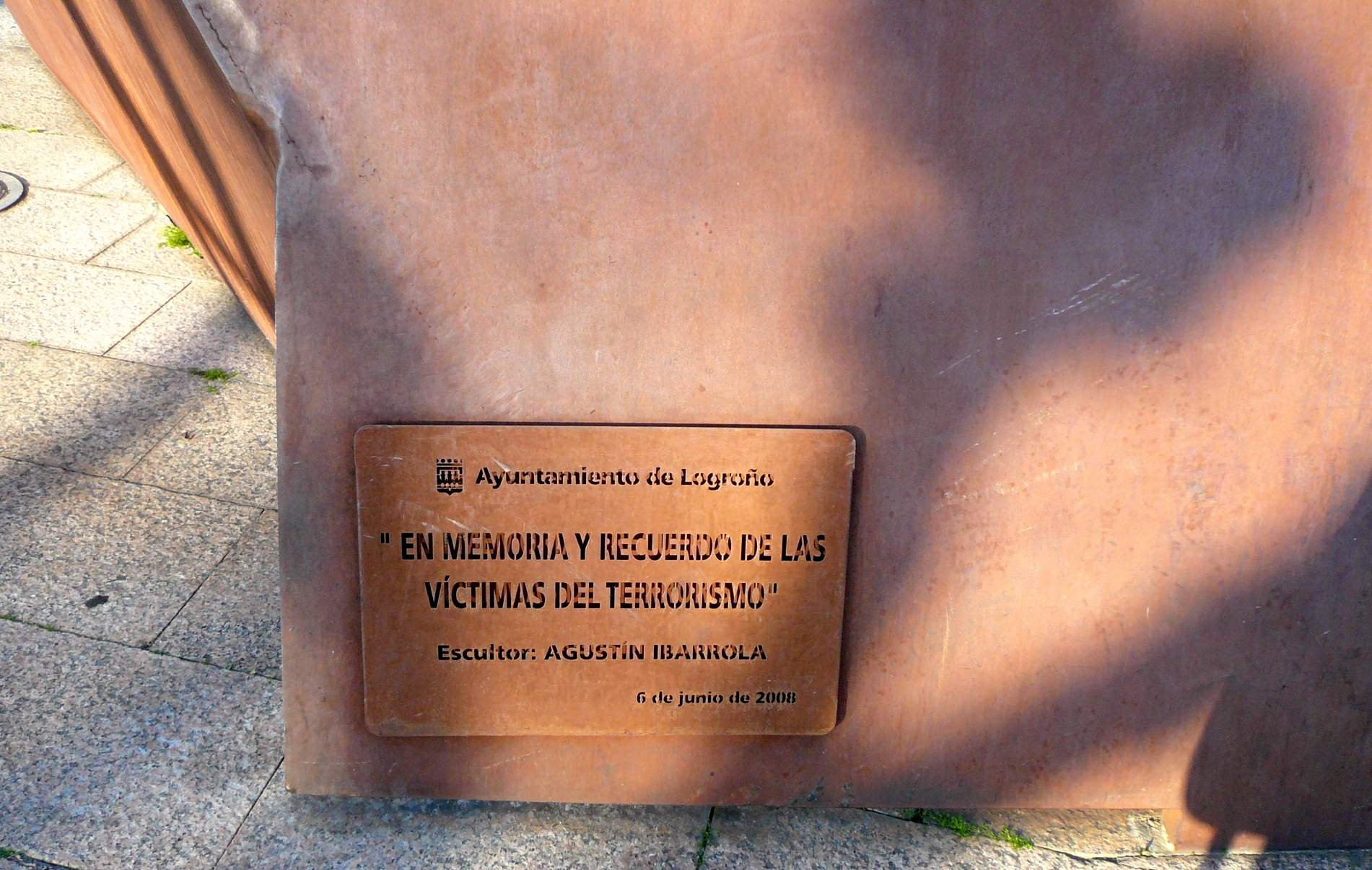
Placa del Monumento Homenaje a las Víctimas del Terrorismo

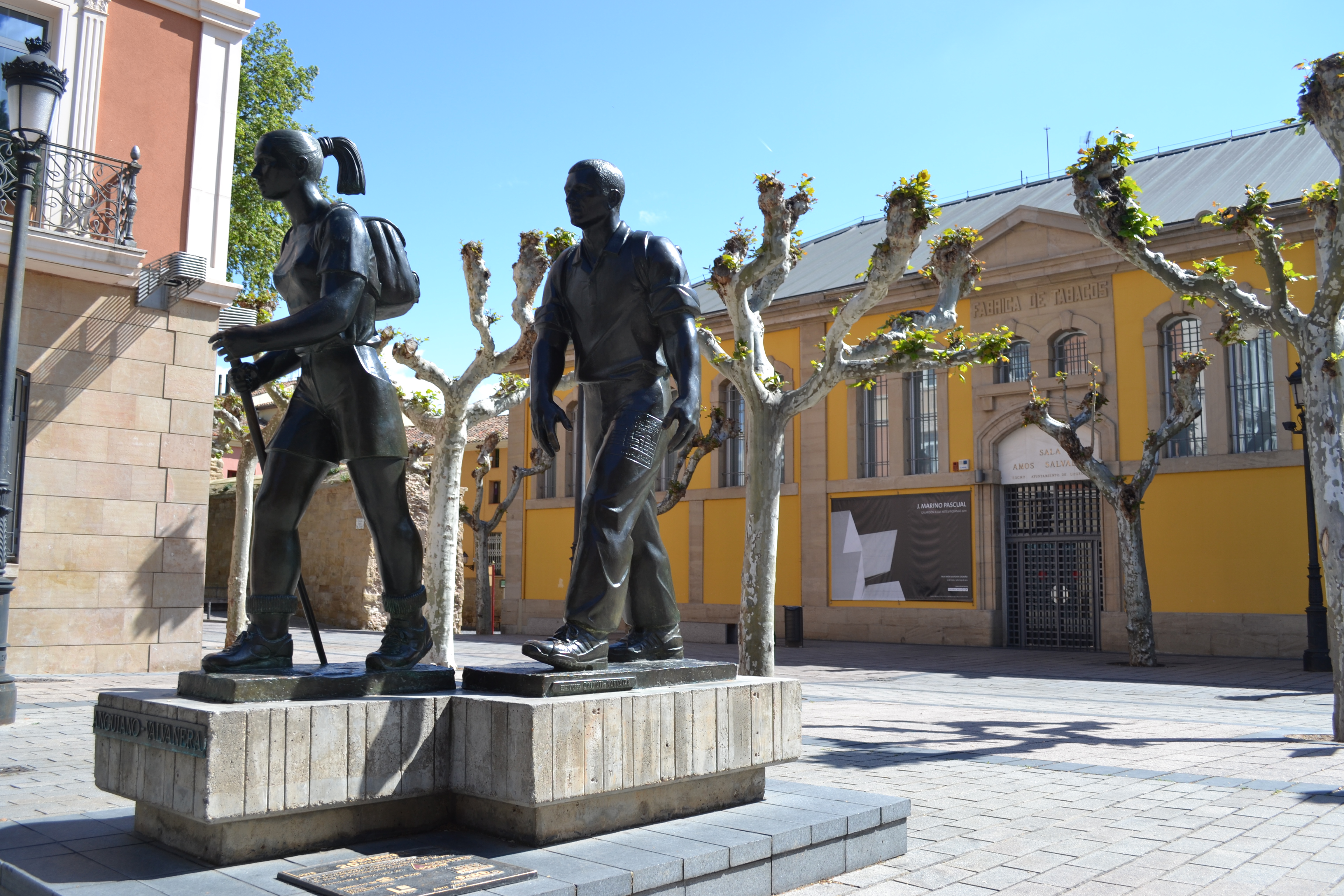
Monumento en homenaje a los caminantes de la Valvanerada, detrás la Sala Amós Salvador

- Fuente de los Riojanos Ilustres, en la Gran Vía intersección con la calle Chile. Levantada en marzo de 1999 por Dalmati y Narvaiza. Cuenta con ocho estatuas de bronce a tamaño natural que representan a Quintiliano, Gonzalo de Berceo, Pedro del Castillo, Juan Fernández de Navarrete, Fausto Elhúyar, Zenón de Somodevilla y Bengoechea conocido como marqués de la Ensenada, Julio Rey Pastor y el rey García Sánchez III de Navarra. Esta fuente es popularmente conocida como la de las «espaldas mojadas», ya que las figuras reciben los chorros de agua de la fuente por detrás. El nombre se debe a una llamada, cuando su inauguración, al Buzón del Lector del Diario de La Rioja que tras criticar las estatuas así la nombró y el mote cuajó entre los logroñeses.
- Fuente del Peregrino. Fuente del Santiago, del Peregrino o del Camino. Situada en un costado de la iglesia de Santiago, en cuyo pavimento se ha encastrado un singular Juego de la Oca con motivos jacobeos por lo que se conoce popularmente como plaza de la Oca.
- Monumento Homenaje a las Víctimas del Terrorismo, obra del escultor vasco Agustín Ibarrola, está situado en el paseo del Espolón, centro neurálgico de la ciudad. Pesa 25 toneladas y tiene diez metros de ancho, diez de largo y cinco de alto.
- Monumento a Espartero. Junto con la de Madrid en el Retiro, es una de las estatuas ecuestres de Baldomero Espartero de España.
- Monumento a Gorgorito. Homenaje de la Fundación Caja Rioja y el Ayuntamiento de Logroño al personaje Gorgorito de Maese Villarejo.

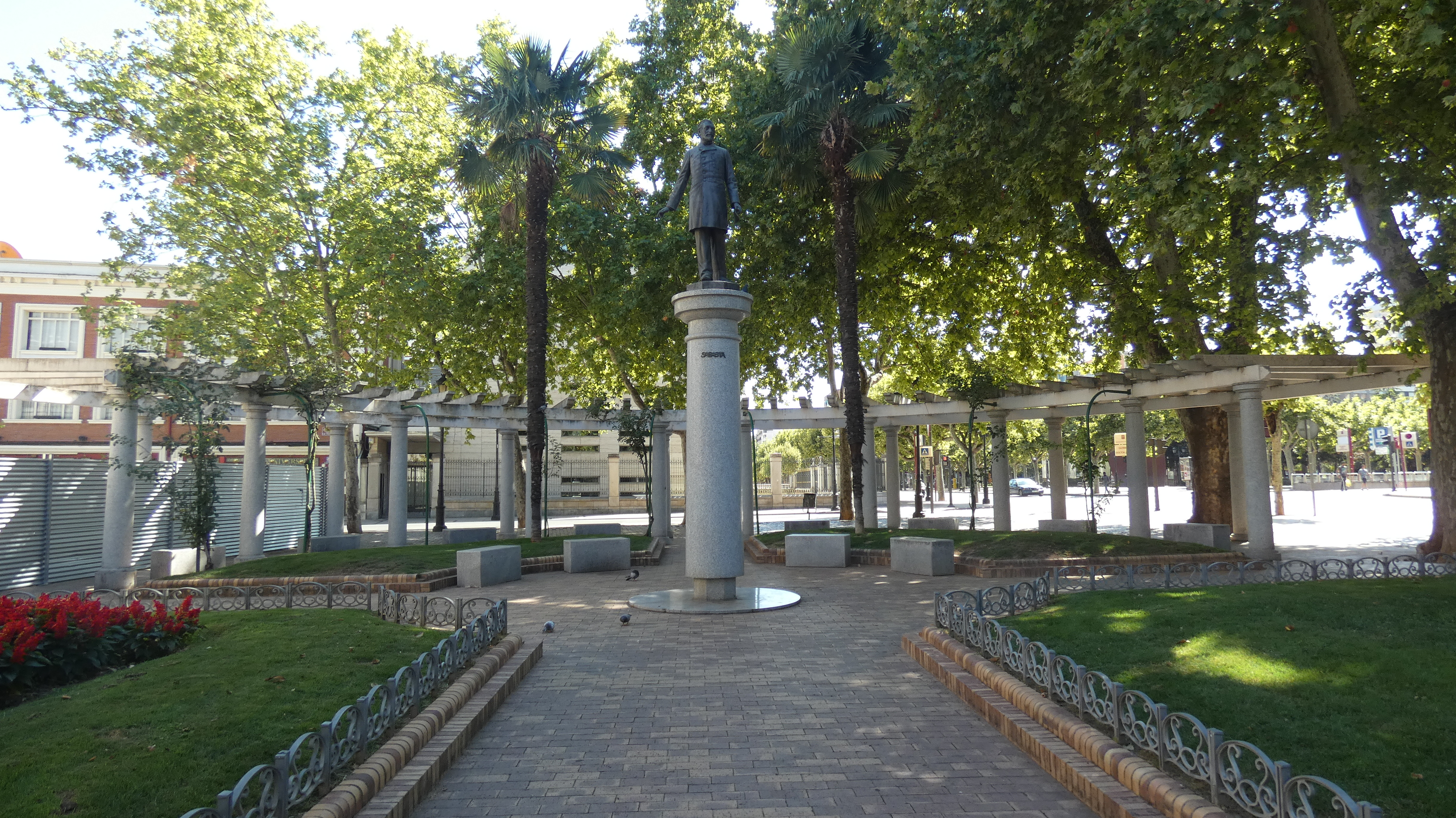
Monumento a Sagasta

- Monumento a Sagasta. Estatua erigida en junio de 1891 por el escultor Pablo Gilbert y fue fundida por la empresa Comas y Cía. en ese mismo año.
- Monumento al Labrador. Escultórica de Alejandro Rubio Dalmati dedicada a la figura del labrador. En un principio el alcalde de la ciudad le sugirió al escultor una estatua de Franco.[58]
- Monumento a la Valvanerada. Estatua homenaje a los caminantes de la Valvanerada, inaugurada en 2003.
- Monumento al Fuero de Logroño. Donación de Ibercaja cuando celebró el primer centenario de su fundación con una escultura de Alfonso VI con un pergamino relativo al Fuero (título de la ciudad) y tres bajorrelieves. Fue inaugurado en 1977. En el muro se recoge la historia del Fuero y, a un lado, la imagen del rey Alfonso VI, todo ello sobre un amplio rectángulo de agua. Representa el gran privilegio como carta-puebla que a Logroño otorgó el rey Alfonso VI en el año 1095 y que se constituyó en modelo para la mayor parte de las ciudades del Norte del país.
- Monumento al Noveno Centenario del Fuero de Logroño. Obra del artista constructivista Julián Gil, inaugurado en 1996 conmemorando los novecientos años del fuero de la ciudad.
- Monumento al Milenario de la Lengua Castellana. Diseñado por el escultor riojano Daniel González. El surtidor de agua simboliza el nacimiento del latín. El vaso superior, la expansión del latín por el Imperio romano. Unas mariposas sustentan este vaso y el agua cae al vaso inferior, de mayor tamaño; las mariposas representan la transformación del latín en castellano y el vaso inferior la expansión del castellano por todo el mundo.

### Otros lugares de interés
- Restos romanos de Varea
- Restos prerromanos y altomedievales en el monte Cantabria

### Calles y avenidas

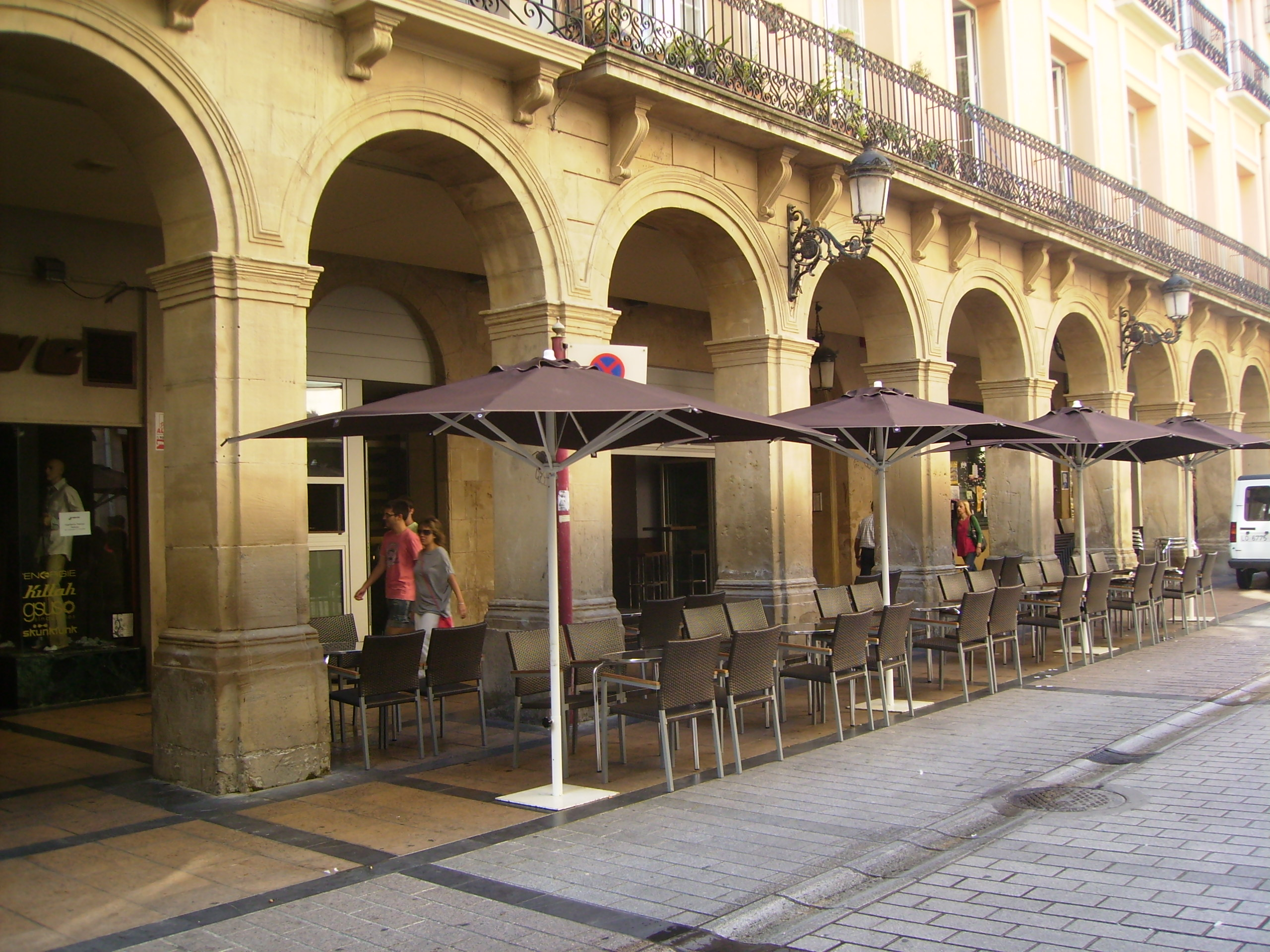
Soportales de la calle Portales

- Calle Portales. Mítica calle de la ciudad donde se localizan los edificios más importantes como la Sala Amós Salvador, Parlamento de La Rioja, Museo de La Rioja, la Biblioteca de La Rioja, concatedral de Santa María de la Redonda y el palacio de los Chapiteles (antiguo Ayuntamiento de Logroño). Su nombre se debe a los soportales en la parte sur de la calle, estos tienen innumerables arcos de diferentes épocas.

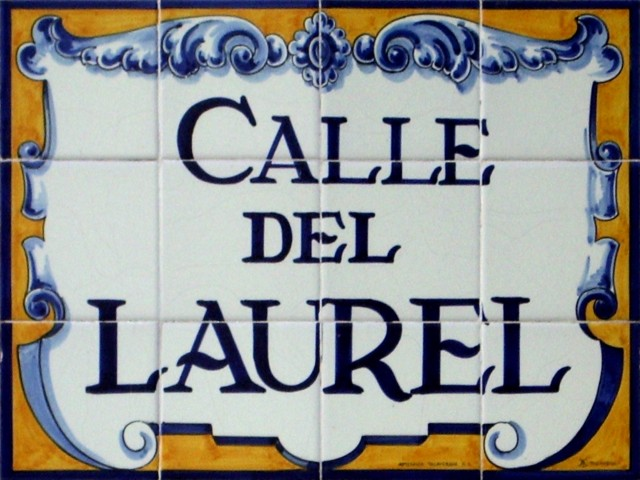
Placa que señaliza la calle del Laurel

- Calle del Laurel. Conocida también como la senda de los elefantes es famosa por todos sus bares y restaurantes que se llenan los fines de semana. Se instaló en 2011 unas placas por toda la calle representando el recorrido del río Ebro a su paso por La Rioja.

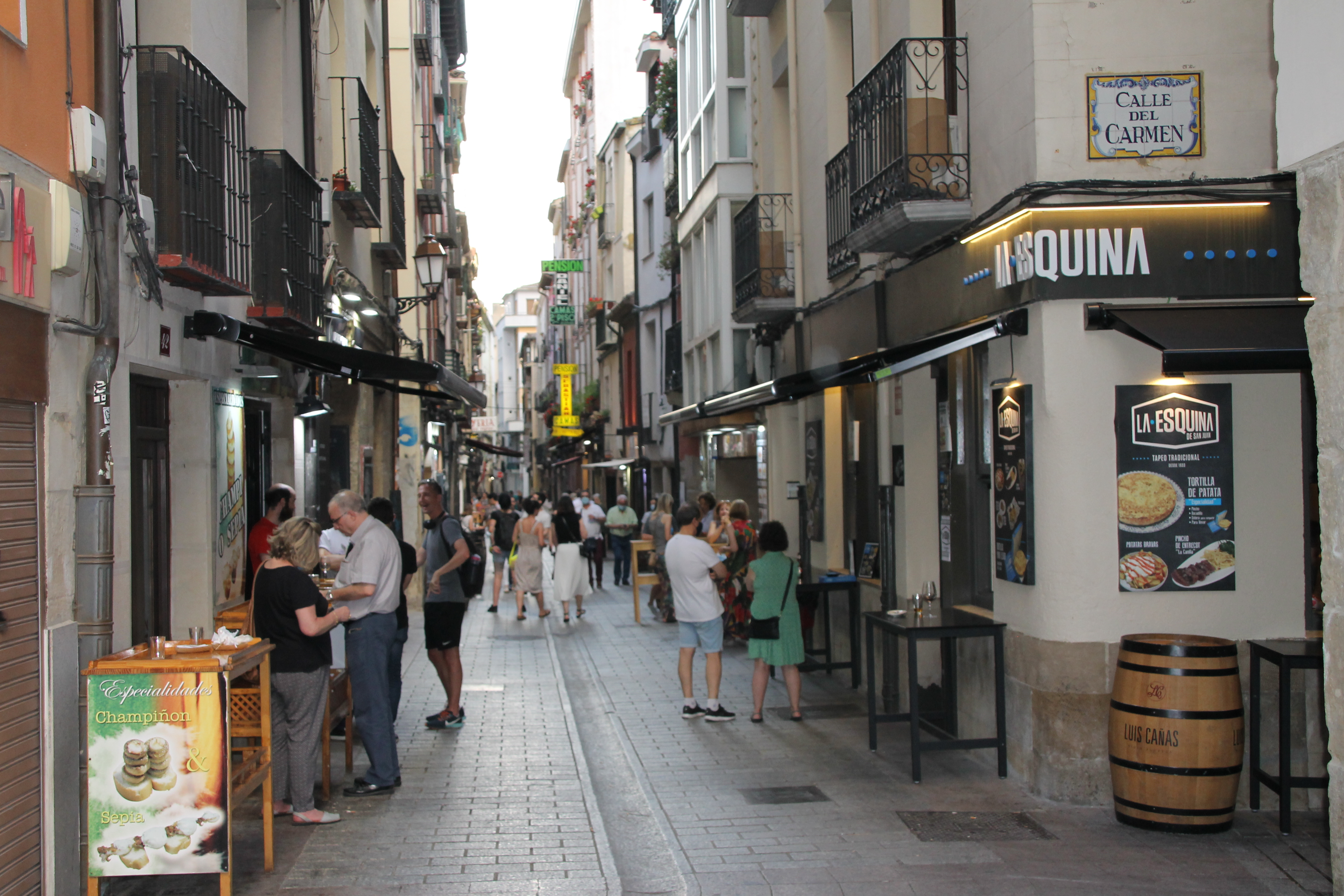
Calle de San Juan

- Calle de San JuanCalle de San Juan. Calle muy similar a la del Laurel también con muchos bares y algún restaurante donde cada Noche de San Juan los bares celebran una cena durante todo la noche de ámbito privado.
- Calle Sagasta. Calle perpendicular a la calle portales. Esta calle comunica el espolón con el puente de hierro, de hecho fue este por lo que se construyó la calle ya que antes no había ninguna calle en esta localización con lo cual el diseño de las casas es similar a la de la calle portales típicas de finales del siglo XIX con sus galerías. En esta calle se encuentra el casino de la ciudad y el mercado de San Blas.
- Calle Ruavieja. Una de las primeras calles de la ciudad fue abandonada durante años hasta que mediante diversos proyectos (Que aún continúan) se recuperó esta zona. El Camino de Santiago pasa por esta calle por esa razón se encuentran aquí monumentos religiosos como la ermita de San Gregorio y la iglesia de Santa María de Palacio, también civiles como el Calado de San Gregorio. Calado es una palabra que se repite en esta calle mucho ya que hay muchos de estos almacenes en toda la calle desde el casino (Ruavieja con calle Sagasta) hasta San Gregorio, servían para almacenar las barricas de vino. Aquí se localiza el futuro CCR (Centro Cultural del Rioja) en la Casa de la Virgen (Palacio de los Yangüas).
- Calle Bretón de los Herreros. Calle recientemente peatonalizada donde se localiza el Teatro Bretón de los Herreros. Esta zona se está convirtiendo en una zona muy transitada cuando hace buen tiempo sobre todo en verano ya que hay un elevado número de bares y locales. Se encuentra en esta calle una reciente estatua del escultor Félix Reyes denominada La dama lectora.Gran Vía del Rey Don Juan Carlos ILado esteLado oeste

- Gran Vía del Rey Don Juan Carlos I. Arteria principal de la ciudad donde se encuentra una gran zona comercial fue antes de calle los antiguos andenes y vías de la antigua estación de Logroño, esta calle tiene un gran tránsito de gente y de vehículos. Sufrió una gran reforma que duró un año, esta reforma fue muy criticada por la población, se creó un bulevar, se cambió la iluminación y se instaló un aparcamiento subterráneo. Está muy cerca del casco antiguo y tiene conexiones con otras calles lo cual ha propiciado un gran comercio en esta avenida, desde restaurantes hasta librerías. En esta avenida se localizan los rascacielos más altos de la ciudad, la torre Capitol, torre de Logroño y torre Blanca, también está en esta avenida el Banco de España. Fue en esta avenida cuando en 2001 el grupo terrorista ETA colocó una bomba en la torre de Logroño sin causar ningún muerto.
- Avenida de la Paz. Una de las avenidas de acceso y de salida de la ciudad que comunica el centro histórico con el barrio de los Lirios. En la avenida se encuentra la Universidad de La Rioja y delante de ella el Monumento al Fuero de Logroño, más adelante en el cruce con la calle San Millán se encuentra el monumento al Milenario de la Lengua Castellana que simboliza el nacimiento del español a partir del latín y su expansión por todo el mundo. El monumento marca el inicio del bulevar. Al principio de la calle nos encontramos el Ayuntamiento de Logroño y la Escuela de Diseño de La Rioja (Antigua Escuela de artes y Oficios), también el instituto Práxedes Mateo Sagasta. Esta avenida conecta directamente con la calle Portales. Al igual que Gran Vía es una importante zona comercial y cultural.
- Calle San Millán. Calle con vocación comercial y hostelera. En ella se hallan varios locales con encanto, algunos de ellos programan espectáculos en directo. La zona se extiende por Padre Claret y por Av. de la Paz a ambos lados de San Millán.
- Paseo de las 100 Tiendas. Son un grupo de cinco calles (Calvo Sotelo, Juan XXIII, Doctores Castroviejo, Ciriaco Garrido y Capitán Cortés) que a finales del siglo XX fueron peatonalizadas lo que propició un gran comercio. Estas cinco calles forman una gran manzana peatonal situada en pleno centro de la ciudad muy cerca del Espolón. Estas calles junto a Gran Vía son las zonas típicas del comercio en Logroño.

### Plazas y parques

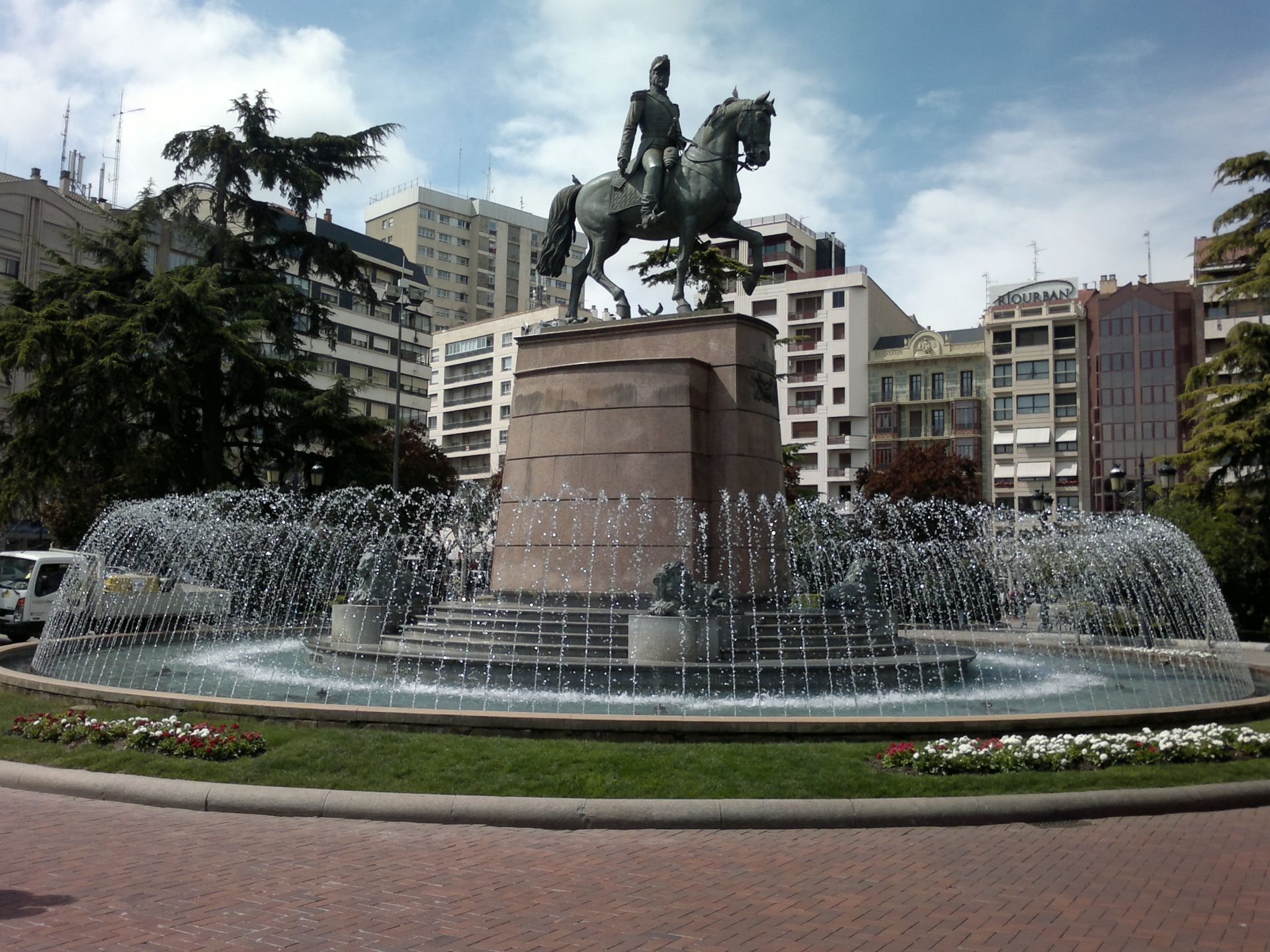
Paseo del Espolón

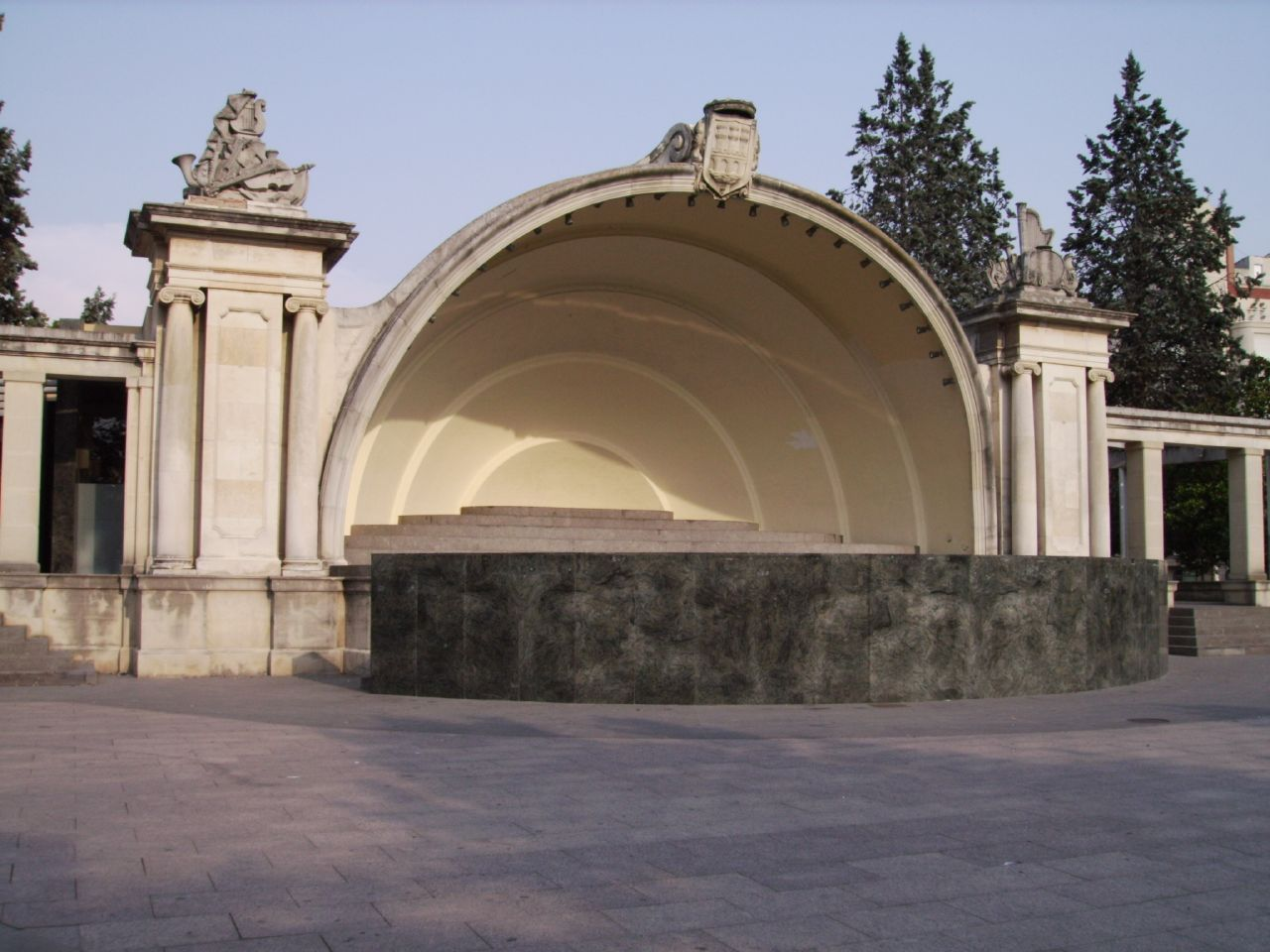
Concha del Espolón

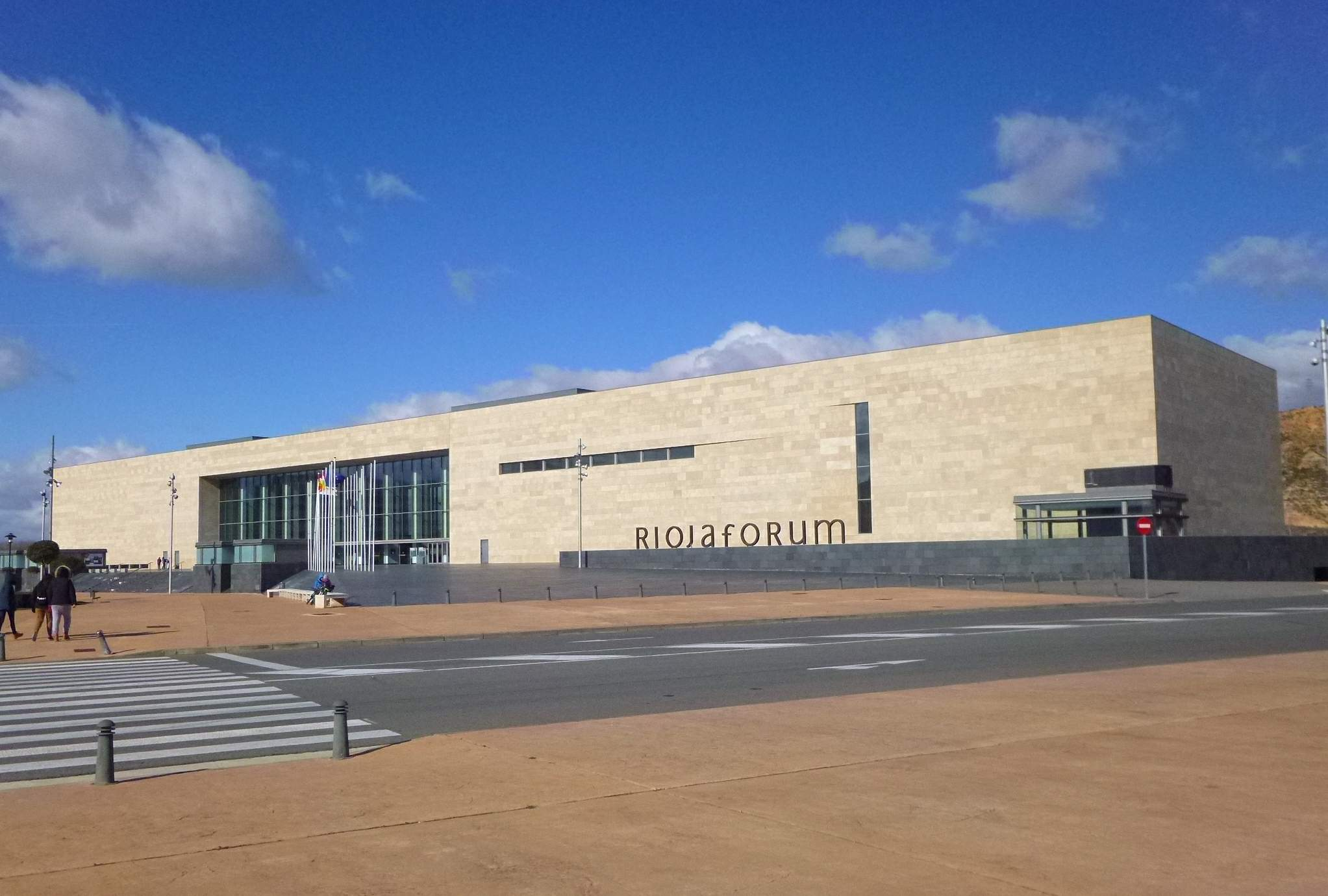
Riojaforum

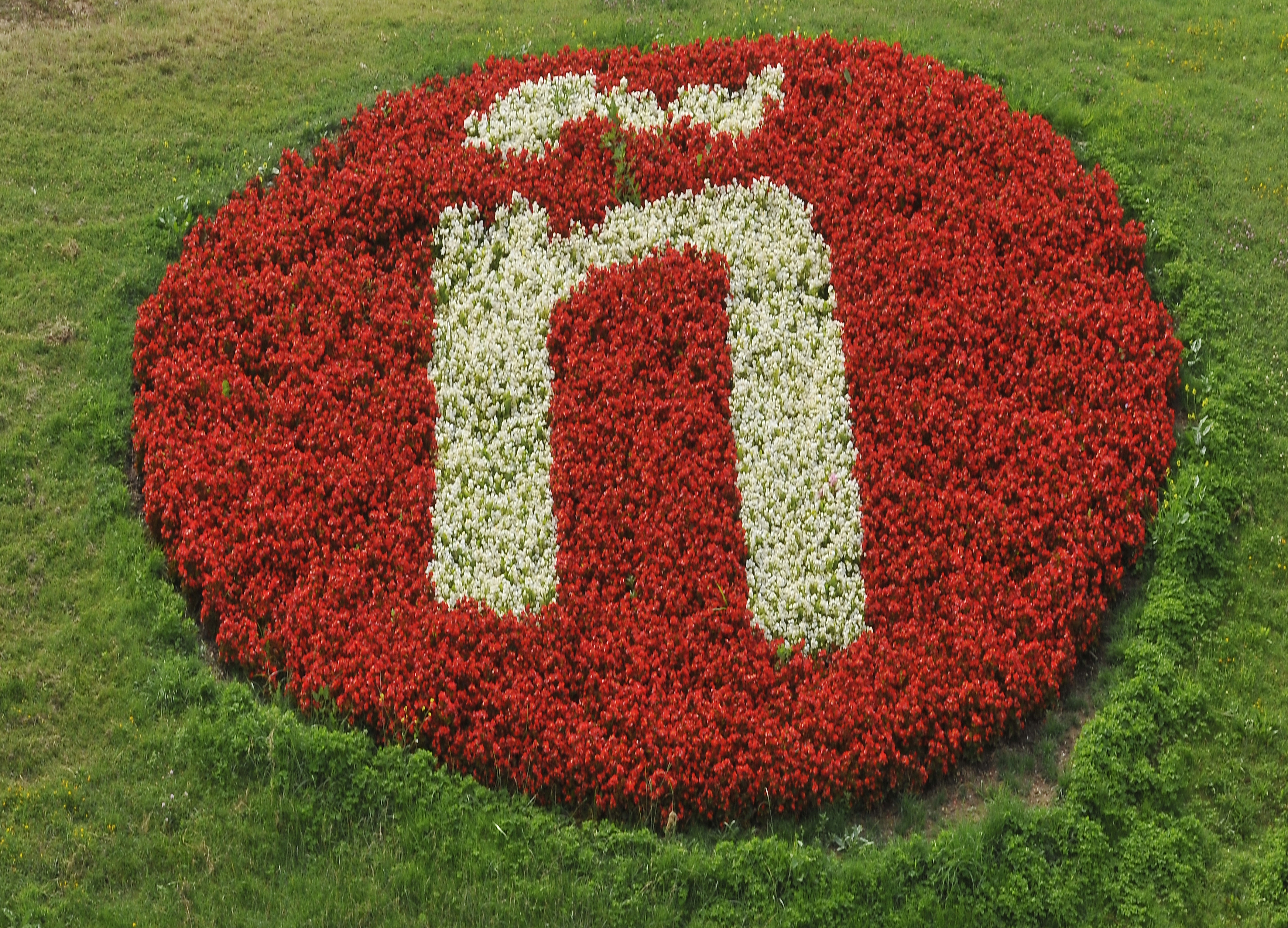
Arriate en el parque de San Miguel

- Paseo del Príncipe de Vergara (conocido popularmente como El Espolón): situado en el centro financiero de la capital y presidido en el centro por la estatua del General Espartero. En este paseo rehabilitado hace unos pocos años, se encuentra la oficina de Información y Turismo, y la ya famosa «Concha del Espolón», un escenario donde se realizan numerosos actos como verbenas, actuaciones e incluso la ofrenda del primer mosto a la Virgen de Valvanera en las fiestas de San Mateo.
- Plaza del Ayuntamiento: situada en la avenida de la Paz, el moderno Ayuntamiento de Logroño cuenta con una gran plaza la cual, durante años, ha presenciado numerosos actos públicos, ferias, exposiciones, conciertos e incluso en estos últimos años, en las Navidades, se reconstruye un Belén a tamaño real para el disfrute de los ciudadanos.
- Plaza de Francisco Martínez Zaporta: diminuta plaza situada muy cerca de la calle Portales donde se ubicaba el Teatro Moderno y las antiguas oficinas del periódico La Rioja. En la actualidad es un lugar lleno de actividad juvenil, en la misma plaza se encuentran los cines modernos y el bar que lleva el mismo nombre.
- Plaza de San Bartolomé: pequeña plaza del casco antiguo muy cerca de la Judería. En esta plaza se localizan el palacio de Monesterios y la iglesia de San Bartolomé, además esta plaza se caracteriza por sus casas de pequeña altura y colores variados. Esta plaza fue teatro y plaza de abastos. Tras el derribo de un edificio anejo a la iglesia se puede contemplar la base de la torre y el ábside, ocultos desde el siglo XIX, en todo su esplendor.
- Plaza de Santiago y plaza de Alonso Salazar: en la zona de la iglesia de Santiago se encuentran estas dos plazas. La primera rodea la dicha iglesia y en ella se encuentra el ya famoso en la ciudad juego de la oca y la fuente del peregrino. La segunda es una pequeña plaza que se encuentra en la parte trasera de la casa de la inquisición, lleva el nombre del abogado de las brujas de Zugarramurdi en el Auto de Fe de 1610.
- Parque del Carmen: situado en las proximidades de la estación de autobuses, el parque del Carmen es uno de los más bellos de la ciudad por su variedad vegetal e incluso animal, ya que cuenta con numerosos pavos reales y otras aves. Fue construido a finales de los años 70 a partir de una extensa zona vegetal de propiedad privada. Ha sufrido un par de remodelaciones desde entonces.
- Plaza del Mercado: situada a mitad de trayecto de la calle Portales, una de las más famosas de la ciudad, y cuya importancia se ha hecho conocida durante años por el mercado que antiguamente se formaba en esta singular plaza. A los pies de la concatedral de Santa María de la Redonda se presenta esta bella plaza, que en la actualidad es el punto de partida de las noches de fiesta en Logroño, ya que desde hace unos años se han apropiado de ella un buen número de cafeterías y pubs que la han convertido en una de las zonas de ambiente más concurridas de la ciudad, a lo que hay que añadir la proximidad de la calle Mayor, uno de los puntos más calientes de la noche logroñesa.
- Plaza Martínez Flamarique (Chopera): plaza de reciente construcción en el barrio de Madre de Dios. Se sitúa en el mismo lugar que la antigua plaza de toros de Logroño inaugurada en 1915 y derruida a principios del siglo XXI. Tiene forma circular en recuerdo de la antigua plaza y sus parterres y zona jardín central, evocan la disposición de esta.
- Glorieta del Doctor Zubía: situada a mitad de camino entre el Espolón y la plaza del Ayuntamiento, cuenta con una gran variedad de árboles y jardines rodeando el viejo Instituto Sagasta. En 2011 se volvieron a instalar unas estatuas de dos niños conocidos como ¨Los Meones¨(En realidad son una copia de los originales fabricados por el escultor riojano Vicente Ochoa en piedra, a diferencia de estos que están hechos de bronce).

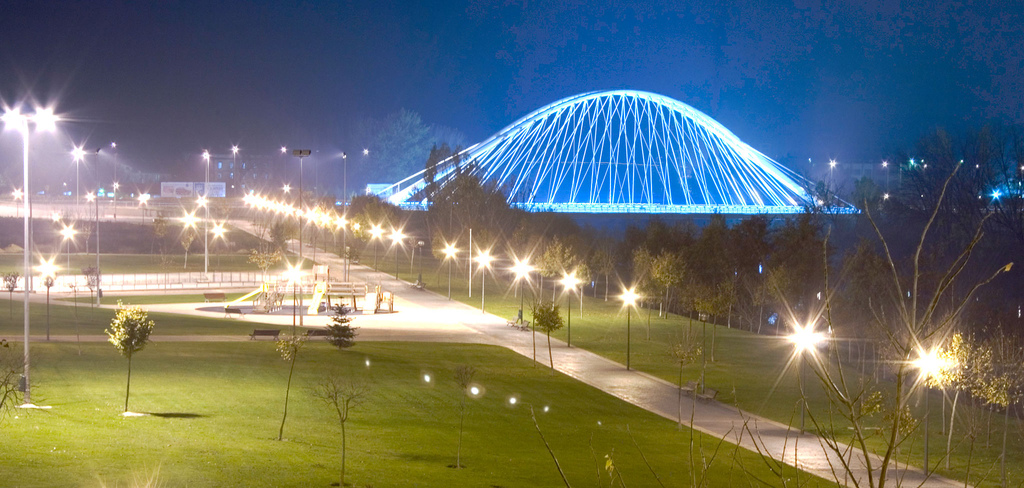
Parque del Ebro

- Parque del Ebro: situado en el margen derecho del Ebro, un extenso parque lleno de vegetación e ideal para el relax y los paseos. Junto con el parque de la Ribera y el parque del Iregua forman una fantástico pulmón verde de la ciudad a orillas del río, pudiendo recorrerse en la actualidad a lo largo de todo el transcurso del Ebro por la ciudad, llegando hasta el puente por el oeste. Además cuenta con un carril bici que atraviesa el parque. También encontramos en la orilla izquierda del Ebro el embarcadero de la playa con cafetería y que desde verano de 2011 dispone de barcas para navegar por el río.
- Paseo de la Florida. Paralelo al río, une el parque del Ebro con el parque de la Ribera.
- Parque de la Ribera: junto al parque del Ebro se encuentra este gran parque de reciente construcción. Cuenta con amplios jardines, un estanque en el centro, la nueva plaza de toros de La Ribera, y el edificio Riojaforum, Palacio de Congresos y Auditorio de La Rioja.
- Parque de la Concordia. Situado en los terrenos de las antiguas piscinas de la zona Oeste
- Parque del Cubo. Entre el cuarto puente y el parque de la Concordia.
- Parque del Iregua: recorre desde la desembocadura del río Iregua en el Ebro hasta la confluencia de la localidad de Puente Madre y el barrio de la Estrella, bordeando el barrio de Varea.
- Parque del Pozo Cubillas. A la entrada de Logroño, por el Camino de Santiago y junto al Puente de Piedra se ha remodelado en 2009 la zona conocida como Pozo Cubillas, creando un bello paseo que da la bienvenida a los caminantes hacia Santiago de Compostela. Además de los cipreses y jardines que jalonan el paseo, se le ha dotado de una fuente pediluvio para que los peregrinos refresquen sus pies; y un mirador sobre el Ebro desde donde se puede contemplar el perfil de la ciudad con las esbeltas torres de sus iglesias.
- Estos parques, del Ebro, Concordia, del Cubo, paseo de las Norias, Pozo Cubillas, paseo de la Florida, de la Ribera y del Iregua junto con los puentes Sagasta, de Piedra y Puente Madre, que cruzan el Ebro y el Iregua, conforman un paseo verde de 15 km de recorrido.
- Parque del Rey Don Felipe VI o parque de las Estaciones: nuevo parque localizado sobre las vías del ferrocarril soterrado. De un diseño novedoso destaca el hecho de ser uno de los únicos parques de una ciudad europea que se localice en el centro de la ciudad.
- Parque de San Miguel: una de las zonas verdes de reciente construcción de la ciudad. Este parque también cuenta con grandes praderas verdes, un estanque, juegos infantiles, carril bici y una letra ñ realizada con flores, que es uno de los símbolos de la ciudad.
- Parque de los Enamorados: localizado al noroeste de la ciudad en el barrio de Valdegastea, este parque fue abandonado durante algunos años hasta que se inició un proyecto de recuperación mediante el cual el parque aumentó su tamaño y recuperó la zona. Aún esta un poco lejos del centro de la ciudad, pero, poco a poco, la ciudad se está acercando al parque. Aquí se localizan los depósitos de agua que abastecieron de agua potable a la ciudad (Uno rectangular diseñado posiblemente por Amós Salvador y otro circular), además del mismo pinar del parque y un área canina.

## Cultura
Entre los productos típicos de Logroño está el vino (Bodegas Franco Españolas, marqués de Murrieta), las conservas vegetales (Cidacos, Ulecia, Trevijano, Mugaburu) y las pastillas de café con leche Viuda de Solano, 1830-1989).
En industria histórica destacan: Maquinaria y productos para bodegas, metalúrgica (Marrodán y Rezola), carrocerías de autobuses (Ugarte), calzado (Fernández Hermanos) y artes gráficas, sin olvidar la fábrica de tabacos, en cuya fundación (siglo XIX) intervino el que fue presidente del gobierno del momento, Práxedes Mateo Sagasta.

### Museos y salas de exposiciones

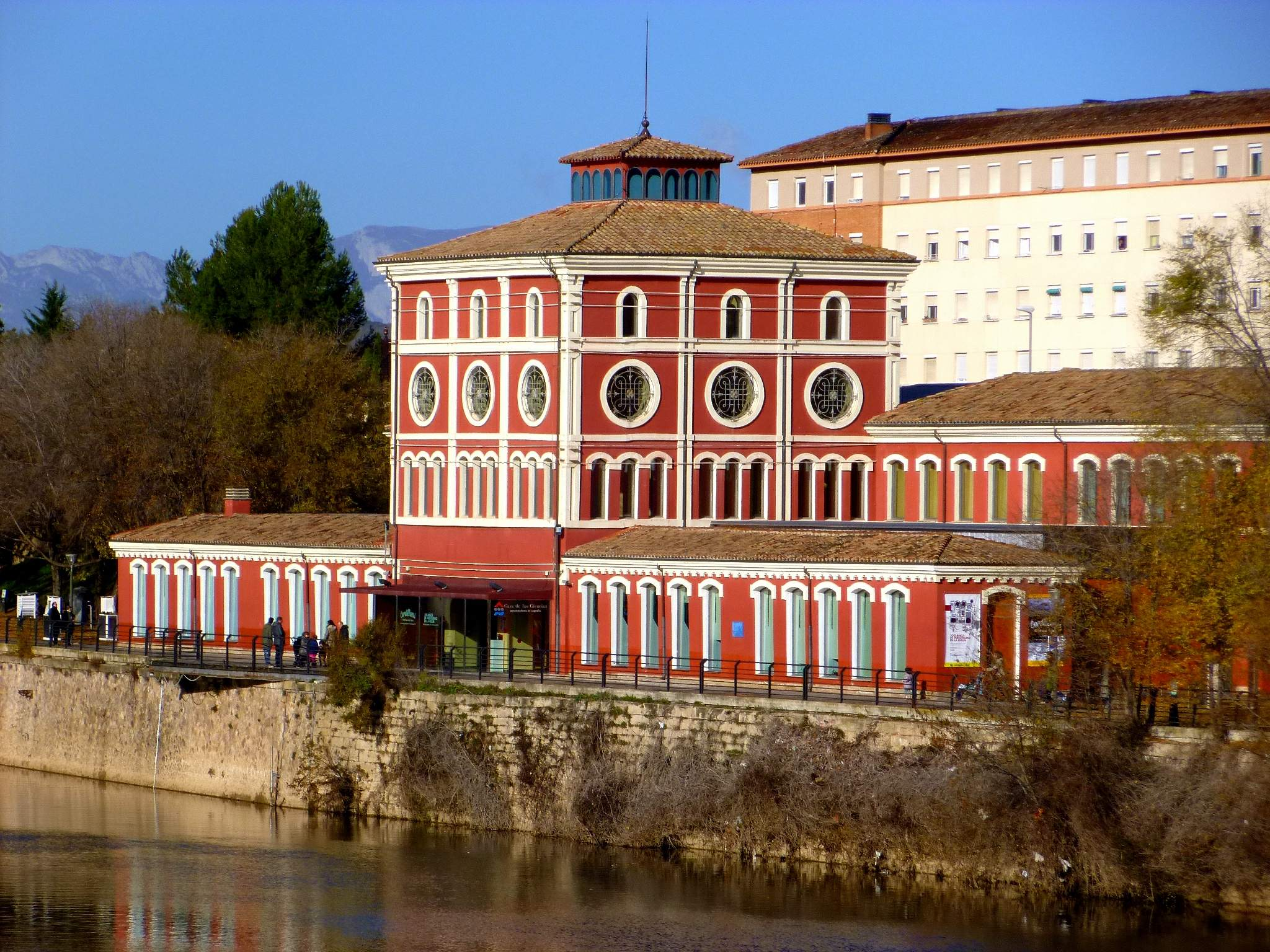
Casa de las Ciencias

- Museo de La Rioja. Se encuentra situado en la casa palacio en la que vivió el general Espartero hasta su muerte en 1879.
- Casa de las Ciencias. Fue inaugurada el 22 de abril de 1999 y está situada en el edificio del antiguo matadero municipal.
- Museo Würth La Rioja. Museo de arte contemporáneo inaugurado el 7 de septiembre de 2007 en el polígono industrial El Sequero en el término municipal de Agoncillo.
- Sala de exposiciones La Merced. Ubicada en el antiguo palacio del ayudante de campo del general Espartero, el marqués de Covarrubias.
- Sala Amós Salvador. Se sitúa en pleno centro de Logroño, en uno de los edificios que formaban la antigua fábrica de tabacos, en él se suelen realizar exposiciones temporales de arte contemporáneo.
- Ayuntamiento de Logroño. Cuenta con su propia sala de exposiciones.
- Murallas y Cubo del Revellín. En ellos se sitúa una sala de exposiciones donde se relata la historia de la protección de la ciudad y de la evolución de esta. Además, sirve como centro de interpretación de los hallazgos arqueológicos del entorno, y se puede ver el interior de dicha construcción defensiva.
- Casa de la Danza. Situada en el casco antiguo, en un calao (bodega tradicional subterránea) bajo las murallas. Inaugurada en enero de 2003. Alberga actividades culturales y un pequeño, pero muy interesante museo con objetos de grandes artistas internacionales de la danza tales como trajes, zapatillas...
- Centro de Cultura del Rioja. Centro interpretativo ubicado en la Casa de la Virgen o Palacio de los Yangüas. Se muestra todo lo relacionado con el vino de Rioja. Dispone de dos calados antiguos.
- Espacio Lagares. Conjunto de lagares y calados antiguos cercanos al Centro de Cultura del Rioja.

### Bodegas

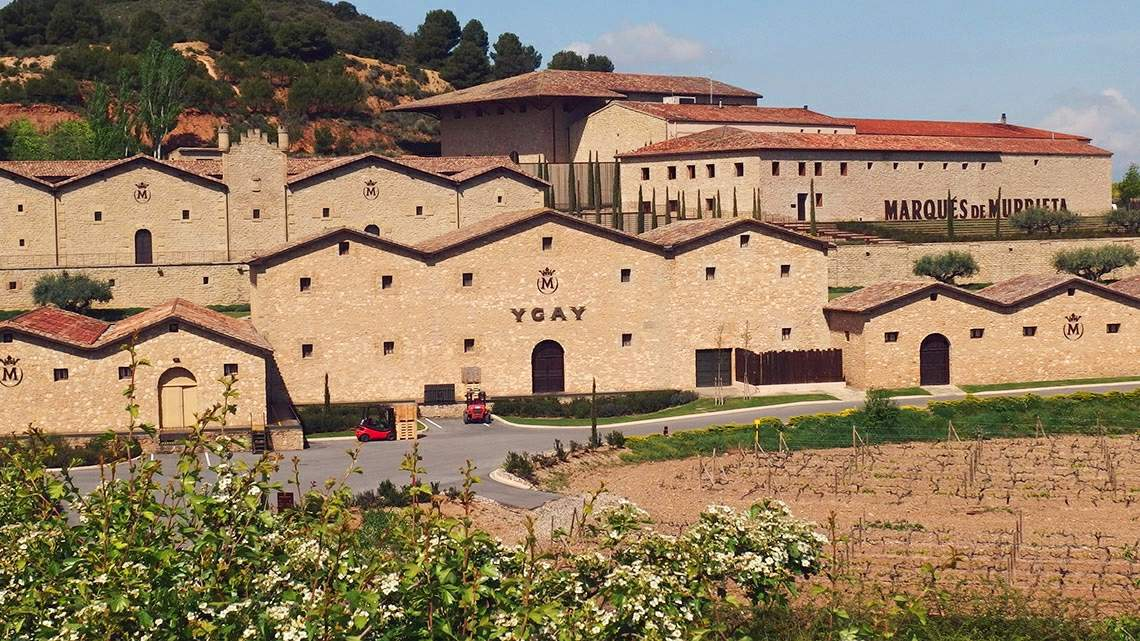
Bodegas Marqués de Murrieta

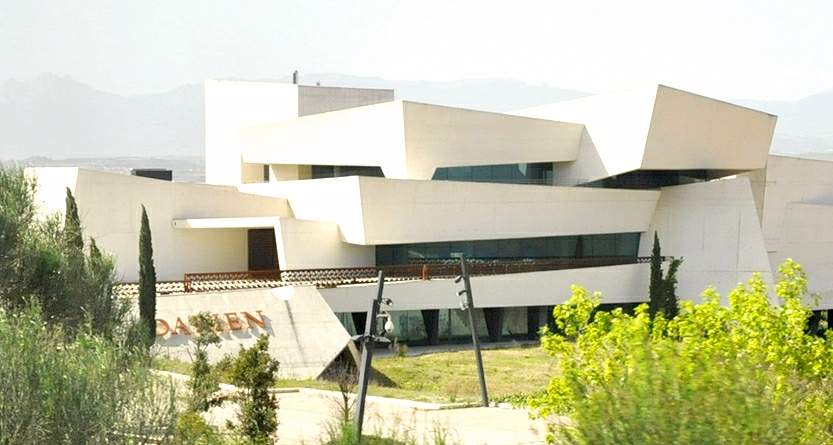
Bodegas Darien

Como capital de La Rioja, Logroño tiene un gran número de bodegas aunque no supera al de otras localidades de La Rioja como Haro. Muchas de estas tienen visitas guiadas ya por el vino en sí y también por cualidades de la bodega como su diseño y en algunas museos. Las principales son:
- Bodegas Ontañón. Edificio diseñado por el artista Miguel Ángel Sáinz Jiménez.[59] El museo en si es una obra de arte incluyendo vidrieras y muebles relacionados con el vino, más destacan las esculturas mitológicas del artista que se encuentran por la bodega y el museo, donde también hay pinturas, la mayoría relacionadas con mitos relacionados con el vino.
- Bodegas La Reja Dorada. Establecidas en pleno casco antiguo en el caserón familiar de doña Jacinta, esposa del general Espartero.
- Bodegas Olarra. Bodegas localizadas en el polígono Cantabria I, cerca del Río Ebro. El edificio en sí tiene una forma muy peculiar, la de una estrella de tres brazos.[60]
- Bodegas Marqués de Vargas. Localizada a las afueras de Logroño cerca del polígono de la Portalada II.[61]
- Bodegas Darien. Famosas bodegas situadas en el camino entre Logroño y Agoncillo. Lo más peculiar de estas bodegas es su arquitectura moderna, la construcción asemeja a los peñascos que emergen entre las viñas riojanas, es totalmente blanca, fue diseñada por Jesús Marino Pascual.
- Bodegas Franco Españolas. Bodegas muy cercanas al casco antiguo de Logroño, simplemente cruzando el puente de Hierro. Es una de las bodegas más antiguas de Logroño.[62]
- Bodegas Vélez. Situada en El Cortijo cercano en Logroño.
- Bodegas Juan Alcorta.[63] Situada a las afueras de Logroño también con un peculiar diseño.
- Bodegas Viña Ijalba.[64] Localizada muy cerca de la frontera entre Navarra, País Vasco y La Rioja, al norte de la capital Riojana.
- Bodegas Marqués de Murrieta.[65] Muy cerca de las bodegas del marqués de Vargas se encuentran estas bodegas que limitan con las de Marqués de Vargas.

### Camino de Santiago

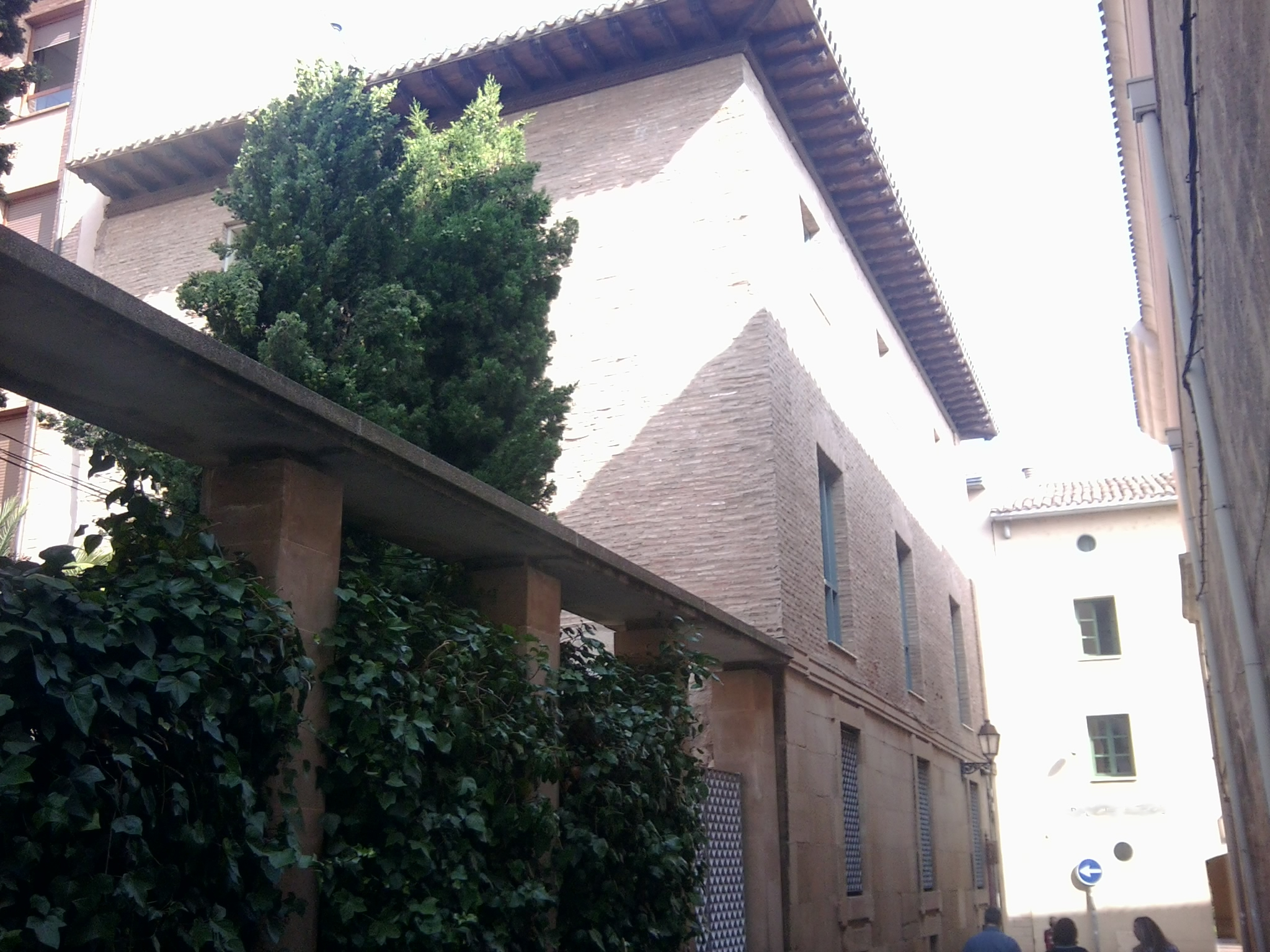
Albergue de peregrinos

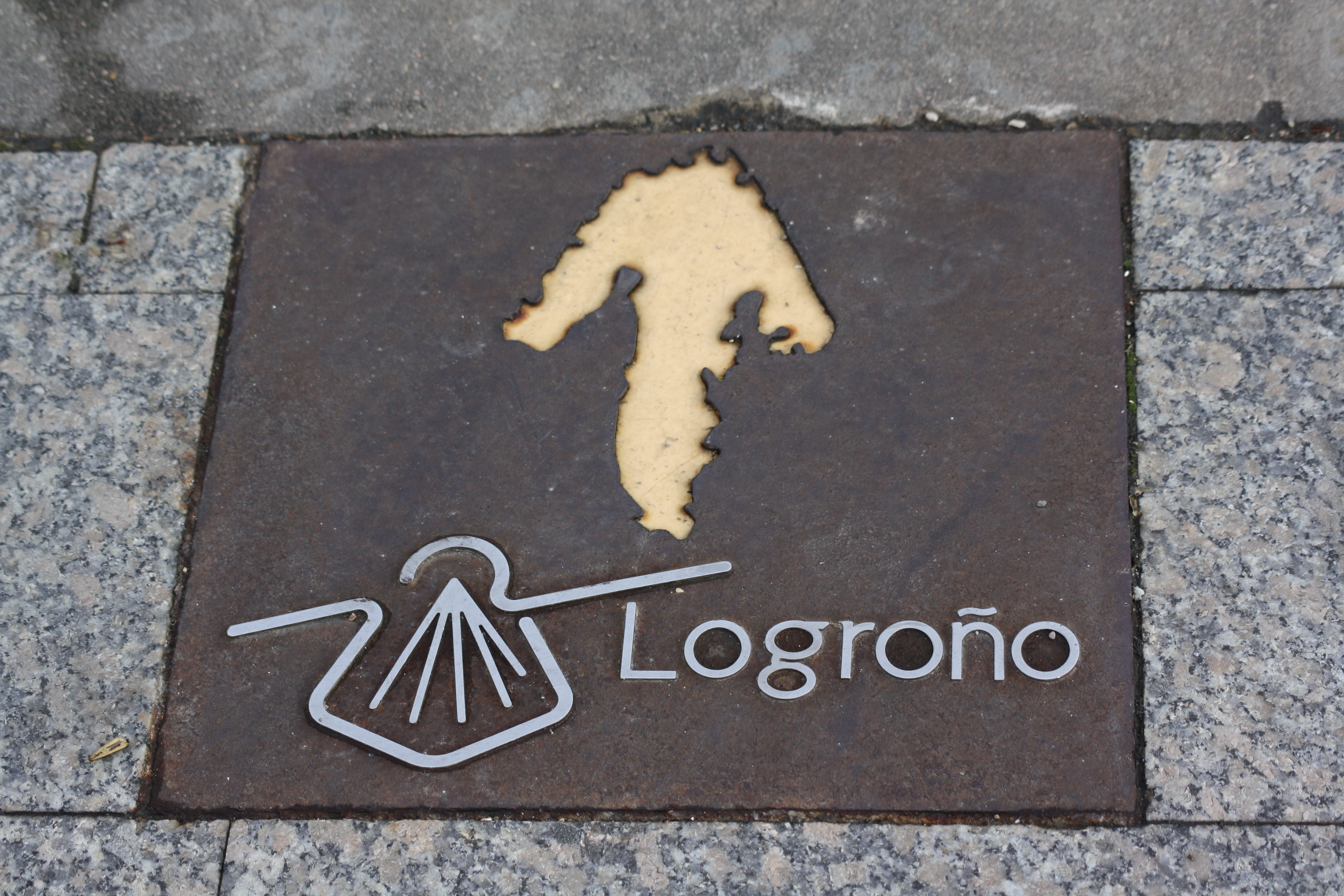
Camino de Santiago en Logroño

El camino entra en Logroño por el norte y llega al pozo cubillas lugar donde se encuentra una fuente donde los peregrinos pueden refrescar sus pies, también hay un mirador donde se puede ver el puente de piedra y las torres de las iglesias. Al principio del puente de piedra se encuentra la oficina del peregrino y al cruzar el río Ebro entras en el casco antiguo y llegas al albergue de Logroño. El camino atraviesa las calles Ruavieja y Barriocepo, llega a la plaza del Parlamento y sale del casco antiguo por la puerta del Revellín, la única puerta de la muralla que sigue en pie. Finalmente el camino sale de la ciudad por la avenida Murrieta. El camino ha hecho de Logroño una ciudad con un fuerte comercio.

### Vida social

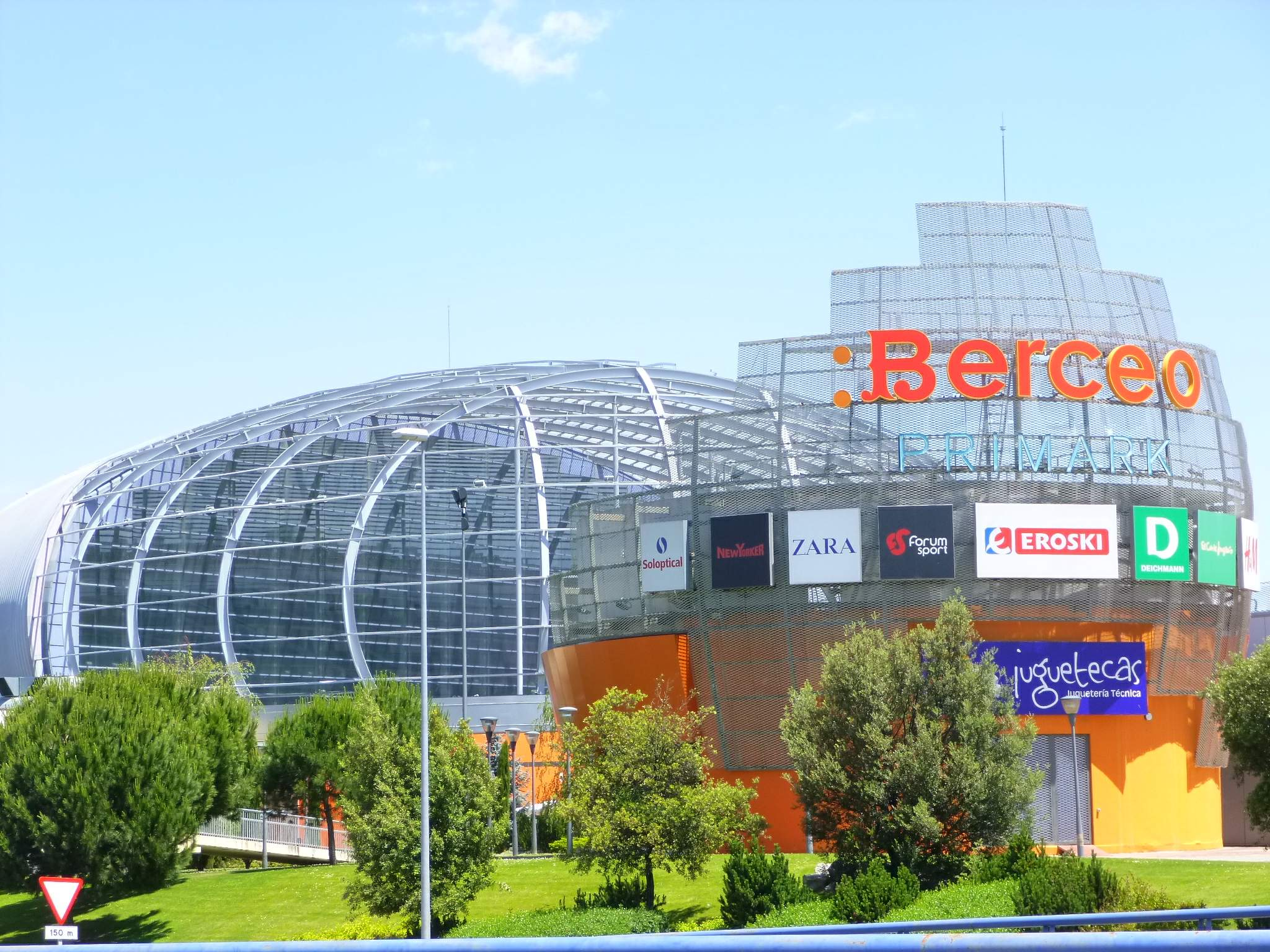
Centro Comercial Berceo

La calle del Laurel y la calle San Juan, conocidas como «La Senda de los Elefantes», son típicas rutas de pinchos, tapas y vinos. La calle Marqués de San Nicolás (calle Mayor), junto con la plaza de Martínez Zaporta, son una de las principales áreas donde se reúnen las cuadrillas de autóctonos y turistas todas las noches de la semana, teniendo su afluencia máxima en fines de semana y fiestas. Junto a estas zonas está Portales y la plaza de Mercado (junto a la concatedral), lugares de esparcimiento con terrazas, cafeterías, bares y el Cine Moderno, que amenizan la vida nocturna de la ciudad.
Al lado de la Gran Vía, en el entorno de la calle Vitoria, se encuentra otra zona de ocio nocturno conocida popularmente como «La Zona». Alejándose del centro se puede encontrar en la calle Siete Infantes de Lara, junto a los antiguos Cines Golem/La Colmena, otra zona de cafeterías y bares. En la zona de la calle San Millán esquina Av. de la Paz se encuentran varios cafés.
También la ciudad posee centros comerciales que incluye lugares de ocio, tiendas y cines para el público, como el Centro Comercial Berceo y Parque Rioja.

### Fiestas y tradiciones
La patrona de Logroño es Santa María de la Esperanza.
Las fiestas más importantes de la capital riojana son:

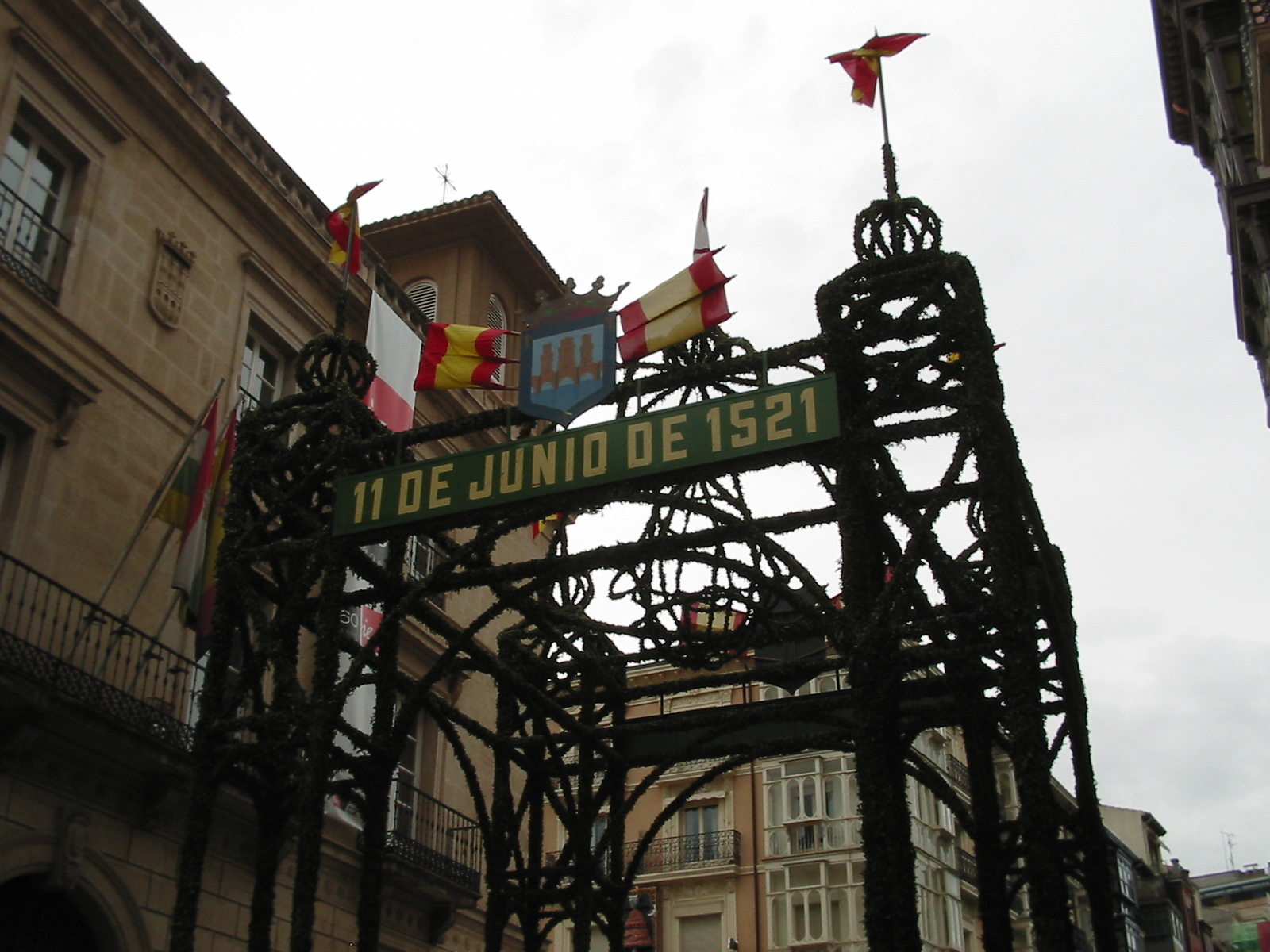
Arco de San Bernabé

- San Bernabé, celebrada el 11 de junio, donde se conmemora la victoria y la resistencia del pueblo logroñés frente a las tropas invasoras franco-navarras de Francisco I que sitiaron la ciudad en junio de 1521. Durante la celebración, la Cofradía del Pez reparte entre el público asistente un pez frito (que puede ser una trucha), pan y vino, ya que según el mito este fue el alimento de Logroño durante la invasión francesa. Los Voluntarios de Logroño se visten con trajes de la época y organizan pasacalles y recreaciones del asedio, campamento de milicias logroñesas y campamento de las tropas francesas.

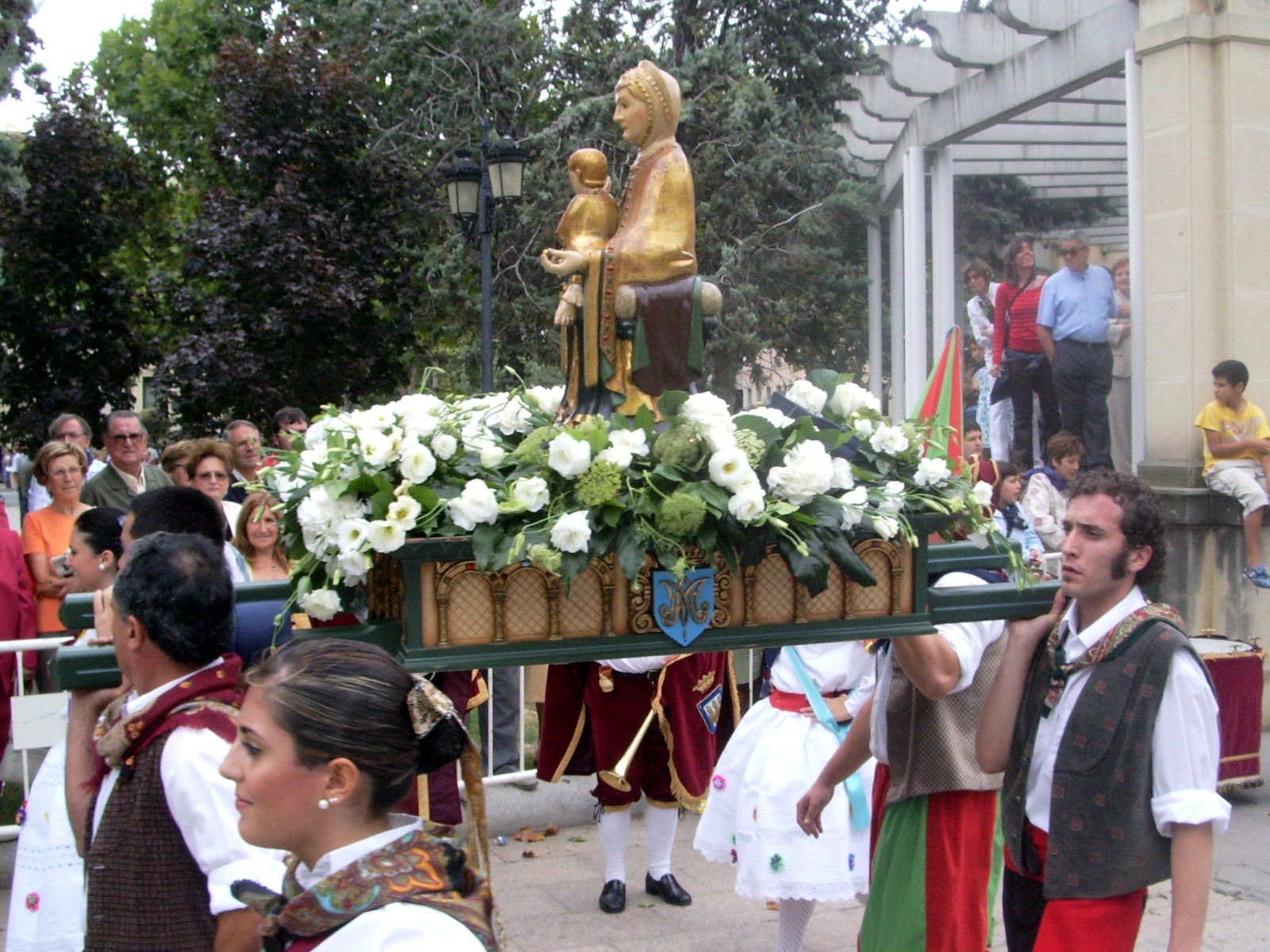
La imagen de la Virgen de Valvanera, en San Mateo

- San Mateo, se celebraba, hasta el año 2005, entre el 20 y 26 de septiembre. A partir de 2006, se celebran en la semana natural que abarque el día 21 de septiembre, día de San Mateo. Desde el año 1956 se denominan también «Fiestas de la Vendimia». Los actos principales son el Pisado de la Uva y la ofrenda del primer mosto a la Virgen de Valvanera. También se realizan corridas de toros, degustaciones, conciertos, fuegos artificiales... Son unas de las mejores fiestas del Norte de España, iniciadas con el pregón del alcalde en la plaza del Ayuntamiento y el ya popular «chupinazo» (el lanzamiento del cohete iniciador de las fiestas) donde se ha puesto de moda la «guerra» de lanzamiento de todo tipo de alimentos como huevos, cava, harina, mostaza, tomates, etc. Es típico ese primer día de fiestas ir de la plaza del Ayuntamiento a la calle Mayor (zona más importante de pubs y bares de copas de Logroño) parando en los balcones y pidiendo a los inquilinos el lanzamiento de cubos de agua. Como en toda fiesta riojana que se precie, el vino y el zurracapote (bebida tradicional riojana) recorre las calles en busca de gente que aprecie su buen sabor...y claro, lo que después acarrea.

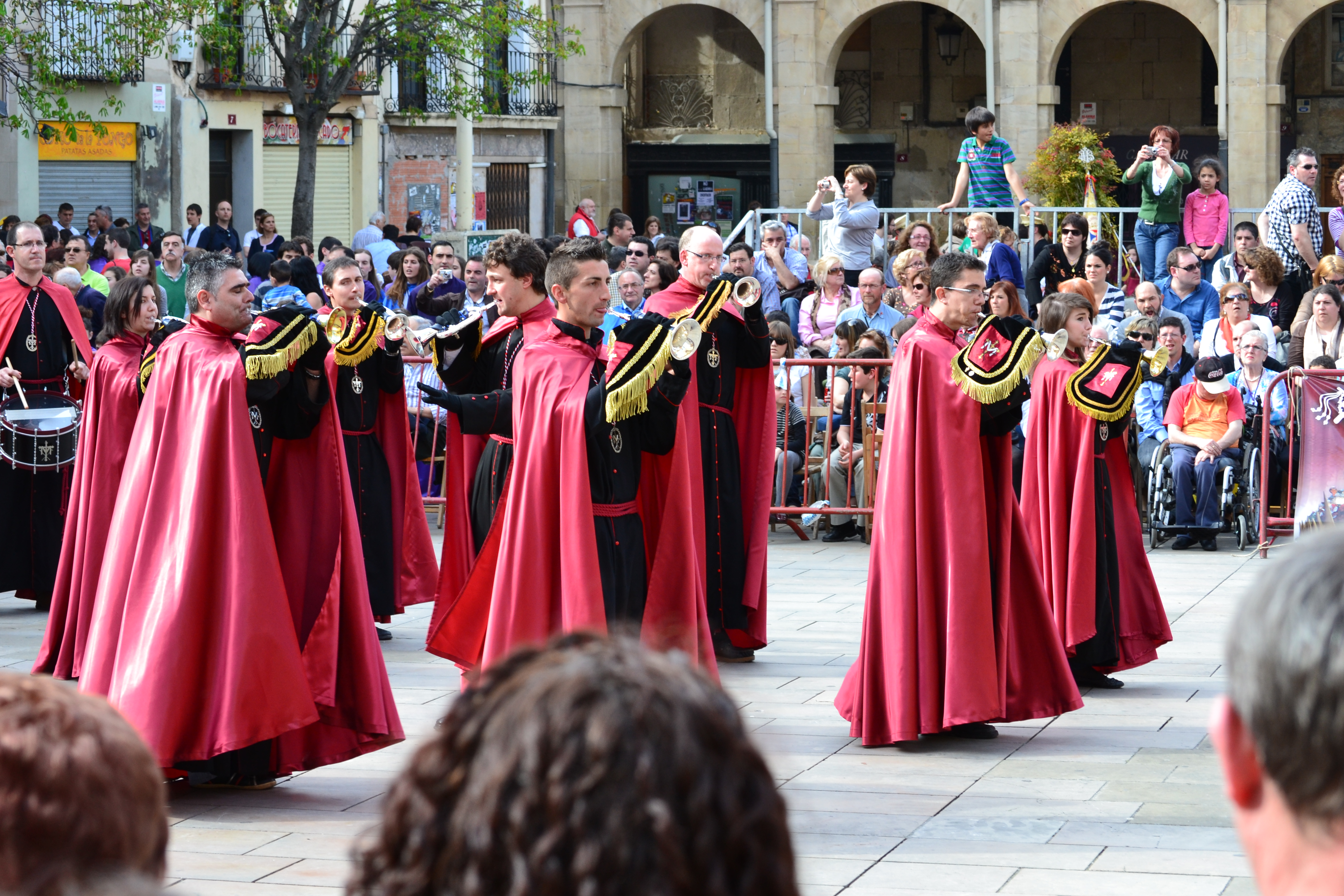
Semana Santa en Logroño

Además de las dos principales semanas festivas también hay otros acontecimientos tradicionales y festivos de gran popularidad como:
- Festival Actual. Durante la primera semana de enero, se celebra un festival de culturas contemporáneas, conocido como Actual[66] con música, cine y diferentes expresiones artísticas.
- Semana Santa Logroñesa. La Semana Santa de la ciudad de Logroño cuenta con once cofradías, algunas tienen su origen en el siglo XVI, agrupadas en la Hermandad de Cofradías de la Pasión de la ciudad de Logroño[67] fundada en 1940 que engloba a más de 3500 cofrades, que procesionan por la capital riojana desde el Viernes de Dolores hasta el Domingo de Resurrección. La Semana cuenta con veinte pasos procesionales que salen en dieciséis procesiones. Tal es la calidad de dichas procesiones, que en el año 2015 se le concedió a la Semana Santa Logroñesa la declaración de Fiesta de Interés Turístico Nacional por la Secretaría de Estado de Turismo.[68]

#### Festival Actual
Logroño es sede de Actual, un festival de música y cine independiente. Se celebra la primera semana de cada año en diferentes zonas de la ciudad uno de ellos el Teatro Bretón de los Herreros. Aparte de cine y música también hay exposiciones de arte.

### Cine
Del 13 de enero al 14 de abril de 1956 se rueda en Logroño, la película Calle Mayor, ganadora del premio de la crítica internacional en el festival de Venecia de 1956, del director Juan Antonio Bardem. A pesar de encontrarse también en la misma algunos exteriores rodados en Cuenca y Palencia, sus imágenes son un fiel reflejos del Logroño de mediados del siglo XX. Se rodó en la calle Portales y en el café Moderno.
Más actual es la ópera prima como director de Federico Luppi, Pasos (2005), ambientada en este caso en el Logroño de los años 80 tras el intento de golpe de Estado de 1981. El guion del filme es de Susana Hornos, esposa del director argentino, nacida en la vecina localidad de Fuenmayor.
También actual es el largometraje Proyecto Dos, producido por el logroñés José Antonio Romero, del que se han rodado imágenes en el aeropuerto de Logroño-Agoncillo y en la ciudad. Protagonizado por Lucía Jiménez y Adriá Collado.
En la película El sur (1983), si bien fue rodada en muchos lugares distintos, buena parte en Ezcaray, hay secuencias localizadas en el Hospital de La Rioja y en el edificio anteriormente conocido como Gran hotel.
En la producción estadounidense The way (2010), aparece Logroño al igual que otros municipios del Camino de Santiago.
En 2011 se ha rodado en la ciudad la película Los muertos no se tocan, nene basada en la obra homónima del escritor y guionista riojano Rafael Azcona. Entre los lugares de rodaje figura el célebre Café Moderno.
Em 2023, Logroño también hace aparición en la película documental Rioja, la tierra de los mil vinos.

### Televisión
En 2015 se rodó en Logroño un episodio de la serie de televisión Olmos y Robles, protagonizada por Rubén Cortada y Pepe Viyuela, nacido en esta ciudad. En 2019 se rodó en la ciudad el primer episodio de la segunda temporada de Vota Juan, en la que el actor riojano Javier Cámara interpreta a Juan Carrasco, un ficticio ministro, diputado y exalcalde de Logroño que decide presentarse a las elecciones primarias de su partido. El documental I love wine protagonizado por el estadounidense Dan Graovac presenta algunas tomas grabadas en Logroño. También la ciudad es mencionada en la cuarta temporada de la serie de televisión HBO True Blood, donde la bruja Antonia se refiere a sí misma como Antonia Galván de Logroño, y en la quinta temporada de la serie de Netflix La casa de papel.
En el programa de televisión Órbita Laika, el presentador es el matemático logroñés Eduardo Sáenz de Cabezón.

### Literatura
En varios de sus Episodios Nacionales, Galdós cita Logroño.
Muchos de los libros escritos por Rafael Azcona como Pobre y Los muertos no se tocan, nene están ambientados en la ciudad, aunque su nombre no se menciona en ninguno de ellos, aparecen algunos de sus lugares característicos, como el paseo del Espolón, la plaza del Mercado o el desaparecido Teatro Moderno.
También el escritor Pío Baroja, la utiliza como uno de sus escenarios en obras como Zalacaín el aventurero, en la que aparece más concretamente la calle Mayor.

### Gastronomía

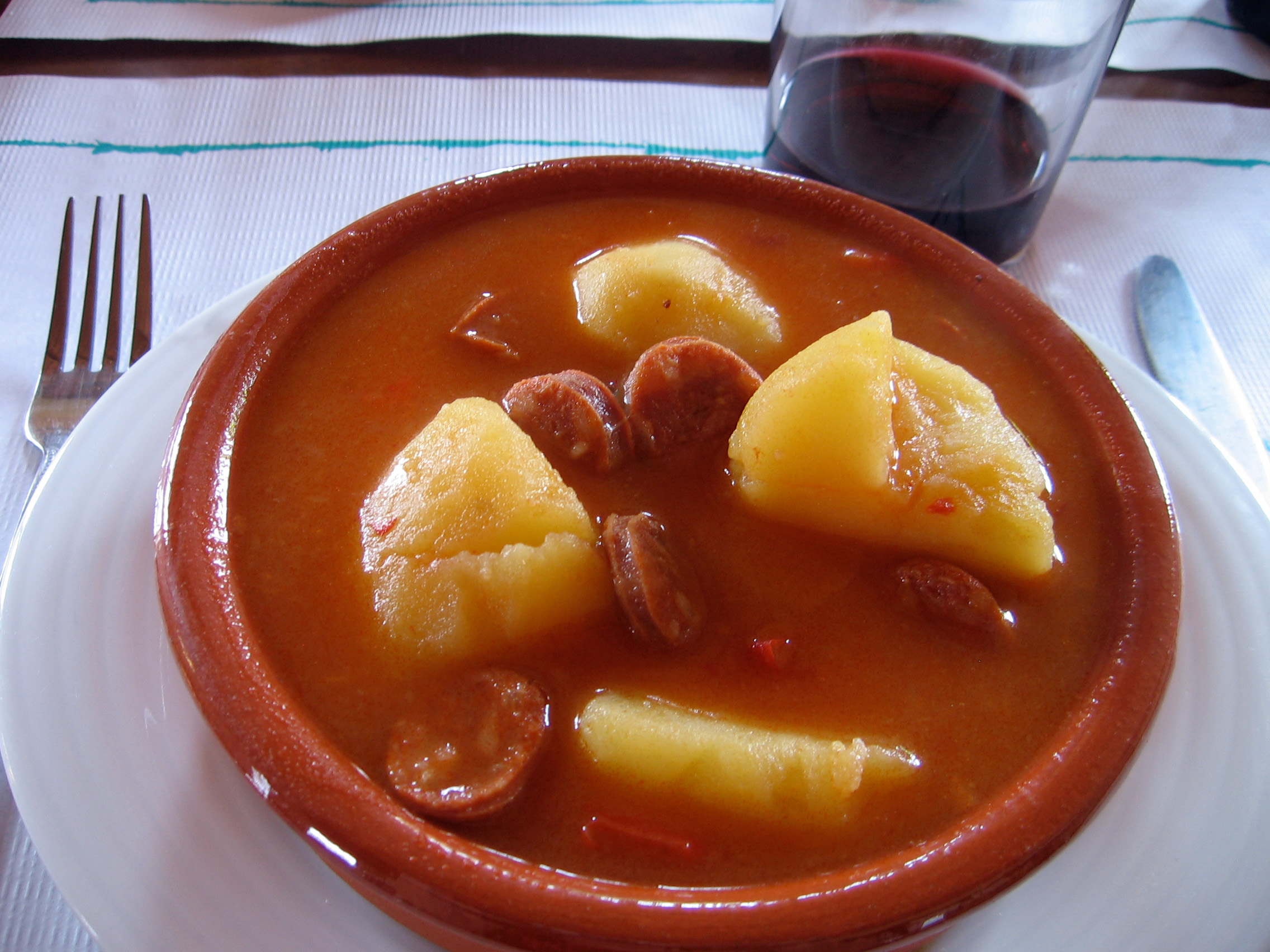
Patatas a la riojana, el plato más típico de La Rioja

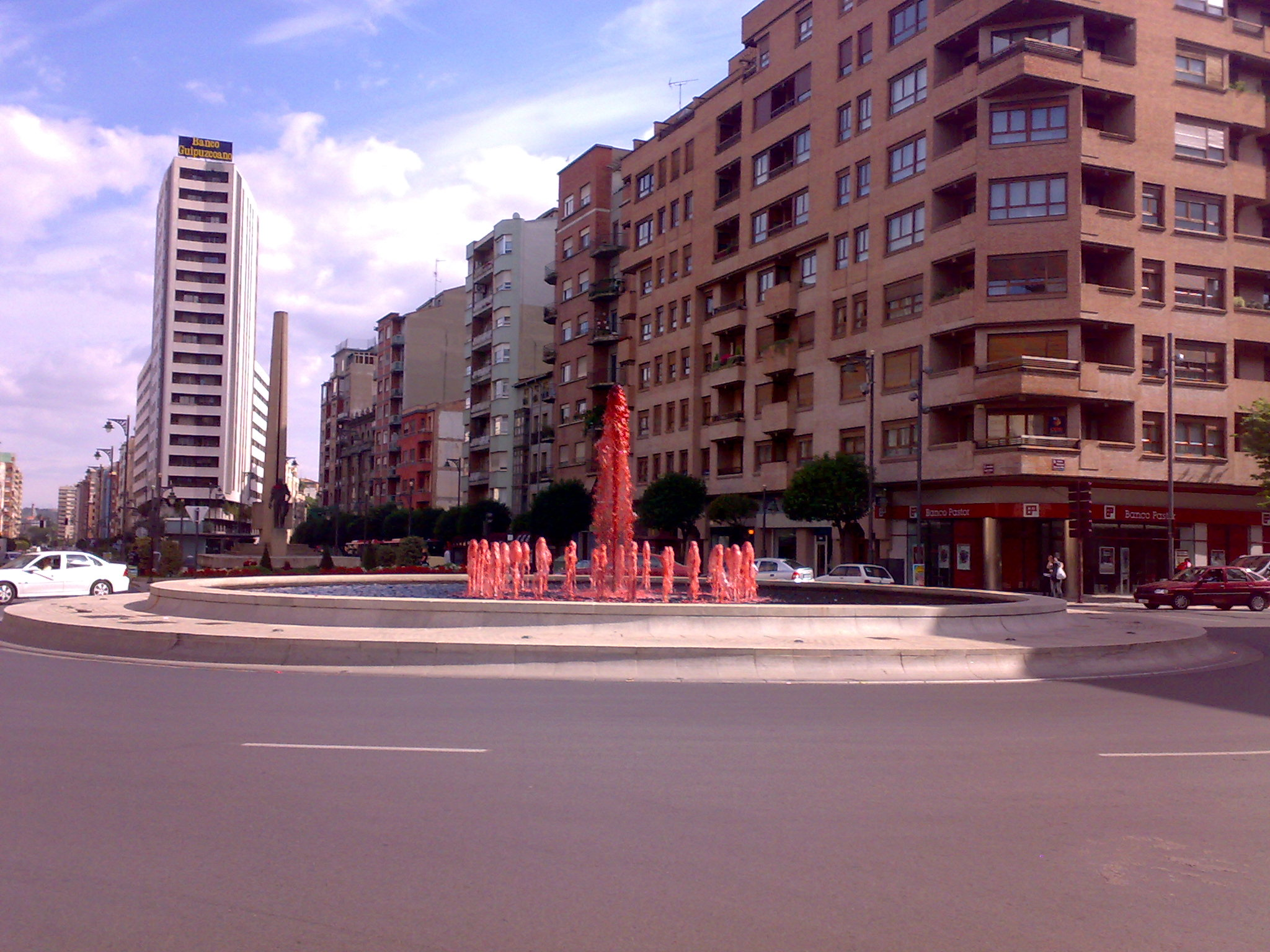
Fuente del Vino en la rotonda de Gran Vía con Vara de Rey

La Rioja gastronómica tiene que ver con la geografía, el paisaje y el clima. La diversidad de los productos y de la cocina riojana tiene que ver también con la variedad del paisaje y del clima. Igual que en el vino, se pueden distinguir también las comarcas de La Rioja Alta y La Rioja Baja en la ribera del Ebro, y las tierras serranas asentadas en el discurrir de los ríos que descienden desde las montañas del Sur a los valles próximos al Ebro. La cocina de la ribera y la cocina de la sierra. Cada una tiene sus propios productos y su forma de cocinarlos, aunque el trasiego de las gentes serranas que han bajado a las ciudades del valle ha permitido conseguir una imagen más homogénea de la cocina riojana.
Platos típicos de la cocina local son: Las patatas a la riojana, las chuletas de cordero al sarmiento, los huevos a la riojana y el bonito con tomate a la Riojana.
Logroño tiene fama de ser una ciudad de bares y pinchos o tapas acompañadas de una copa de vino y cerveza, pero aparte de eso las tradiciones gastronómicas de La Rioja siguen presentes. En Logroño perfectamente se puede degustar la gastronomía en los bares de la senda de los elefantes y en cualquier bar de Logroño. En estos se puede degustar champiñones, hortalizas y diferentes tipos de vino DOCRioja, aunque perfectamente en Logroño se puede encontrar tapas típicas de otras zonas de España.
Una buena temporada gastronómica en Logroño son sus dos grandes fiestas San Bernabé y San Mateo. Es típico, como en toda España, que cada barrio prepare pucheros con estofados de carne, callos, orejas y otros, aunque también cazuelas de hortalizas típicas como la alcachofa, la acelga y el cardo. También es típico en la plaza del Mercado asar las costillas con sarmientos sacados de las vides.
En los restaurantes de gastronomía típica podemos encontrar platos como patatas a la riojana, migas de pastor, caparrones, pimientos rellenos, menestra, bacalao a la riojana, callos, peras al vino, etc. También hay restaurantes dirigidos directamente a la cocina moderna.
El 3 de febrero de 2012, la candidatura Logroño-La Rioja fue designada Capital Española de la Gastronomía, imponiéndose a Sevilla y Gijón en la final.

### Deporte

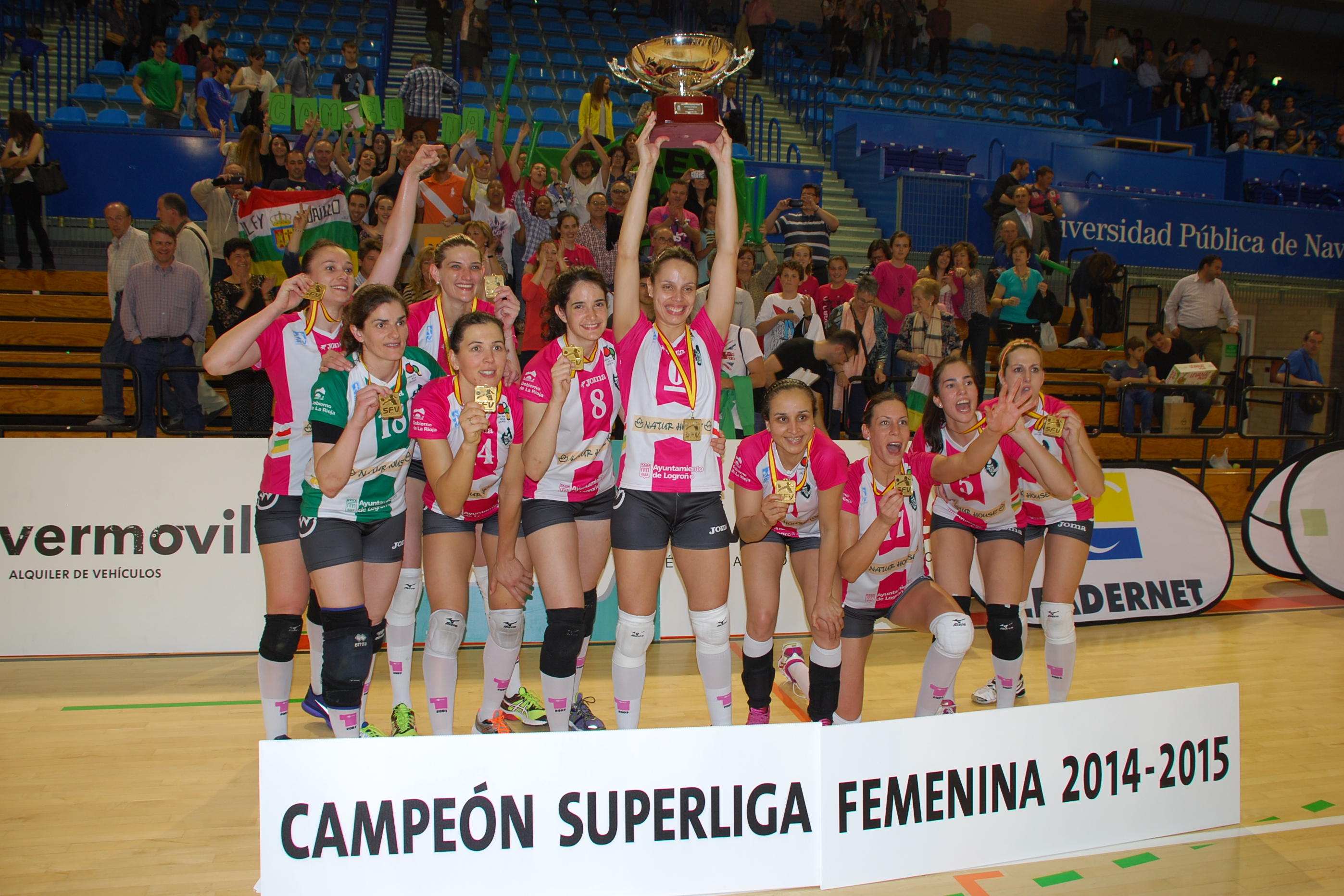
Naturhouse Ciudad de Logroño tras conseguir la Superliga 2014-2015

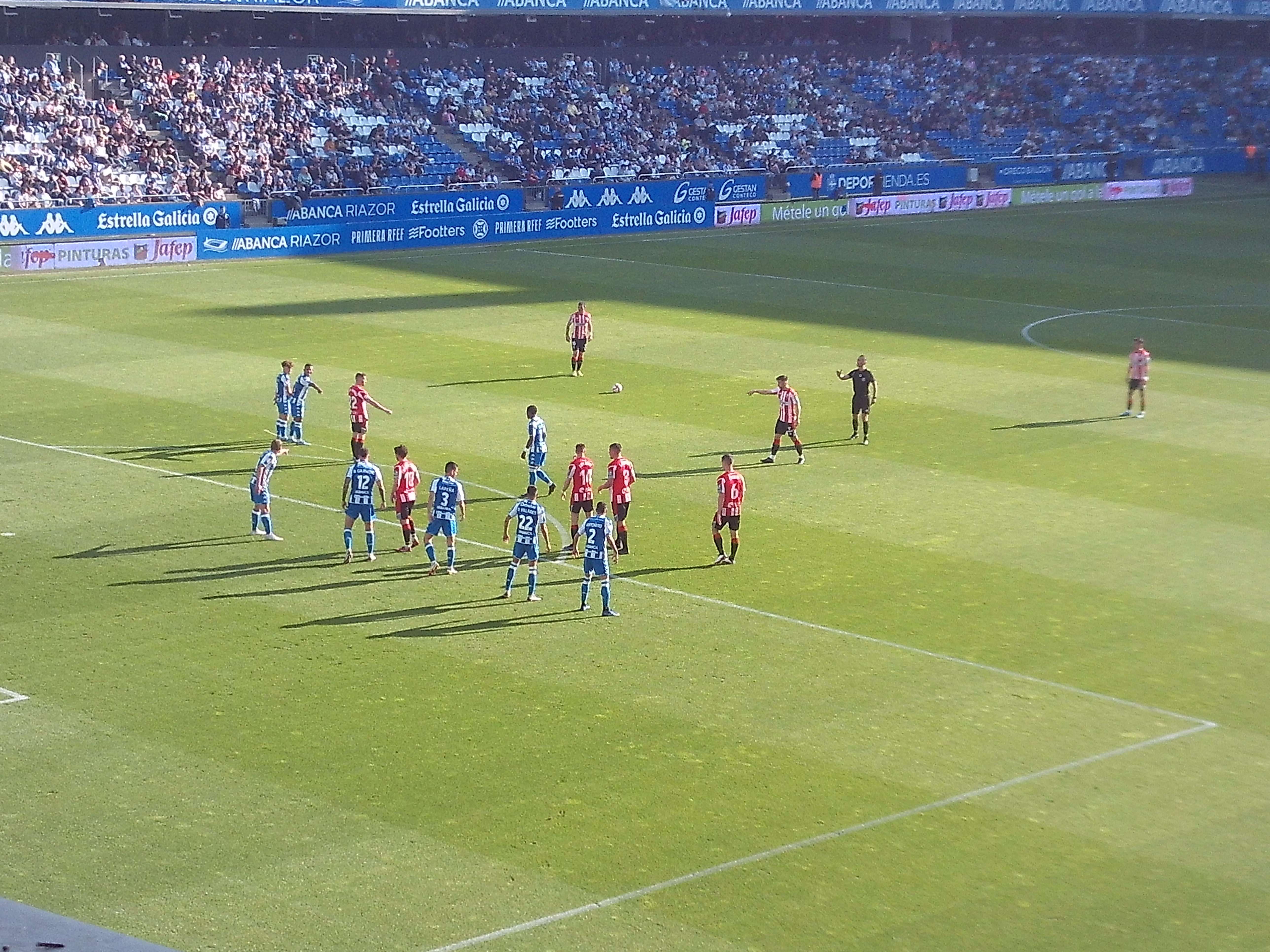
Deportivo de La Coruña jugando contra la UD Logroñés

El principal representante del deporte logroñés es el Club Balonmano Ciudad de Logroño, ya que desde la temporada 2006/07 compite en la máxima categoría del balonmano español, la liga ASOBAL. Sin embargo, el equipo más laureado es el Club Voleibol Logroño que ha conseguido dieciocho títulos del voleibol femenino español: en concreto 6 Superligas, 6 Copas de la Reina y 6 Supercopas.
En fútbol la ciudad estuvo representada por el Club Deportivo Logroñés, equipo fundado en 1940 y que jugó en primera división durante nueve temporadas; pero el 18 de enero de 2009 fue excluido de la competición por sus problemas económicos y en la actualidad no se encuentra inscrito en ninguna competición. A raíz de esta situación se crearon dos nuevos equipos en el año 2009, la Unión Deportiva Logroñés, que actualmente compiten en la Segunda Federación (Grupo II) y la Sociedad Deportiva Logroñés que milita en Primera Federación (Grupo II). Ambos juegan como locales en el estadio Las Gaunas. Además de los mencionados, existen clubes y equipos en la ciudad en casi todos los deportes compitiendo en diferentes categorías. Aun que también destaca el fútbol sala con equipos como la Asociación Deportiva Rioja Sala o la Sociedad Deportiva Cosmos.
La ciudad ha acogido en los últimos años numerosos eventos deportivos de carácter nacional e incluso internacional, tales como la eliminatoria entre España y Suiza de la copa Davis 2010, también un torneo internacional amistoso de baloncesto, en este participaron las selecciones nacionales de Brasil, Argentina y España (estos dos eventos se celebraron en la plaza de toros de La Ribera). También Logroño ha sido o será sede de diverso campeonatos y finales a nivel nacional, entre ellas la final de la copa del rey de balonmano (esta fue aún más especial para la ciudad ya que jugó en la final el equipo local, el Club Balonmano Ciudad de Logroño, aunque finalmente perdiese contra el Club Balonmano Atlético de Madrid), el campeonato nacional de Fútbol sub-8 (con sede en las instalaciones de Pradoviejo) y la copa de las naciones de ballet artístico sobre hielo (con sede en la pista de hielo de Lobete).
El deportista logroñés Carlos Coloma Nicolás participó en varias competiciones de ciclismo de montaña en la disciplina de campo a través, en las cuales ganó el oro en el Campeonato Mundial de Ciclismo de Montaña en 1999 y bronce en los Juegos Olímpicos de Río en 2016. También la ciclista logroñesa Sheyla Gutiérrez ganó el oro en el Campeonato de España de Ciclismo Contrarreloj femenino de 2019.

#### Instalaciones deportivas
Son numerosas las instalaciones deportivas existentes en la ciudad, tanto para la práctica del deporte profesional como para el aficionado, pudiendo destacar el estadio Las Gaunas, un campo de fútbol inaugurado en 2002 con capacidad para 16 000 espectadores, y el Palacio de los Deportes de La Rioja, un recinto polideportivo inaugurado en 2003 con capacidad para 3809 espectadores. Otro edificio destacado es el centro deportivo municipal Lobete, centro con piscina climatizada, pista polideportiva y la única pista de patinaje de la ciudad. Logroño, además, cuenta un gran número de frontones entre los que destacan el Adarraga y el frontón Titín III. Otro complejo deportivo es el de Las Norias, donde están las piscinas municipales de verano que poseen toboganes acuáticos y un espacio cubierto para pádel, tenis, frontón, escalada, además de jardines y cafeterías.

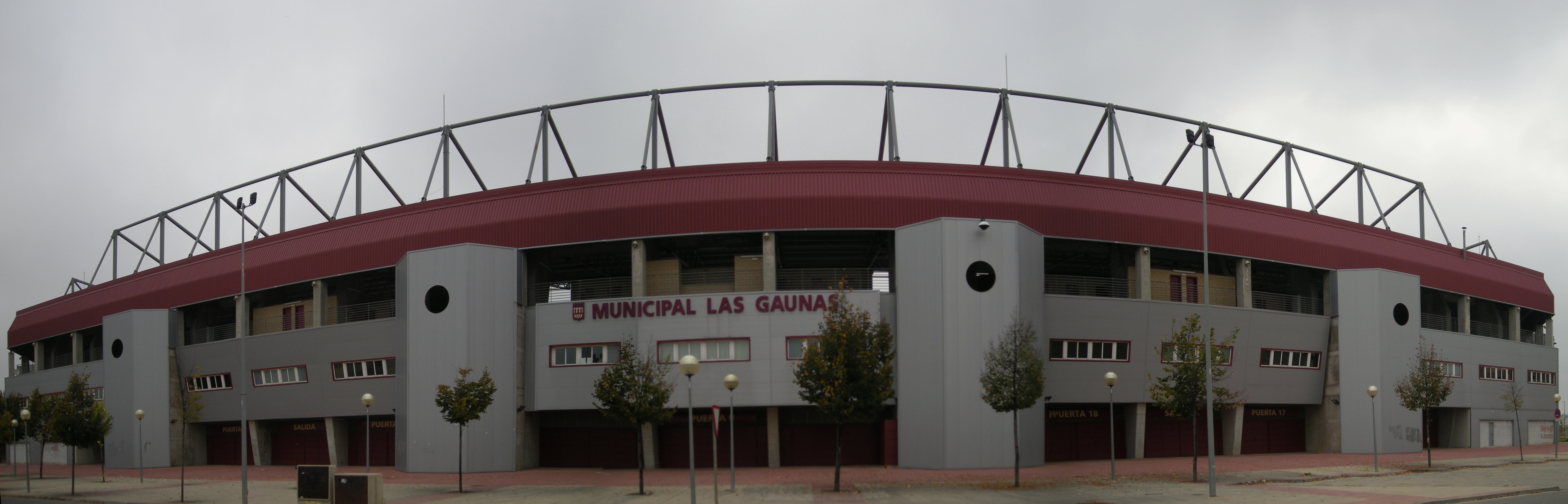
Vista panorámica del exterior del Estadio Las Gaunas
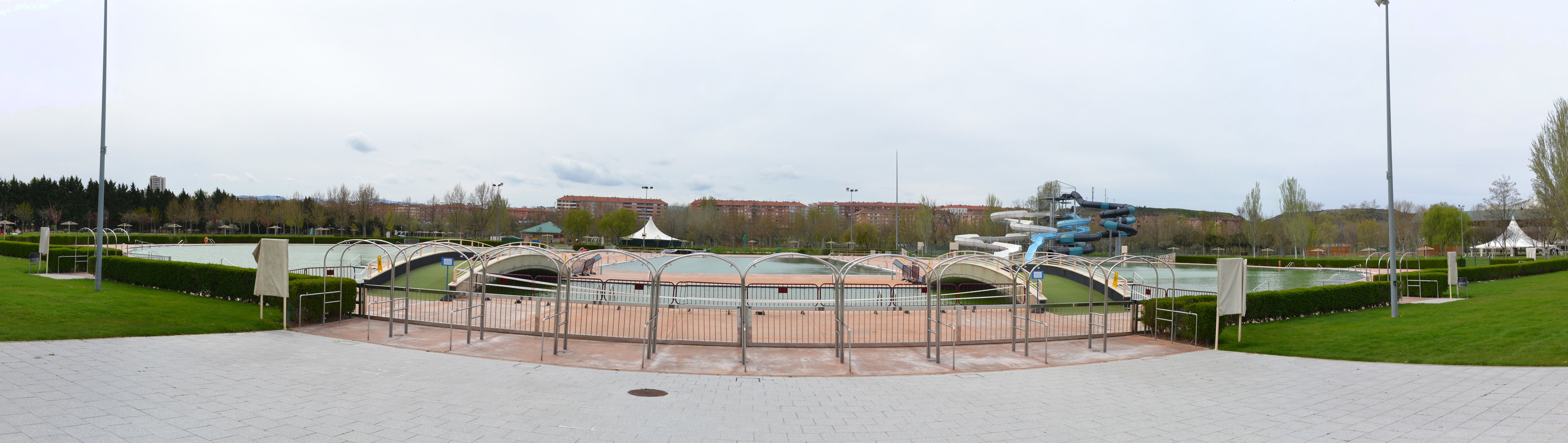
Panorámica del Complejo Deportivo Municipal Las Norias
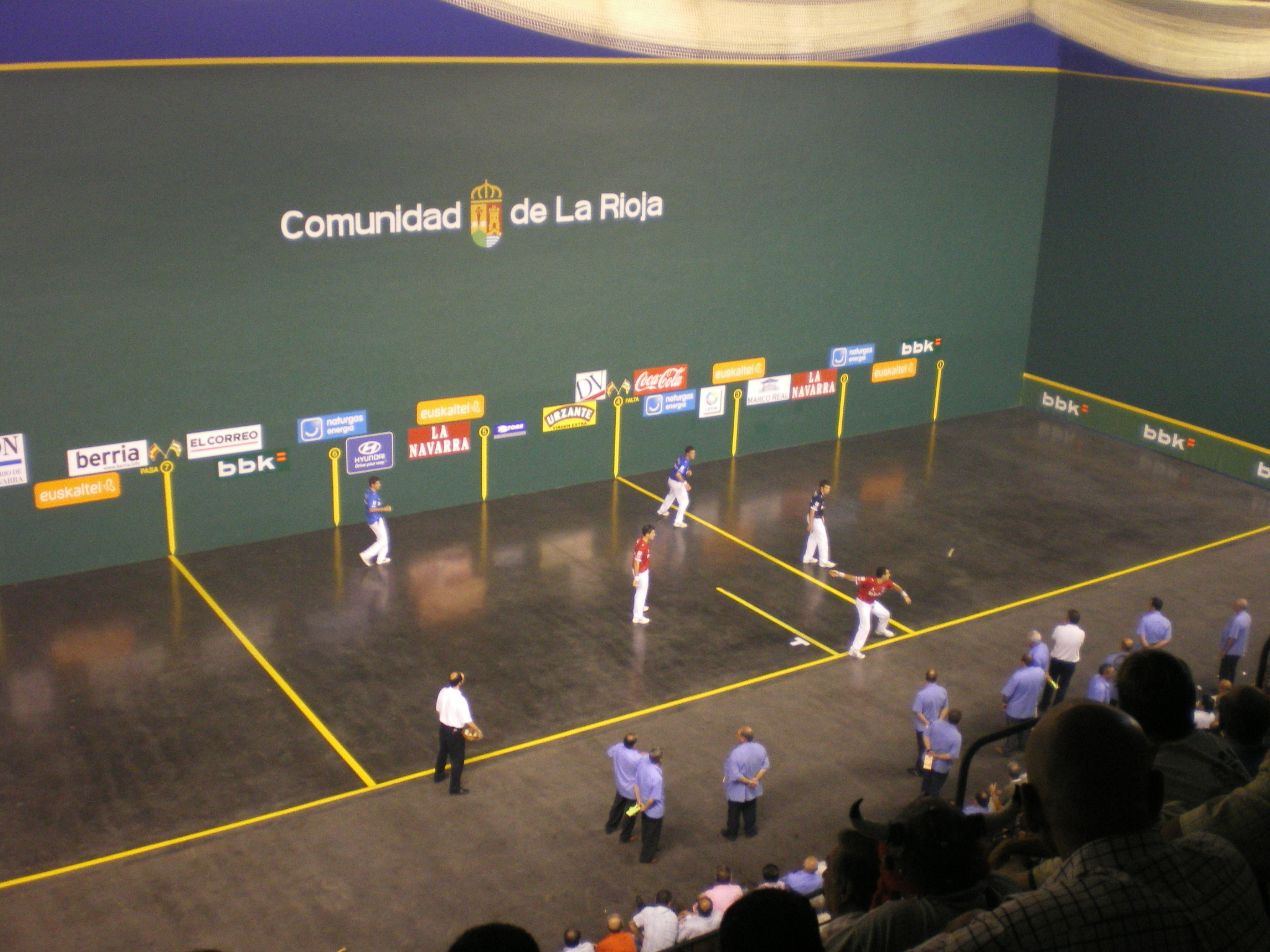
Frontón Adarraga
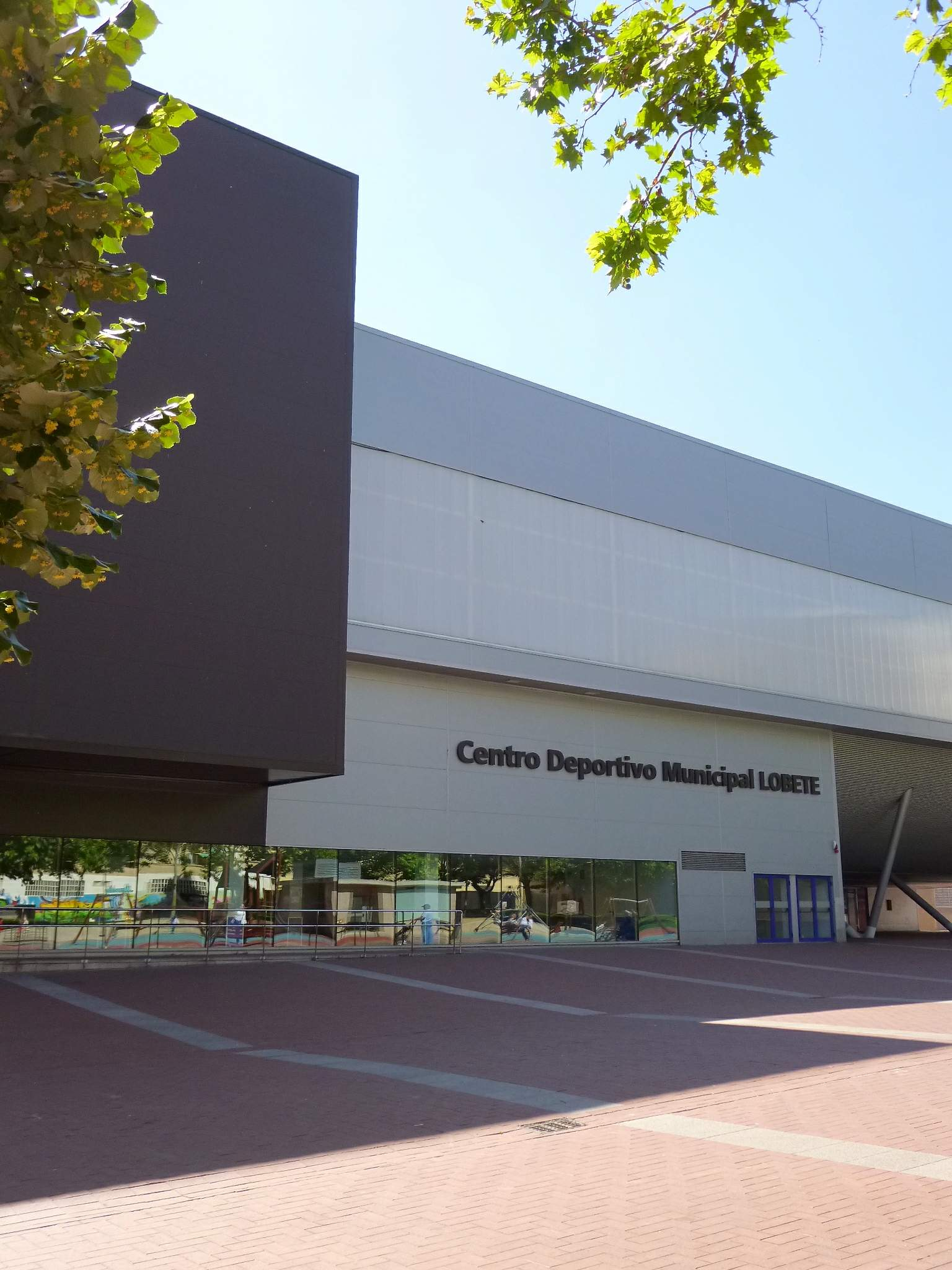
Centro Lobete

## Ciudades hermanadas
La ciudad de Logroño está hermanada con las ciudades de:
- Dax, Francia
- Libourne
- Dunfermline, Fife, Escocia
- Darmstadt, Alemania
- Brescia, Italia
- Hagunia, Sahara Occidental
- Todos los Santos de la Nueva Rioja (capital de La Rioja Argentina), Argentina
- Rancagua, Chile

Tiene relaciones de amistad con:
- Vichy, Francia
- Wilhelmshaven, Alemania